# S-Bahn Stuttgart

Logo S-Bahn Stuttgart

Die S-Bahn Stuttgart ist eines der wichtigsten Verkehrsmittel des öffentlichen Personennahverkehrs in der Region Stuttgart und Teil des Verkehrs- und Tarifverbunds Stuttgart (VVS). Montags bis freitags befördert sie 435.000 Fahrgäste pro Tag (Stand 2018).
Auf dem 215 Kilometer langen Streckennetz erbrachte sie 2021 mit 210 Triebzügen eine Betriebsleistung (einschließlich Schuster- und Teckbahn) von 12,2 Millionen Zugkilometer pro Jahr bei 948 Zugfahrten pro Tag. 2024 wurden 104,1 Millionen Fahrgäste befördert. 2019 waren es knapp 133 Millionen gewesen. Das wirtschaftliche Gesamtvolumen liegt bei etwa 300 bis 350 Millionen Euro pro Jahr.
Kernstück ist die unterirdische Stammstrecke, auf der abgesehen von der S62 alle Linien verkehren.
Aufgabenträger ist der Verband Region Stuttgart (VRS). Mit der Betriebsführung ist bis Mitte 2032 DB Regio beauftragt. Die Organisationseinheit der S-Bahn Stuttgart untersteht der DB Regio Baden-Württemberg.

## Verkehrsanlagen und Technik

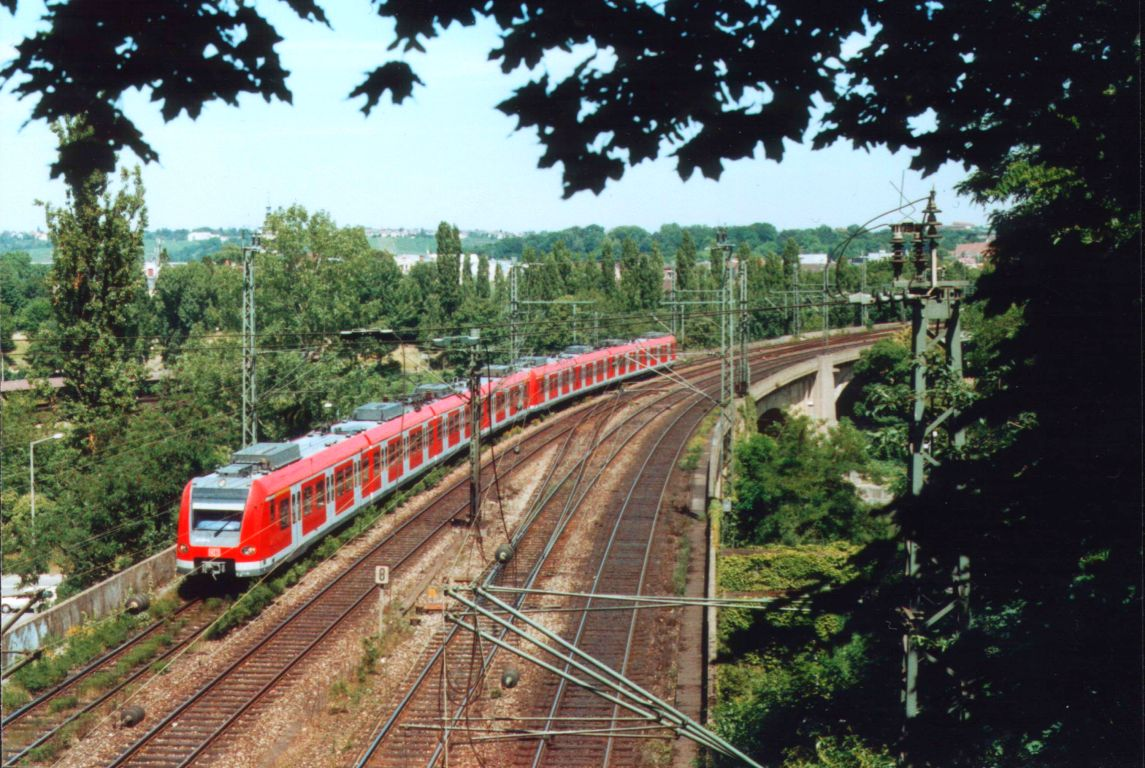
S-Bahn-Vollzug der Baureihe 423 auf der Neckarbrücke zwischen Bad Cannstatt und Hauptbahnhof

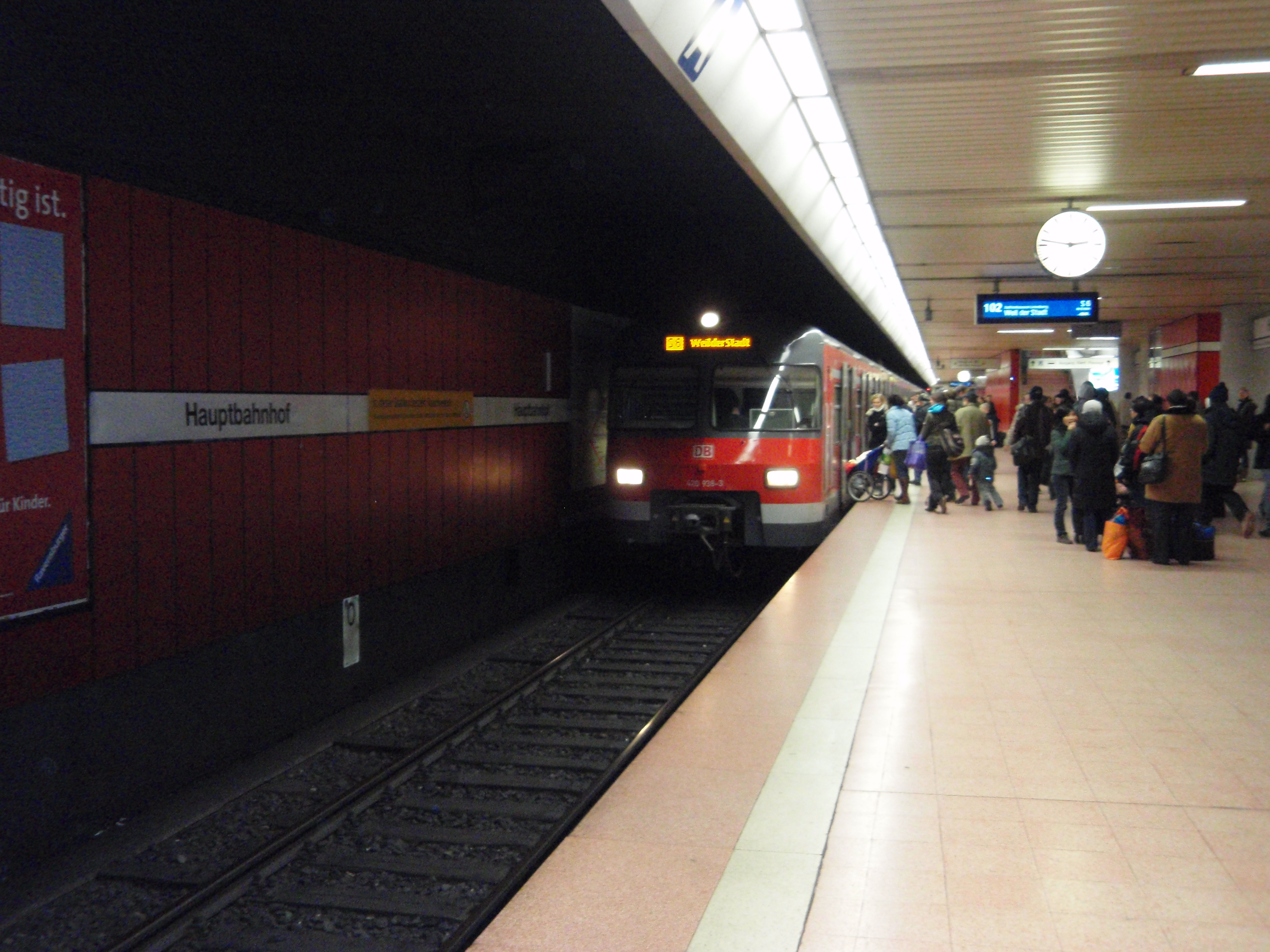
S6 nach Weil der Stadt an der Station Hauptbahnhof (tief) (2008)

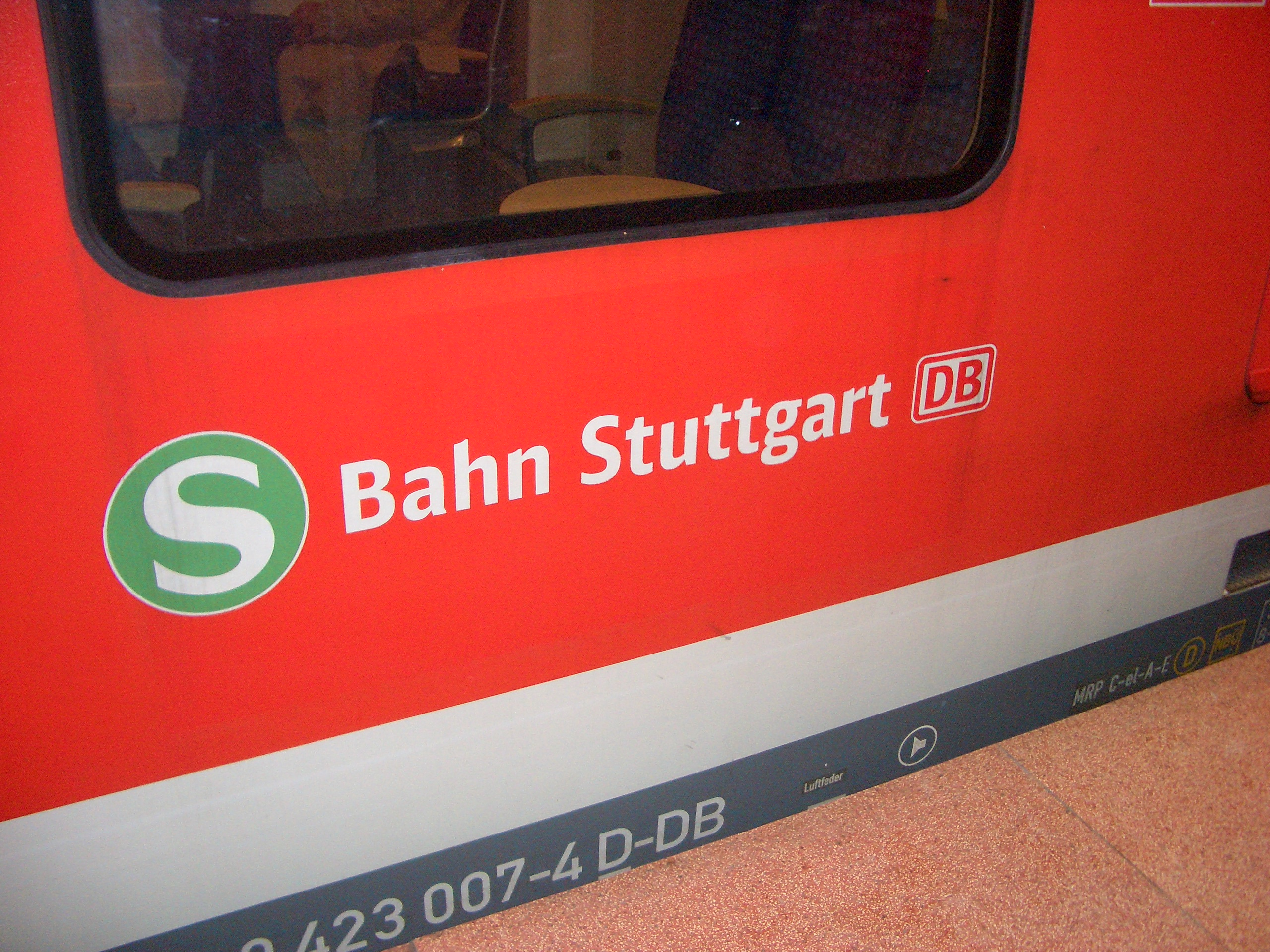
Schriftzug auf den Zügen

### Stationen

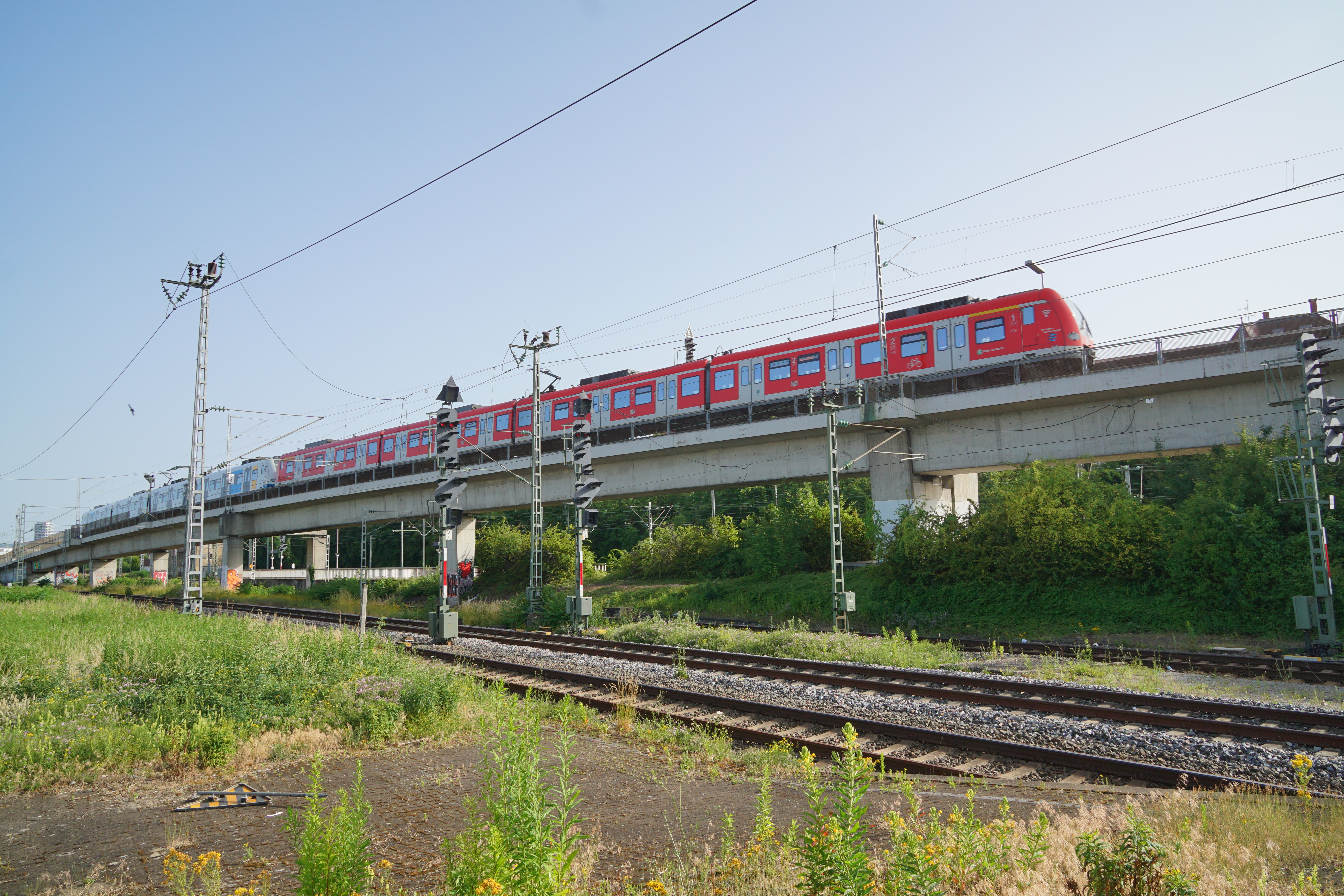
Überwerfungsbauwerk in Stuttgart-Zuffenhausen

Das Netz umfasst 83 Stationen, davon sind 7 unterirdisch und eine teilweise überdeckelt angelegt. Eine Besonderheit stellt der Brückenbahnsteig in Zuffenhausen dar, denn er befindet sich auf einem speziellen Überwerfungsbauwerk. Drei weitere Stationen, darunter zwei teilweise überdeckelte Trogbauwerke und eine Endstation, befinden sich im Bau. Der fünfte Ausführungsvertrag zur S-Bahn Stuttgart sieht vor, alle Stationen mit barrierefreien Zugängen zu den Bahnsteigen auszustatten. Bis Ende 2015 waren noch die Bahnsteige von vier Stationen nicht über Aufzüge bzw. Rampen erreichbar.
Für einen stufenlosen Ein- und Ausstieg in die Fahrzeuge der S-Bahn Stuttgart müssen die Bahnsteige eine Höhe von 96 cm über Schienenoberkante haben. Da im Regionalverkehr jedoch Bahnsteige mit 76 cm üblich sind, ergeben sich an Stationen mit Mischverkehr im Einzelfall Probleme, die durch „Kombi-Bahnsteige“ verringert werden. Zu Ende 2015 verfügten 51 Stationen über komplett oder teilweise 96 cm hohe Bahnsteige.
Bis 2035 sollen alle Stationen barrierefrei ausgebaut sein.

### Fahrgastinformation
Seit Dezember 2004 werden an den neuinstallierten LCD-Fahrgastinformationsanzeigen (FIA) von AEG MIS anstatt der Soll- die vorausgerechneten Ist-Abfahrtzeiten im Countdown „in 4 min“, „in 3 min“, „in 2 min“ und ein „Zugfolgeplan (Zugvorschau)“ der nächsten drei einfahrenden S-Bahn-Züge mit Minutenangabe angezeigt.
Da eine sekundenscharfe Positionsbestimmung und Darstellung der Züge auf der FIA nicht möglich ist, wird seit 2011 auf die Anzeige der letzten beiden Minuten bis zur Abfahrt des Zuges verzichtet, da es immer wieder zu Beschwerden von Fahrgästen gekommen ist. Seit 2020 wird stattdessen „in Kürze“ angezeigt. Hinweise zu Störungen und Besonderheiten werden über einen Infoticker angezeigt (oben den einzelnen Zug treffend, unten allgemeine Hinweise und Störungen). Seit Anfang 2013 wird die Zugstärke (Kurz-, Voll- und Langzug) auch in der Zugvorschau angezeigt, um eine Vorverteilung der Reisenden am Bahnsteig zu ermöglichen.
Akustische Hinweise auf die einfahrenden Züge gibt es seit 1978 in den fünf unterirdischen Stationen der Stammstrecke (Hauptbahnhof tief, Stadtmitte, Feuersee, Schwabstraße, Universität) und außerdem an der Station Neckarpark. In der Stammstrecke werden Informationen über Verspätungen und Zugausfälle automatisiert angesagt, teilweise ergänzt um manuelle Ansagen der örtlichen Aufsicht. Ende 2009 erfolgte dort die Umstellung des bisherigen Ansagesystems mit Kassetten auf das bei der DB übliche digitale Ansagesystem („Blech-Else“), da durch die Verlängerung der S1 nach Kirchheim/Teck eine Erweiterung des bisherigen Systems nicht mehr möglich war.
Seit Mitte 2024 ist auf allen Bahnhöfen die Stimme von Heiko Grauel für Ansagen zu hören.

### Verbindungsbahn
Als Verbindungsbahn wird die komplette Tunnelstrecke in der Innenstadt von Stuttgart bezeichnet. Sie ist das Herzstück der S-Bahn Stuttgart und enthält mit einer Steigung von bis zu 38 ‰ den steilsten Teil des Netzes:

#### Stammstrecke
Alle Linien außer der S62 verkehren in der Innenstadt durch einen zweigleisigen Tunnel bis zum Bahnhof Schwabstraße. Dieser Streckenengpass begrenzt die Zugfolge, die mit 2,5 Minuten planmäßiger Zugfolgezeit bereits recht nahe an die technische Grenze kommt. Dieser Wert resultiert aus dem heute je Linie maximal gebotenen 15-Minuten-Takt. Ein dichterer Takt von S-Bahnen ist mit konventioneller Signalisierung und aufgrund der Fahrgastwechselzeiten mit der bestehenden Infrastruktur nicht möglich.
Der Abstand zweier aufeinanderfolgender Züge soll mit ETCS reduziert werden. Dazu werden unter anderem Optimierungen an der Blockteilung, technischen Laufzeiten und Bremskurven ebenso einbezogen wie Automatisierter Fahrbetrieb (ATO, ggf. mit optimiertem Fahren und Bremsen) und vorausschauendes Fahren mit Verkehrsleitsystem (TMS). Im Bahnsteigbereich sollen dabei bis zu 22 m kurze Zugfolgeabschnitte gebildet werden (Stand: Dezember 2017). Im Januar 2019 beschlossen Land und Region, ETCS einzuführen, und der Bund sicherte im Januar 2020 seine Unterstützung zu.

#### Wendeschleife
Die Hälfte der Fahrten enden im Bahnhof Schwabstraße, dem regulären Endpunkt von S4, S5, S6 und S60. Hinter dieser Station befindet sich eine von wenigen Wendeschleifen im deutschen Eisenbahnnetz. Sie zweigt unmittelbar nach der Ausfahrt in Richtung Vaihingen nach rechts ab, unterfährt den Hasenbergtunnel und fädelt in entgegengesetzter Richtung in das stadteinwärtige Richtungsgleis der Stammstrecke ein. Die ungefähr 1,5 km lange Strecke ist bis auf ein 300 m langes Überholgleis eingleisig. Die Schleife ermöglicht ein schnelles Wenden der Züge ohne Führerstandswechsel und damit das enge Betriebsprogramm auf der Stammstrecke mit dort endenden Fahrten. Bei kleineren Verspätungen kann mit Hilfe des Überholgleises die planmäßige Reihenfolge der Züge wiederhergestellt werden. Es kann auch zur Bereitstellung eines zusätzlichen Zuges nach Fußballspielen in der MHPArena oder anderen Großveranstaltungen oder zum Abstellen eines defekten Zuges genutzt werden.

#### Hasenbergtunnel
Nach der Station Schwabstraße führt ein zunächst aus zwei Röhren bestehender Tunnel mit einer Steigung von 35 Promille durch den Hasenberg. Auf etwa halber Strecke werden die zwei Röhren zu einer Röhre zusammengeführt. Nach rund 5 Kilometern wird der unterirdische Bahnhof Stuttgart Universität erreicht.
Durch diesen Hasenbergtunnel verkehren die S1, S2 und S3. Diese Fahrten liegen taktmäßig zwischen den endenden Zügen der anderen Linien. So kann mit kurzer Wartezeit in einen weiterfahrenden Zug umgestiegen werden, sofern das Ziel auf dem von allen drei Linien befahrenen Abschnitt bis Stuttgart-Rohr liegt.

### Bereich Filder (Flughafen/Messe)
In der Ortslage Echterdingen, Flughafen/Messe und Bernhausen verläuft die S-Bahn-Strecke in Tunneln, die in offener Bauweise erstellt wurden. Zwischen den Stationen Flughafen/Messe und Bernhausen befahren die Züge unter dem Flugfeld hindurch den eingleisigen, bergmännisch gebauten Tunnel Flughafen.

### Gäubahn im Störungsbetrieb
Im Falle einer Blockade der Verbindungsbahn kann ein Teil des Zugverkehrs über die Gäubahn umgeleitet werden. In diesem Fall fahren manche Züge in den oberirdischen Teil des Hauptbahnhofs ein und fahren unter Umgehung aller Zwischenstationen über die Gäubahn weiter bis Stuttgart-Vaihingen. In diesem Fall verkehrt die Bahn auf der Verbindungsbahn nur in einer Richtung oder soweit möglich im Pendelverkehr. Reisende können in diesem Fall sowohl am Hauptbahnhof, als auch in Vaihingen auf Stadtbahn und Bus umsteigen, um in die Innenstadt oder zur Universität zu kommen. Diverse Szenarien zur künftigen Erweiterung des S-Bahn-Verkehrs sehen die reguläre Nutzung dieser Strecke und die Reaktivierung des Westbahnhofs vor. Zudem verkehren im Falle von Baumaßnahmen die Tangentiallinien S12, S15, S23 und S30. Diese nutzen nicht die Verbindungsbahn, sondern umfahren entweder den Hauptbahnhof (S12 und S15), halten im Hauptbahnhof oben (S23) oder verkehren ausschließlich außerhalb der Innenstadt (S30).

### WLAN-Ausrüstung
Ab Spätherbst 2017 wurden über den Zeitraum von 24 Monaten alle Fahrzeuge der S-Bahn mit mobilem Internetzugang (WLAN) ausgerüstet. Von den Gesamtkosten von 5 Millionen Euro steuerte der VRS 3,5 Millionen Euro aus Pönalemitteln bei. Bis Sommer 2018 wurde zunächst die Baureihe 423 ausgerüstet, bis Sommer 2019 anschließend die Baureihe 430.

## Fahrzeuge

### Betriebswerk Plochingen
Die Wartung der Triebwagen (und der Baureihen 425/426 des Regionalverkehrs Württemberg) erfolgt im S-Bahn-Betriebswerk Plochingen. Zu dessen Ausstattung gehören eine Unterflur-Radsatzdrehbank und eine Außenwasch- und Graffitibehandlungsanlage. Rund 550 Mitarbeiter arbeiten dort im Drei-Schicht-Betrieb. Seit dem 1. Juli 2021 gehört das Werk nicht mehr zur S-Bahn Stuttgart, sondern bildet mit den Werken in Frankfurt am Main und München einen Werke-Verbund, welcher direkt der DB Regio AG untersteht und seinen Sitz in München hat.

### Fahrzeugbestand
Aufgenommen wurde der Betrieb der S-Bahn mit Triebwagen der Baureihe 420. Diese wurden ab dem Jahr 2000 durch die Nachfolgebaureihen 423 und 430 ersetzt.
Vorhanden sind mit Stand vom 23. Februar 2024 215 Fahrzeuge:
- 60 Einheiten der Baureihe 423, Einsatz auf den Linien S1, S6 und S60.
- 97 Einheiten der Baureihe 430.0, Einsatz auf den Linien S1, S2, S3, S4, S5 und S62.
- 58 Einheiten der Baureihe 430.2, Einsatz vorrangig auf der Linie S2

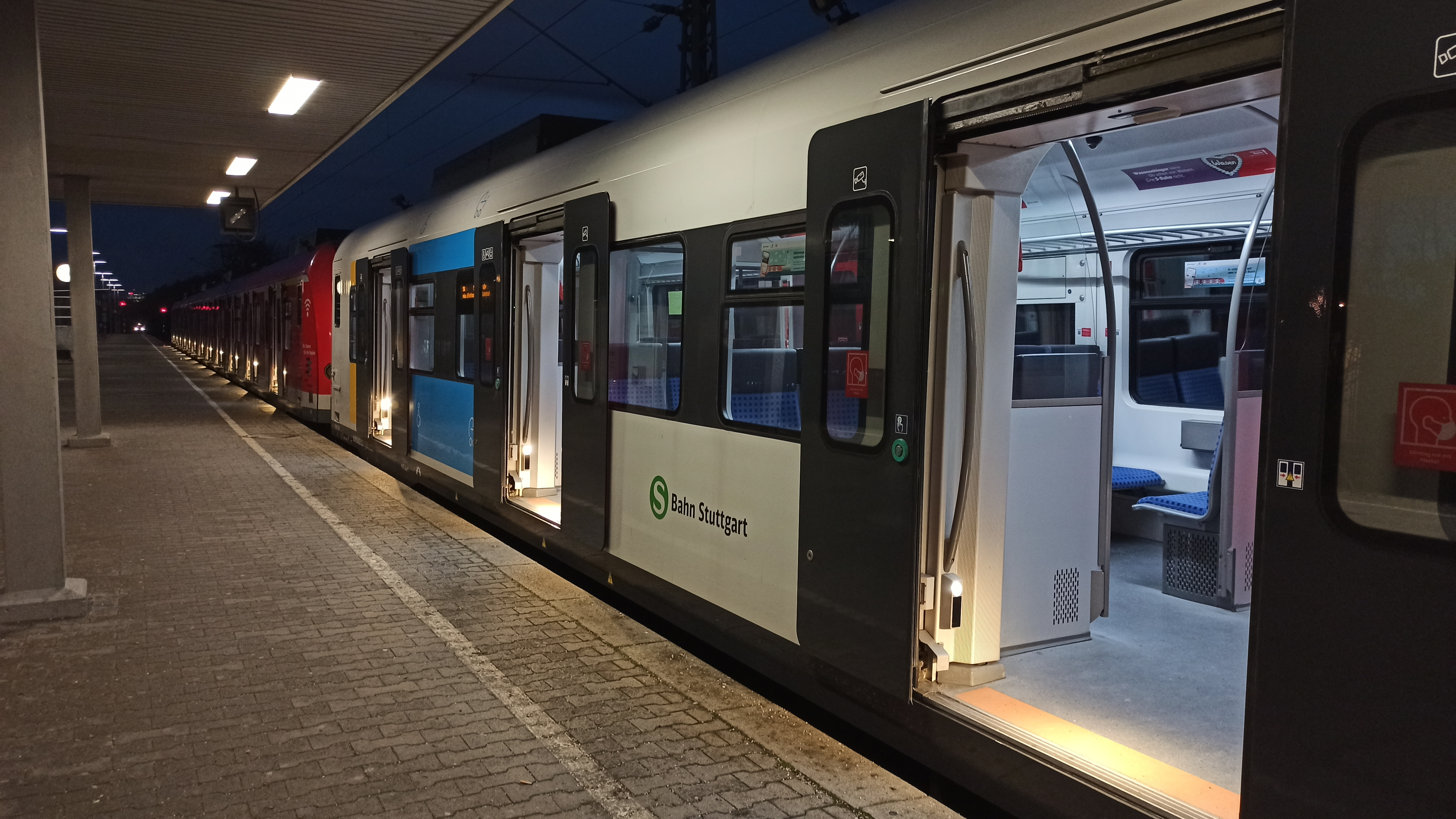
Erster ET423 mit neuer Lackierung in lichtgrau, hinten noch in verkehrsrot

Alle Baureihen können freizügig im gesamten Netz eingesetzt werden. Allerdings können sie, obwohl mechanisch kuppelbar, aufgrund inkompatibler Elektrik beziehungsweise Elektronik nicht miteinander kombiniert werden.
Im Januar 2019 wurde die Nachrüstung der Triebzüge mit ETCS Level 2 und automatisierten Fahrbetrieb (ATO GoA 2) und weiterer Technik beschlossen.
2021 war geplant, alle Triebzüge schrittweise bis 2025 einem Redesign zu unterziehen, bei dem unter anderem mehr Mehrzweckbereiche eingerichtet, das Fahrgastinformationssystem verbessert und Steckdosen eingebaut werden. Die neue Lackierung ist in Lichtgrau/Schwarz/Blau/Gelb. Das neue Design wurde mit dem German Design Award 2022 ausgezeichnet. Der erste Triebzug mit Redesign (und Ausrüstung für den Digitalen Knoten Stuttgart) sollte ab Ende 2024 eingesetzt werden.

### Neufahrzeuge der Baureihe 430.2
Die Regionalversammlung beschloss am 30. Januar 2019, weitere 56 Triebzüge der Baureihe 430 zu bestellen, um eine Reihe von Angebotsverbesserungen umzusetzen. Zwei weitere Triebzüge werden durch DB Regio beschafft. Die Entscheidung sei bis Ende Januar 2019 erforderlich gewesen, da danach eine günstige Bestelloption für die S-Bahn-Fahrzeuge der Baureihe 430 beim Fahrzeughersteller Bombardier auslaufe. Das Land Baden-Württemberg fördert die Beschaffung von 47 der neuen Fahrzeuge zu 30 Prozent, also mit insgesamt 106 Mio. Euro, und steigt damit in die Förderung von Schienenfahrzeugen ein. Mit der Ausweitung der Flotte sollen ausreichend Fahrzeuge zur Verfügung stehen, um unter Aufrechterhaltung des Verkehrsangebots bis Mitte 2025 die gesamte Flotte mit ETCS auszurüsten.
Im Frühjahr 2024 waren alle 58 Fahrzeuge ausgeliefert. Sie erhielten noch das ältere Innenraumdesign ohne die größeren Mehrzweckbereiche.

### Fahrzeugeinsatz und Zugbildung
Die Fahrzeuge werden im Betriebswerk Plochingen und an den Endbahnhöfen der Linien abgestellt. Bis zu drei der jeweils ungefähr 70 Meter langen Einheiten werden regulär gekuppelt, wodurch sich die Längen
- Kurzzug: 70 m (eine Einheit)
- Vollzug: 140 m (zwei Einheiten) und
- Langzug: 210 m (drei Einheiten)

ergeben.
Seit 2022 sollen in der Hauptverkehrszeit prinzipiell alle Züge auf der Stammstrecke als Langzüge verkehren. Da zuvor einige Züge planmäßig nur als Vollzüge fuhren, wurden für ihre Verlängerung Fahrzeuge der Baureihe 430.2 beschafft. Am Wochenende und in Tagesrandlage werden Vollzüge, zum Teil auch nur Kurzzüge eingesetzt.
Auf der S4 zwischen Marbach und Backnang und der S60 zwischen Böblingen und Renningen können aufgrund kürzerer Bahnsteige maximal Vollzüge eingesetzt werden. Diese Züge können in Marbach verstärkt beziehungsweise in Renningen mit der S6 vereinigt werden, sodass die Trasse in der Stammstrecke als Langzug genutzt wird. Aufgrund der geringeren Nachfrage wird auf der Expresslinie S62 mit Kurzzügen gefahren.

## Verkehrsangebot

### Verkehrsnachfrage
Zwischen 2003 und 2014 stieg die Zahl der Fahrgäste um 27 Prozent auf mehr als 400.000 pro Werktag an, an Sonntagen um 39 und an Samstagen um 41 Prozent. Mit etwa 102.000 werktäglichen Fahrgästen (mehr als ein Drittel mehr als 2003) ist die S1 die am stärksten genutzte Linie, gefolgt von der S2 (rund 70.000, +23 % seit 2003). Es folgen die S6/60 (mehr als 70.000, +26 %), die S3 (mehr als 60.000, +14 %) sowie die S4 und S5 (mehr als 40.000, +27 bzw. +26 %). Von den werktäglich insgesamt 800.000 Ein- und Ausstiegen entfallen rund 250.000 auf die Stammstrecke zwischen Schwabstraße und Hauptbahnhof (Stand aller Daten: 2016).
Auf der S 1, der meistgenutzten S-Bahn-Linie, sind werktags 32.000 Fahrgäste zwischen 6 und 8 Uhr unterwegs, zwischen 15 und 18 Uhr sind es 39.000. Auf der S 2, der zweitmeistgenutzten Linie, sind in den Hauptverkehrszeiten (morgens und abends) 74.000 Fahrgäste unterwegs.
In der Spitzenstunde zwischen 7 und 8 Uhr werden durchschnittlich rund 70.000 Personen befördert. Die zweithöchste Belastung wird zwischen 16 und 17 sowie 17 und 18 Uhr mit mehr als 50.000 beförderten Personen verzeichnet. (Stand: 2017)
Die mittlere Reiseweite von S-Bahn-Nutzern im VVS-Tarif liegt bei 13,5 km.
Eine im Januar 2020 vorgelegte Verkehrsprognose für das Jahr 2030 erwartet 450.000 Fahrgäste pro Tag. In einer progressiven Variante, in der 22 zusätzliche bzw. auf verlängernden Linien verkehrende Züge pro Stunde sowie Restriktionen im Individualverkehr unterstellt wurden, werden 500.000 Fahrgäste pro Tag erwartet.

### Betriebszeit
Die S-Bahn Stuttgart verkehrt nach einem festen Taktfahrplan, dessen Abfahrtszeiten nahezu immer gleich sind.
Alle Linien werden täglich von frühmorgens circa 3:45 Uhr bis nachts 0 Uhr von den Außenbahnhöfen Richtung Innenstadt und Flughafen beziehungsweise von circa 5 Uhr morgens bis circa 1 Uhr nachts von den Stationen der Stammstrecke durchgängig mindestens im 30-min-Takt befahren. 60-min-Takte bestehen werktags zwischen 4 und 5 Uhr, am Sonntagmorgen zwischen 5 und 8 Uhr sowie auf dem S4-Abschnitt Marbach–Backnang ab 21 Uhr und im Nachtverkehr an Wochenenden.

### 15-Minuten-Takt Montag bis Freitag
Montags bis freitags wird der 30-min-Takt tagsüber mit Verstärkerzügen auf den Linien S1 bis S6 zu einem durchgängigen 15-min-Takt verdichtet. Der 15-min-Takt beginnt ab Hauptbahnhof etwa um 5:30 Uhr in Richtung Außenbahnhöfe und endet um etwa 20 Uhr. Seit dem Fahrplanwechsel im Dezember 2020 ist damit die Lücke zwischen den früheren Hauptverkehrszeiten (HVZ) morgens und nachmittags geschlossen.
Auf den Streckenabschnitten S1 Plochingen–Kirchheim (Teck), S4 Marbach–Backnang und S60 Renningen–Böblingen wird nur im 30-min-Takt gefahren. Auf der S1 entfällt alle 2 Stunden die Bedienung der Halte zwischen Böblingen und Herrenberg wegen des Trassenkonflikts mit dem IC Stuttgart–Zürich bzw. Zürich-Stuttgart.
Die S62 fährt im 30-min-Takt und nur in der HVZ vor- und nachmittags.

### 15-Minuten-Takt samstags
Zum Fahrplanwechsel am 10. Dezember 2023 wurde der 15-Minuten-Takt aufgrund von Personal- und Fahrzeugmangel eingestellt. Lediglich auf den Linien S6/S60 wurde samstags der 15-Minuten-Takt beibehalten. Diese Angebotsreduktion wurde ein Jahr später aufgehoben.
Mit dem Fahrplanwechsel im Dezember 2021 bestand auf den Linien S1 und S6 zwischen 8:30 Uhr und 18 Uhr und auf den Linien S2 bis S5 zwischen 13 Uhr und 18 Uhr ein 15-min-Takt. Auf den Abschnitten S1 Plochingen–Kirchheim (Teck), S4 Marbach–Backnang und S60 Renningen–Böblingen wurde auch samstags nur ein 30-Minuten-Takt angeboten. Auf dem Abschnitt S1 Böblingen–Herrenberg bestand auch samstags alle 2 Stunden eine Taktlücke, wegen des ICs Stuttgart–Zürich, dadurch fuhr diese S1 ohne Halt zwischen Böblingen und Herrenberg.
Zum Fahrplanwechsel im Dezember 2022 wurde der 15-Minuten-Takt auf alle Linien zwischen 8:30 Uhr und 20:30 Uhr ausgedehnt. Es gelten auch hier die für Montag bis Freitag beschriebenen Ausnahmen.

### 24-Stunden-Betrieb am Wochenende und vor Feiertagen
In den Nächten auf Samstag, Sonntag und auf Feiertage fahren S-Bahnen rund um die Uhr. Mit jeweils vier Abfahrten pro Nacht und Richtung pro Linie existiert damit nachts ein Stundentakt auf allen Linien. Die S-Bahnen fahren gemäß ihrer Abfahrtszeiten im stündlichen Grundtakt. Damit ist auch die Frühanbindung an den Flughafen gewährleistet.
Mittlerweile wird nur noch der S4-Abschnitt Marbach–Backnang nicht im Nachtverkehr bedient, da die S60 seit Dezember 2021 auch im Nachtverkehr stündlich zwischen Renningen und Böblingen verkehrt und damit die Nachtbuslinie N60 ersetzt. Der S4-Abschnitt Marbach–Kirchberg wird durch die Nachtbuslinie N40 und der Abschnitt Kirchberg–Backnang durch die Nachtbuslinie N30 bedient.
Vor allem in den Landkreisen Böblingen und Ludwigsburg bestehen von vielen End- und Zwischenstationen Anschlüsse durch weitere Nachtbuslinien und Ruftaxen der Landkreise und Städte, welche Siedlungen ohne S-Bahn-Anschluss anbinden. In Schorndorf besteht zweistündlich Anschluss zum Nachtverkehr des MEX 13 von/nach Aalen.

### Taktverkürzung bei Linienüberlagerung
Zur Netzmitte hin überlagern sich die Linien zeitlich: Die Zugfolge auf der Stammstrecke Hauptbahnhof–Schwabstraße (Innenstadt) beträgt tagsüber wochentags durch Überlagerung der 6(7) verkehrenden Linien 2,5 min, also 24 Züge pro Stunde und Richtung (wie vor der Taktumstellung von 1996). Auf Abschnitten, auf denen sich 3(4) Linien überlagern (zentrumnahes Stadtgebiet Stuttgart), wird tagsüber ein 5-Minuten-Takt erreicht (ausgenommen Vaihingen–Rohr, weil die S3 vorher endet) sowie frühmorgens, spätabends und an Wochenenden ein 10-Minuten-Takt. Dies dient einer möglichst gleichmäßigen Bedienung (Stetigkeit). Auf Abschnitten mit zwei Linien herrscht so tagsüber ein 5-/10-Minuten-Takt (ausgenommen S6/S60, da sie nur zusammengekuppelt fahren) sowie sonst ein 10-/20-Minuten-Takt.

### Ursprünglicher Takt
Basierend auf dem starren 20-Minuten-Takt des früheren Vorortverkehrs wurde ursprünglich jede S-Bahn-Linie im 60/40/20/10-Minuten-Takt betrieben. Hierbei wurde in den Abendstunden ab circa 20:00 Uhr und am Wochenende in den frühen Morgenstunden alle 60, tagsüber alle 40, in den Hauptverkehrszeiten alle 20 und auf den Abschnitten Schwabstraße–Esslingen der S1 und Schwabstraße–Leonberg der S6 sogar alle zehn Minuten gefahren.
Ab 1985 verkehrte die S-Bahn dann tagsüber im 30-Minuten-Takt, es bestand fortan ein 60/30/20/10-Minuten-Takt. Dieser wiederum wurde am 2. Juni 1996 auf einen 60/30/15-Minuten-Takt umgestellt. Das heißt, es wurde auf allen sechs Linien in den Hauptverkehrszeiten der 15-Minuten-Takt eingeführt, so dass jede Linie gleichmäßig mit vier Zügen pro Stunde bedient wird. Dazu war die Anschaffung zusätzlicher Züge und die Steigerung der Leistungsfähigkeit einiger Außenstrecken erforderlich. Im Gegenzug wurden die Abschnitte Bad Cannstatt–Esslingen und Zuffenhausen–Leonberg in den Hauptverkehrszeiten fortan nur noch alle 15 statt zuvor alle zehn Minuten bedient, was damals zu einer Angebotsverschlechterung führte.
Durch die Inbetriebnahme der durchgebundenen S60 am 9. Dezember 2012 zwischen Renningen und Schwabstraße wurden die Zwischentaktzüge auf der S6 zwischen Schwabstraße und Leonberg am Samstag und unter der Woche mittags durch die Züge der S60 ersetzt, wobei es durch die Überlagerung beim 15-Minuten-Takt blieb.
Auf dem Streckenabschnitt Schwabstraße–Esslingen der Linie S1 bestand somit samstags ein 15-Minuten-Takt von 8:30 bis circa 15:30 Uhr, auf der S6/60-Trasse bis zum 12. September 2021 zwischen Renningen und Schwabstraße bis 18 Uhr.
Bis zur Ausweitung der nachmittäglichen HVZ von 12 bis 15 Uhr am 12. Dezember 2019 begann die nachmittägliche HVZ ab Hauptbahnhof um 15:00 Uhr in Richtung Außenbahnhöfe und um 15:30 Uhr in Richtung Flughafen und endete auf allen Linien um 20:30 Uhr. Auf dem Abschnitt Schwabstraße–Plochingen beziehungsweise Schwabstraße–Esslingen der Linie S1 begann der 15-Minuten-Takt bereits um 11:30 Uhr. Ebenso wurde von 12:00 bis 15:00 Uhr die außerhalb der Hauptverkehrszeit als Pendellinie verkehrende S60 von Renningen bis Schwabstraße durchgebunden und schaffte somit auch über Mittag auf dem Abschnitt Renningen–Schwabstraße einen 15-Minuten-Takt und die Vermeidung von Wartezeiten beim Umstieg von und zur S60 in Renningen in/aus Richtung Stuttgart/Leonberg. Sie übernahm damit die Fahrten des oben beschriebenen bis 2012 bestehenden 15-Minuten-Taktes der S6 auf dem Abschnitt Leonberg–Schwabstraße über Mittag.
Seit dem Fahrplanwechsel im Dezember 2020 wurde die Lücke zwischen den früheren Hauptverkehrszeiten (HVZ) morgens und nachmittags, die noch zwischen 10:30 Uhr und 12 Uhr bestand, endgültig geschlossen.

### Qualität
Die Qualität der S-Bahn Stuttgart wird objektiv und subjektiv erfasst.
Hinsichtlich der Ermittlung der Pünktlichkeitswerte wird auf die Informationen des Infrastrukturbetreibers DB Netz AG zurückgegriffen, der an Messpunkten die Verspätungswerte der verkehrenden Züge registriert. Fahrgastverbände kritisieren diese bahnintern übliche Praxis, da damit teilweise oder ganz ausfallende Züge bei der Berechnung nicht erfasst werden. Nach Meinung der Verbände müsste zumindest in der Bewertung der Ausfall bis zum nächsten verkehrenden Taktzug oder Anschluss als Verspätung berechnet werden. Bei der Berechnung der Pönalezahlung werden die ausgefallenen Züge jedoch berücksichtigt.
Züge gelten im Verkehrsvertrag der S-Bahn Stuttgart als verspätet, wenn diese später als 2:59 bzw. 5:59 Minuten am jeweiligen Bahnhof ankommen (Ankunftszeit). Üblich ist eine Messung auf Basis des 5:59-Minuten-Wertes. Auch der Infrastrukturbetreiber garantiert gegenüber dem Eisenbahnverkehrsunternehmen nur eine Pünktlichkeit auf 5:59-Minuten-Basis.
Neben der Pünktlichkeit fließen in die Ermittlung weitere im Verkehrsvertrag definierte Kriterien wie z. B. die Sauberkeit ein. Die Überfüllung eines Ziels kann zugunsten der Schlechterfüllung eines anderen Ziels teilweise gegengerechnet werden. Die Ermittlung der Werte erfolgt durch ein unabhängiges Institut. Mehrmals im Jahr werden durch einen neutralen Dienstleister Fahrgäste nach ihrer Meinung befragt. Die Bewertung erfolgt im Schulnotensystem.

#### Objektive Bewertung
| Pünktlichkeitsquote         | Zielwert | 2012   | 2013   | 2014   | 2015   | 2016   | 2017   | 2018   | 2019   | 2020   | 2021   | 2022   | 2023   | 2024   |
| --------------------------- | -------- | ------ | ------ | ------ | ------ | ------ | ------ | ------ | ------ | ------ | ------ | ------ | ------ | ------ |
| < 3 Min. Gesamtverkehrszeit | 94,5 %   | 87,0 % | 86,2 % | 85,8 % | 88,5 % | 88,3 % | 88,2 % | 86,8 % | 84,4 % | 90,7 % | 89,6 % | 80,2 % | 74,1 % | 73,4 % |
| < 6 Min. Gesamtverkehrszeit | 98,0 %   | 96,5 % | 95,8 % | 95,6 % | 96,7 % | 96,6 % | 96,7 % | 96,1 % | 95,3 % | 97,3 % | 97,0 % | 93,0 % | 89,1 % | 89,5 % |
| < 3 Min. Hauptverkehrszeit  | 91,5 %   | 75,3 % | 74,2 % | 75,2 % | 80,8 % | 79,6 % | 79,3 % | 78,3 % | 75,8 % | 85,8 % | 85,3 % | 72,8 % | 63,2 % |        |
| < 6 Min. Hauptverkehrszeit  | 98,0 %   | 93,7 % | 92,5 % | 92,8 % | 94,7 % | 94,2 % | 94,5 % | 93,8 % | 92,9 % | 96,1 % | 95,8 % | 90,2 % | 90,4 % |        |
| < 3 Min. Nebenverkehrszeit  | 96,0 %   |        |        |        | 92,0 % | 92,2 % |        |        |        |        |        |        |        |        |
| < 6 Min. Nebenverkehrszeit  | 98 %     |        |        |        | 96,6 % | 96,7 % |        |        |        |        |        |        |        |        |
| Sauberkeit                  | 92,0 %   | 93,0 % | 93,2 % | 94,9 % | 95,6 % | 95,9 % | 94,9 % | 90,0 % | 92,4 % |        |        |        |        |        |

Aufgrund mangelnder Pünktlichkeit erhielt der Verband Region Stuttgart um 2016 Pönale in Höhe von knapp 2,5 Millionen Euro. Auch für das Jahr 2016 sollten rund 2 Millionen Euro bezahlt werden. Aufgrund der Erschwernisse während der Bauzeit von Stuttgart 21 wurden bei der Ausschreibung des Verkehrsvertrages diese Einschränkungen berücksichtigt. Daher wurden vor Beginn der entsprechenden Arbeiten die damaligen Qualitätsziele festgeschrieben. Bonus-/Malus-Zahlungen sind daher gedeckelt und verhindern nach Ansicht von Kritikern daher, dass das Verkehrsunternehmen kostenintensive Anstrengungen für Qualitätsverbesserungen unternehmen.
Diese Deckelung wird zum 1. Januar 2026 aufgehoben. Die Bonusmasse beträgt dann vier Millionen Euro, die Malusmasse liegt bei fünf Millionen Euro.
Im Jahr 2017 lag die linienbezogene Pünktlichkeitsquote (5:59-Minuten-Schwelle, Hauptverkehrszeiten) zwischen 93,9 % (S1) und 98,0 % (S60).
Während der COVID-19-Pandemie in Deutschland stieg die 6-Minuten-Pünktlichkeit ab März 2020 um rund zehn Prozentpunkte, von 85 auf bis zu 95 Prozent, an. 2023 lagen die Pönale bei etwa 1,83 Millionen Euro.

#### Zuverlässigkeit der Umsteige-Anschlüsse
Die Zuverlässigkeit von Anschlüssen zwischen den S-Bahnen (z. B. in Böblingen, Renningen, Waiblingen, Rohr) oder von Anschlüssen von / zum Regionalverkehr (z. B. in Herrenberg, Plochingen) wird nicht erfasst.

#### Subjektive Bewertung („Schulnoten der Fahrgäste“)
|                              | Zielwert | 2012 | 2013 | 2014 | 2015 | 2016 | 2017 | … | 2020 | 2021 | 2022 | 2023 | 2024 |
| ---------------------------- | -------- | ---- | ---- | ---- | ---- | ---- | ---- | - | ---- | ---- | ---- | ---- | ---- |
| Pünktlichkeit                | 2,5      | 2,7  | 3,1  | 3,2  | 3,2  | 3,2  | 3,0  | … | 2,8  | 2,7  | 3,0  | 3,6  | 3,6  |
| Sicherheit                   | 2,5      | 2,1  | 2,0  | 2,0  | 1,9  | 2,0  | 2,2  | … | 2,0  | 2,1  | 2,3  | 2,3  | 2,3  |
| Information im Regelfall     | 2,5      | 2,5  | 2,6  | 2,6  | 2,6  | 2,5  | 2,7  | … | 2,3  | 2,0  | 2,3  | 2,4  |      |
| Information bei Verspätungen | 2,5      | 2,8  | 2,9  | 3,1  | 3,1  | 3,1  | 3,1  | … | 3,0  | 2,7  | 2,8  | 3,0  | 3,1  |
| Sauberkeit                   | 2,5      | 2,4  | 2,6  | 2,5  | 2,4  | 2,4  | 2,5  | … | 2,3  | 2,4  | 2,3  | 2,4  | 2,4  |

Mit einer Pünktlichkeitsnote von jeweils 3,2 wurde in den Jahren 2015 und 2016 ein bis dahin neuer Negativrekord in der Kundenzufriedenheit aufgestellt. Ein neuer Negativrekord wurde im Jahr 2023 erreicht.

### Angebotsentwicklung der S-Bahn Stuttgart
- 1996: Einführung des 15-Minuten-Taktes, zunächst zwischen 6:00 und 8:00 Uhr.[44] Mehr als 50 Millionen Euro wurden zwischen 1994 und 2000 investiert, um einen morgendlichen 15-Minuten-Takt zu ermöglichen.[45]
- Juni 1997: Einführung des abendlichen 30-Minuten-Taktes auf allen Linien bis 22:00 Uhr
- Januar 2000: Inbetriebnahme der ersten neuen S-Bahn-Fahrzeuge der Baureihe 423 auf der S1
- Mai 2000: Einführung des regionalen Nachtbusses „nachtaktiv“ als S-Bahn-Ersatzverkehr
- Januar 2001: verbessertes Platzangebot (Vollzüge) werktags zum Ladenschluss
- Juni 2001: verbessertes Platzangebot (Vollzüge) samstags zum Ladenschluss sowie an Samstagen vor Weihnachten
- Juni 2001: Einführung des spätabendlichen 30-Minuten-Taktes (ohne die Linien S3 und S4) bis Betriebsschluss
- April 2002: vollständige Einführung des spätabendlichen 30-Minuten-Taktes bis Betriebsschluss auf allen Linien
- Mai 2003: Inbetriebnahme 25 neuer Fahrzeuge der Baureihe 423 auf der S3
- Dezember 2003: Ausweitung des 15-Minuten-Taktes (montags bis freitags) in der abendlichen Hauptverkehrszeit
- 2004: Ausdehnung des 15-Minuten-Takts auf die Zeit zwischen 15:30 und 19:00 Uhr[44]
- Sommer 2004: Flughafen-Frühanbindung in den Sommerferien
- Sommer 2005: Flughafen-Frühanbindung in den Sommerferien, Angebot wurde anschließend wieder eingestellt
- Sommer 2007: S3 wird wegen der Eröffnung der neuen Filder-Messe am Wochenende tagsüber bis 19:00 Uhr bis Flughafen/Messe verlängert, damit 10/20-Minuten-Takt zusammen mit der S2.
- November 2008: S3 fährt bei Großmessen im 15-Minuten-Takt bis Flughafen/Messe
- Dezember 2009: Verlängerung der Abfahrtszeiten der letzten S-Bahn auf allen Linien im 30-Minuten-Takt auf circa um 1:00 Uhr ab Hauptbahnhof in den Nächten zum Samstag und Sonntag sowie vor Feiertagen; verbessertes Platzangebot: Einsatz von Vollzügen samstagabends zwischen 19:00 und 21:00 Uhr auf allen Linien.
- Dezember 2009: Betriebsaufnahme der S1-Verlängerung Plochingen-Kirchheim (Teck)
- 14. Juni 2010: Betriebsaufnahme der S60 wochentags auf dem Abschnitt zwischen Böblingen und Maichingen
- 12. Juni 2011: Ausweitung des 15-Minuten-Takts zum Ende der morgendlichen und abendlichen Hauptverkehrszeit bei den Linien S1, S2 und S3; verbessertes Platzangebot: Langzugeinsatz bei einzelnen Zügen; Betrieb der S60 auch am Wochenende.[46]
- 11. Dezember 2011: Ausweitung des 15-Minuten-Takts auf der Linie S4 bis circa 19:00 Uhr ab Schwabstraße
- 9. Dezember 2012: Betriebsaufnahme der S60 auch auf dem Abschnitt Maichingen–Renningen(–Schwabstraße) im 30-Minuten-Takt; Durchbindung der S60 bis Schwabstraße als Ersatz für die S6-Verstärker Schwabstraße–Leonberg, damit auch 15-Minuten-Takt Leonberg–Renningen in der erweiterten nachmittäglichen Hauptverkehrszeit wochentags ab circa 12:00 Uhr bis circa 16:00 Uhr und in der HVZ samstags;
- 9. Dezember 2012: Betriebsaufnahme der S4-Verlängerung Marbach–Backnang im 30-Minuten-Takt werktags und im Stundentakt am Wochenende sowie nach 20:00 Uhr;
- 9. Dezember 2012: Einführung des 24-Stunden-Betriebs am Wochenende und vor Feiertagen im nächtlichen Stundentakt mit drei Abfahrten je Richtung auf allen Linien, außer S60 und S4 Marbach–Backnang. Bei der S3 Vaihingen–Flughafen/Messe nur eine Abfahrt;
- 9. Dezember 2012: Ausweitung des 30-Minuten-Takt auf der Linie S3 Vaihingen–Backnang am Wochenende und vor Feiertagen bis circa 1:15 Uhr ab Hauptbahnhof Richtung Norden; Ausweitung des 15-Minuten-Takts bis circa 19:00 Uhr auf der Linie S5 ab Schwabstraße.
- 3. Oktober 2013: Anlässlich des Festes zur Deutschen Einheit wurde die S60 ganztägig (zwischen circa 9:00 und 20:00 Uhr) halbstündlich von Renningen bis Schwabstraße verlängert, womit erstmals ein ganztägiger Viertelstundentakt zwischen Renningen und Schwabstraße und die Bedienung mit Vollzügen auf der gesamten Strecke vorhanden war.
- 15. Dezember 2013: Die S3 wurde wochentags bis 21:30 Uhr von Vaihingen bis Flughafen/Messe verlängert.
- 14. Dezember 2014: Rückverlängerung der ersten beiden Abfahrten der S60 von Renningen bis Zuffenhausen ab circa 4:30 Uhr zur Frühschichtanbindung Mercedes-Benz-Werk Sindelfingen; S3 wurde bis Betriebsschluss von Vaihingen bis Flughafen/Messe verlängert.
- 14. Dezember 2014: Ausweitung des 15-Minuten-Takts in der nachmittäglichen Hauptverkehrszeit von 15:30[23] bis 16:00 Uhr auf allen Linien; auf der S1 bereits ab 15:00 Uhr; Ausdehnung der Spät-HVZ bis 19:30[23] Uhr
- 13. Dezember 2015: Verlängerung von drei Vollzügen zu Langzügen zur Hauptverkehrszeit auf der S1, auf Vollzüge verlängerte Züge auf der S60 zu Stoßzeiten, verlängerter S-Bahn-Betrieb (letzte Abfahrten zwischen 0:30 und 1:00 Uhr) jetzt auch an Werktagen und von allen Endbahnhöfen an allen Tagen, zusätzliche S-Bahnen zu Großereignissen[47]
- 11. Dezember 2016: Verbessertes Platzangebot: Verlängerung einiger nächtlicher Züge am Wochenende und vor Feiertagen auf Vollzüge
- 11. Dezember 2016: Erweiterung des Nachtverkehrs am Wochenende und vor Feiertagen zu einem durchgängigen Stundentakt ohne Fahrtlücken und zu den gleichen Abfahrtsminuten wie tagsüber
- Dezember 2016: Einführung von Expressbussen („Relex“) als Querverbindungen zwischen den S-Bahn-Linien an wichtigen Stationen
- 11. Juni 2017: Verbessertes Platzangebot: Auf den Linien S1/S2/S3 fahren alle Züge am Wochenende rund um die Uhr grundsätzlich als Vollzug; auf den Linien S4/S5/S6 alle mit starker Nachfrage
- 11. Juni 2017: Unter der Woche Verlängerung der Züge auf der S1 auf Vollzüge bis 0:00 Uhr; auf der S3 bis circa 22:00 Uhr; Ausweitung Langzugeinsatz auf der S2 bis 19:00 Uhr.
- 11. Juni 2017: Samstags Vollzüge schon ab circa 7:00 bis 8:00 Uhr auf allen Linien
- 10. Dezember 2017: Ausweitung des 15-Minuten-Takts in der nachmittäglichen Hauptverkehrszeit von 15:00 bis 15:30 und von 19:30 bis 20:30 Uhr[48]
- 10. Dezember 2017: Einführung des Halbstundentakts auf der S4 zwischen Marbach und Backnang auch am Wochenende bis 20:30 Uhr[48]
- 10. Dezember 2018: Ausweitung des 15-Minuten-Takts in der morgendlichen Hauptverkehrszeit bis 10:00 Uhr
- 10. Dezember 2018: Flughafenfrühanbindung ab 4:00 Uhr von allen Endbahnhöfen mit Ankunft 5:00 Uhr am Flughafen[49]
- 1. April 2019: Große VVS-Tarifreform mit Reduzierung der Zonen von 52 Einzelzonen auf fünf Ringzonen ohne Fahrpreiserhöhung pro Zone mit der Reduzierung von zwei Zonen auf eine in der Stadt Stuttgart und dem Wegfall der Unterteilungen innerhalb eines Zonenrings in den Landkreisen
- 9. Juni 2019: Verlängerung des S60-Betriebs von Renningen bis Schwabstraße samstags von 15:30 bis 18:00 Uhr[50]
- 16. Dezember 2019: Ausweitung des 15-Minuten-Takts vor der nachmittäglichen Hauptverkehrszeit von 12:00 bis 15:00 Uhr[50]
- In Folge der COVID-19-Pandemie in Deutschland wird das S-Bahn-Verkehrsangebot ab 24. März auf einen Halbstundentakt, der weitgehend mit Langzügen gefahren werden soll, reduziert. Der Nachtverkehr und der Frühverkehr zum Flughafen wurden ab 20. März eingestellt.[51]
- 14. Dezember 2020: Zusammenschluss der morgendlichen und nachmittäglichen Hauptverkehrszeit zwischen 10:00 und 12:00 Uhr zu einem ganztägigen 15-Minuten-Takt von 6:00 bis 20:30 Uhr; Einsatz von Vollzügen werktags bis 23:30 Uhr[52], auf der S4/5/6 nunmehr auch nach 23:30 am Wochenende,[52] sowie sonntags bereits ab 9[52] Uhr auf allen Linien.
- Juni 2020: Ausweitung des Halbstundentakts auf der S4 von Marbach bis Backnang zwischen 20 und 21 Uhr.
- 12. Dezember 2021: Verlängerung des 15-Minuten-Takt der S2 von Vaihingen bis Filderstadt analog zu den Verdichtungszeiten anderen Linien tagsüber werktags. Dafür Rücknahme der S3 werktags bis Vaihingen, diese verkehrte seitdem nur noch am Wochenende und frühmorgens, sowie spätabends.
- 12. Dezember 2021: Einführung des 15-Minuten-Takts samstags auf allen Linien (S2,3,4,5,6) zwischen 13 und 18 Uhr zusätzlich zu der bereits bestehenden Verdichtung auf der S60 und S1.
- 12. Dezember 2021: Einführung des Nachtverkehrs nun auch auf der letzten Linie ohne Nachtverkehr, der S60 am Wochenende und vor Feiertagen im Stundentakt.
- 12. September 2022: Einführung der S62 als halbstündliche Expresslinie in der Hauptverkehrszeit werktags auf der Strecke der S6 zwischen Weil der Stadt und Zuffenhausen mit Zwischenhalt in Leonberg, Ditzingen, Weilimdorf und Korntal.
- 12. September 2022: Verlängerung der S1-Verstärker in der HVZ, die aufgrund des ICs nach Zürich in Böblingen enden, als Express ohne Zwischenhalt nach Herrenberg.
- 11. Dezember 2022: Verlängerung aller S1-Verstärker bis Herrenberg.
- 11. Dezember 2022: Ausweitung des 15-Minuten-Takts samstags ganztags auf allen Linien zwischen 8:30 Uhr und 20:30 Uhr.
- 2021/22: Verlängerung aller Züge in den Hauptverkehrszeiten auf Langzüge nach Lieferung der neuen Züge.
- 10. Dezember 2023: Vorläufige Rücknahme des 15-Minuten-Takts wegen Personal- und Fahrzeugmangels samstags ganztägig, sowie Mo–Fr ab 19:30 Uhr auf den Linien S1 bis S5, also ohne S6/S60.[53]
- 15. Dezember 2024: Wiederherstellung des 15-Minuten-Takts am Samstag bzw. wochentags bis 20:30 Uhr.[17]

### Studie zur künftigen Angebotsentwicklung bei der S-Bahn Stuttgart
In einer vom Verkehrsausschuss des Verbands Region Stuttgart 2009 an das Verkehrswissenschaftliche Institut Stuttgart GmbH (VWI) aufgegebenen Studie wurde die Metropolregion Stuttgart mit den Metropolregionen Rhein-Main, Berlin, Rhein-Ruhr, Hamburg und München verglichen und Optimierungsmöglichkeiten im S-Bahn-Betrieb unter Beachtung der veränderten Lebensgewohnheiten aufgezeigt. Es wurden Defizite bei der S-Bahn Stuttgart festgestellt und folgende betriebliche Maßnahmen empfohlen:
- Einführung einer nächtlichen S-Bahn-Bedienung am Wochenende und vor Feiertagen (unter laufender Beobachtung der Nachfrageentwicklung ist ein Stundentakt anzustreben; diese Maßnahme kann mit einem Angebot zur Frühanbindung des Flughafens verschmolzen werden, um eine insgesamt hinreichende Nachfrage zu generieren).
- Einführung einer nächtlichen S-Bahn-Bedienung an Werktagen. Unter laufender Beobachtung der Nachfrageentwicklung ist ein Zweistundentakt anzustreben. Diese Maßnahme kann mit einem Angebot zur Frühanbindung des Flughafens verschmolzen werden, um eine insgesamt hinreichende Nachfrage zu generieren.
- Harmonisierung der sehr unterschiedlichen Hauptverkehrszeiträume auf den sechs S-Bahn-Linien in der Region Stuttgart.
- Verlängerung der morgendlichen Hauptverkehrszeit (Ausweitung des 15-Minuten-Takts um rund eine Stunde)
- Früherer Beginn der nachmittäglichen Hauptverkehrszeit (15-Minuten-Takt zum Beispiel ab 12:00 Uhr)
- Verlängerung der nachmittäglichen Hauptverkehrszeit (Ausweitung des 15-Minuten-Takts etwa bis 20:30 Uhr)
- Einführung eines 15-Minuten-Takts am Samstag auf allen Linien (laut Gutachten in der Zeit von circa 9:00 Uhr bis circa 15:00 Uhr; als Voraussetzung erscheinen eine genaue Beobachtung der Nachfrage an Samstagen und eine Abwägung mit der ebenfalls zur Kapazitätserhöhung denkbaren Bedienung durch Langzüge unabdingbar)

2014 wurde die Studie aktualisiert und weitere Maßnahmen empfohlen:
- Zusammenschluss der beiden Hauptverkehrszeiten zu einer durchgängigen
- Erweiterung der Abfahrtszeiten ab 1:00 Uhr an allen Endbahnhöfen
- Etablierung eines Expressbus-Systems
- Nutzung der Gäubahntrasse durch die Verbindung von der Strohgäubahn ab Korntal zur Schönbuchbahn nach Böblingen über Stuttgart Nord (siehe Abschnitt „Nordkreuz“)

#### Umsetzung der Maßnahmen
- Die nächtliche S-Bahn-Bedienung am Wochenende und vor Feiertagen wurde 2012 umgesetzt.[54]
- Die nächtliche S-Bahn-Bedienung an Werktagen wurde mit der Flughafen-Frühanbindung nur teilweise umgesetzt.
- Seit 2020 gibt es nur noch einen Hauptverkehrszeitraum, der von 6 Uhr bis 19 Uhr gilt.
- Die Verlängerung der HVZ bis 20:30 Uhr wurde mit dem Fahrplanwechsel 2023 aufgrund von Personalmangel wieder auf 19 Uhr zurückgenommen.
- Der 15-Minuten-Takt an Samstagen wurde seit 2021 schrittweise eingeführt und mit dem Fahrplanwechsel 2023 aufgrund von Personalmangel wieder gestrichen.
- Seit 2016 gibt es Expressbusse, die nur sehr wenige Halte bedienen und Tangentialverbindungen zum S-Bahn-Netz herstellen.[55]
- Die Gäubahntrasse wird derzeit nicht planmäßig nicht von der S-Bahn bedient, und es ist derzeit nicht geplant, die Strohgäubahn mit der Schönbuchbahn zusammenzuführen.

## Geschichte

### Vorgeschichte

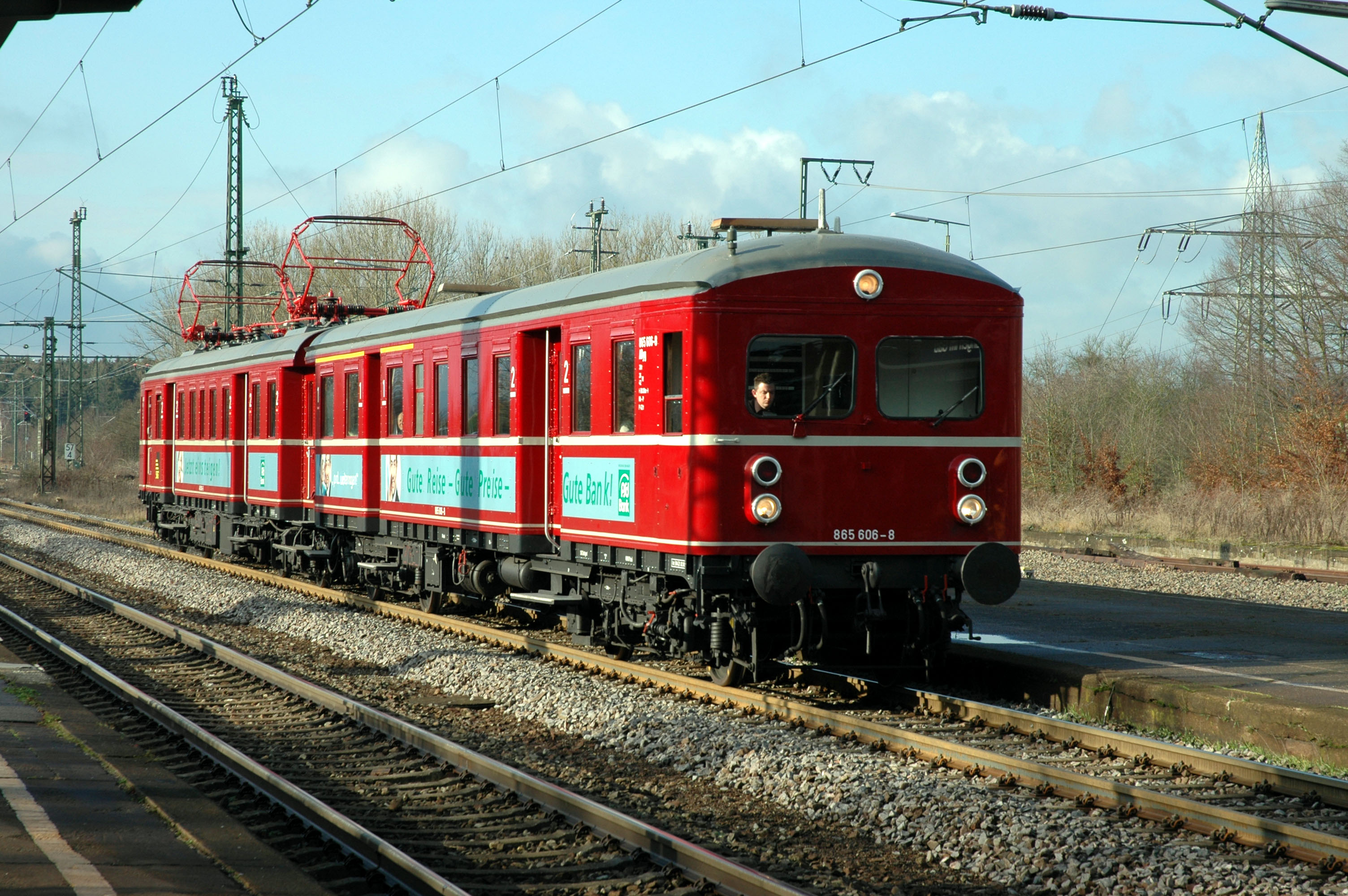
Baureihe ET 65, in der Region Stuttgart der Vorläufer der Baureihe 420

Im Zuge der Fernbahnelektrifizierung von München nach Stuttgart, nutzte die Deutsche Reichsbahn die Gelegenheit, zum 15. Mai 1933 auch den Stuttgarter Vorortverkehr zu elektrifizieren und zu vertakten. Im Zuge dessen wurde außerdem die Stammstrecke Esslingen–Stuttgart–Ludwigsburg bis 1931 viergleisig ausgebaut, wobei zwei Gleise überwiegend dem Vorortverkehr dienten. Zum Einsatz kamen hauptsächlich die hierfür entwickelten Triebwagen der Baureihe ET 65, die auf der Stammstrecke alle 20 Minuten verkehrten.
Dieser elektrische Vorortverkehr wurde sukzessive erweitert, die Oberleitung erreichte dabei 1934 Tübingen, 1939 Weil der Stadt, 1949 Waiblingen, 1950 Bietigheim-Bissingen, 1962 Schorndorf, 1963 Böblingen, 1965 Backnang und 1974 Horb. Ebenso war die Querspange Renningen–Böblingen schon ab 1972 elektrifiziert, wobei diese Maßnahme ursprünglich vor allem dem Güterverkehr diente. Damit war ein Großteil des heutigen S-Bahn-Netzes bereits lange vor Betriebsaufnahme am 1. Oktober 1978 elektrifiziert. Die alten Vororttriebwagen fuhren letztmals am 30. September 1978, auf den anfänglich nicht von der S-Bahn bedienten Strecken übernahmen vorübergehend mit Elektrolokomotiven bespannte Züge den Betrieb.
Der erste Vorschlag zum Bau einer unterirdischen Strecke für den Vorortverkehr in der Stuttgarter Innenstadt stammt von 1930. Diese Überlegungen wurden nach dem Zweiten Weltkrieg konkretisiert. Da der Stuttgarter Hauptbahnhof in den 1920er Jahren aus dem Zentrum an den jetzigen Standort verlegt worden war, wurde zunächst der Bau einer innerstädtischen Tunnelstrecke geplant, um die Stadtmitte besser zu erschließen. Sehr bald wurde eine Verbindungsbahn an die Gäubahn, genannt V-Bahn, in die Planungen aufgenommen. Ab Ende der 1960er Jahre setzte sich für dieses geplante Verkehrssystem der Begriff S-Bahn durch. Nachdem in Stuttgart das Straßenbahnnetz zu dem teilweise unterirdischen Verkehrsmittel Stadtbahn ausgebaut worden war, sollte die S-Bahn nun primär die regionalen Verkehrsbedürfnisse befriedigen. Dies erforderte zahlreiche kostspielige Baumaßnahmen im Außenbereich. So wurden unter anderem die Strecken Bad Cannstatt–Waiblingen und Ludwigsburg–Bietigheim-Bissingen viergleisig ausgebaut.
1950 beauftragte die Hauptverwaltung der Deutschen Bundesbahn (HVB) die Bundesbahndirektion Stuttgart, allgemeine Planungen einer S-Bahn durchzuführen. 1955 legte sie der Hauptverwaltung das Ergebnis erster Untersuchungen vor. Am 8. Dezember 1964 wurde der HVB als Ergebnis verkehrlicher, baulicher und betrieblicher Untersuchungen ein detaillierter Vorschlag für den Bau einer Verbindungsbahn unterbreitet. In dessen Folge erhielt die Bundesbahndirektion Stuttgart am 6. Juli 1965 den Auftrag, diese Verbindungsbahn zu planen.

### Bau der S-Bahn Stuttgart
Ermöglicht wurde der Bau der S-Bahn durch das Gemeindeverkehrsfinanzierungsgesetz, das die finanzielle Förderung absicherte. Für den Bau wurde ein Rahmenabkommen zwischen Bundesbahn, Land und Stadt Stuttgart geschlossen; für die einzelnen Bauphasen erweiterten einzelne Ausführungsverträge den Vertrag.
Am 3. Dezember 1968 schlossen das Land Baden-Württemberg und die Deutsche Bundesbahn das Rahmenabkommen über Die Verbesserung der Bedienung des Personennahverkehrs im Mittleren Neckarraum durch die DB. Darin waren unter anderem eine Verbindungsbahn zwischen Hauptbahnhof und Vaihingen sowie ein neuer Streckenabschnitt von Echterdingen zum Flughafen vorgesehen. 50 Prozent der geschätzten Baukosten von 597 Millionen DM sollten vom Bund übernommen werden, weitere 30 Prozent vom Land Baden-Württemberg. Der Rest sollte von der Stadt Stuttgart und den beteiligten Gemeinden finanziert werden.
1971 wurde der erste Ausführungsvertrag über die Tunnelstrecke zwischen Hauptbahnhof und Schwabstraße geschlossen. Am 5. Juli 1971 eröffnete Bundesverkehrsminister Georg Leber die Bauarbeiten auf dem Gelände des Stuttgarter Hauptbahnhofs. Damals war vorgesehen, bis 1980 mit einem S-Bahn-Streckennetz von 164 Kilometern Länge 64 Gemeinden zu erschließen. Bis 1977 sollte das Kernstück mit dem 2,7 Kilometer langen Tunnel zwischen Hauptbahnhof und Schwabstraße in Betrieb gehen. Später zeigte sich, dass die notwendigen Ausbauten zwischen Stuttgart und Waiblingen bzw. Bietigheim nicht rechtzeitig abgeschlossen werden könnten.
Nach der S-Bahn Rhein-Ruhr, der S-Bahn München und der S-Bahn Rhein-Main war die S-Bahn Stuttgart 1978 das vierte nach dem Zweiten Weltkrieg in Westdeutschland entstandene S-Bahn-System.
Am Morgen des 28. September fuhren Sonderzüge von den Endpunkten der drei damaligen Linien – Ludwigsburg, Plochingen und Weil der Stadt – zur Station Stadtmitte, wo ein Festakt zur S-Bahn-Eröffnung und zum Verbundstart stattfand. Etwa 500.000 Menschen nahmen an den folgenden, dreitägigen Feierlichkeiten teil, bevor in der Nacht zum 1. Oktober – zum Fahrplanwechsel – die erste reguläre S-Bahn abfuhr. Das Grundnetz umfasste drei Linien und ein Liniennetz von 65 Kilometern Länge. Die Züge der Baureihe 420 wurden im neuen Bahnbetriebswerk Plochingen beheimatet.
1975 wurde der zweite Ausführungsvertrag geschlossen. Er regelte Anpassungen an sechs an den Hauptbahnhof anschließenden Strecken für den S-Bahn-Verkehr. Unter anderem wurden damit der Streckenabschnitt zwischen Ludwigsburg und Bietigheim von drei auf vier sowie der Abschnitt zwischen Bad Cannstatt und Waiblingen von zwei auf vier Gleise ausgebaut. 1978 wurde schließlich ein dritter Ausführungsvertrag über die Herstellung der S-Bahn-Linien nach Böblingen und zum Flughafen geschlossen. Auch die Verlängerung der Tunnelstrecke des ersten Ausführungsvertrags über die Schwabstraße hinaus war Gegenstand des Vertrags.
1981 wuchs das S-Bahn-System um weitere 52 Kilometer: Zum Sommerfahrplanwechsel ging die Verlängerung von Ludwigsburg nach Bietigheim-Bissingen (neun Kilometer) und zum Winterfahrplanwechsel jene über insgesamt 43 Kilometer nach Schorndorf und Backnang in Betrieb. Damit umfasste das System 132 Kilometer und 53 Stationen.
Die Tunnelstrecke durch den Hasenberg entstand danach südlich der Schwabstraße. Im ersten Entwurf sollte diese in einer billigeren Variante bei Dachswald in die Gäubahn münden. Nach einer Variantendiskussion entschied man sich jedoch, den aus der Stadt ausgelagerten großen Bereich der Universität Stuttgart im Vaihinger Pfaffenwald direkt anzuschließen. Die Strecke mündet am heutigen Bahnhof Stuttgart-Österfeld in die Gäubahn, welche bis Stuttgart-Rohr viergleisig ausgebaut wurde. Die S-Bahn-Gleise liegen hier zwischen den Ferngleisen. Dieser Teil über Vaihingen nach Böblingen wurde im September 1985 eröffnet, gleichzeitig wurde im Westbahnhof der Personenverkehr aufgegeben.

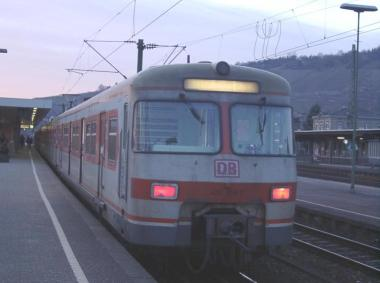
S-Bahn-Zug in der ursprünglichen orange-grauen Pop-Lackierung

### S-Bahn-Ausfall 1993 wegen eines falschen Schmierfetts
Im Frühjahr 1993 kam es zu einem mehrtägigen Ausfall fast aller eigenen Züge der S-Bahn Stuttgart – ein einmaliger Vorfall in der Geschichte der deutschen S-Bahn-Netze. Im März 1993 wurden in der Wendeschleife Schwabstraße mit Hilfe eines Schienenschleifwagens die Gleise geschliffen, dabei gab es einen Kabelbrand, möglicherweise durch Funkenflug verursacht. Dadurch war der S-Bahn-Verkehr in der Wendeschleife stark beeinträchtigt. Bei den ersten Triebzügen, welche die Wendeschleife durchfuhren, wurde ein extremer Verschleiß der Radsätze festgestellt, wenig später bei den restlichen Zügen ebenfalls. Es bestand die Gefahr, dass die Züge entgleisen könnten. Zuerst wurde ein falsch geschliffenes Gleis als Ursache vermutet, was aber nicht der Fall war. Der Effekt trat auch bei Zügen auf, die nicht an der Station Schwabstraße endeten.
Die damalige Bundesbahndirektion Stuttgart ließ am Tag nach der Eröffnung der Flughafenlinie S2 – am 19. April 1993 – sämtliche S-Bahn-Züge stilllegen. Der Verkehr wurde mit S-Bahn-Zügen aus München und Frankfurt aufrechterhalten, auf den Linien S4 und S5 fuhren lokbespannte Züge ab Stuttgart Hauptbahnhof (oben). Trotzdem gab es massive Störungen im Nahverkehr. Nach wenigen Wochen wurde die Ursache schließlich gefunden: ein Schmierfett für die Spurkranzschmierung, das zwar den Anforderungen der DB genügte, aber nach diesem Vorfall nicht mehr eingesetzt wurde.

### Betriebsstörungen ab 2010

#### Sperrung der S-Bahn-Rampe im Zuge von Stuttgart 21

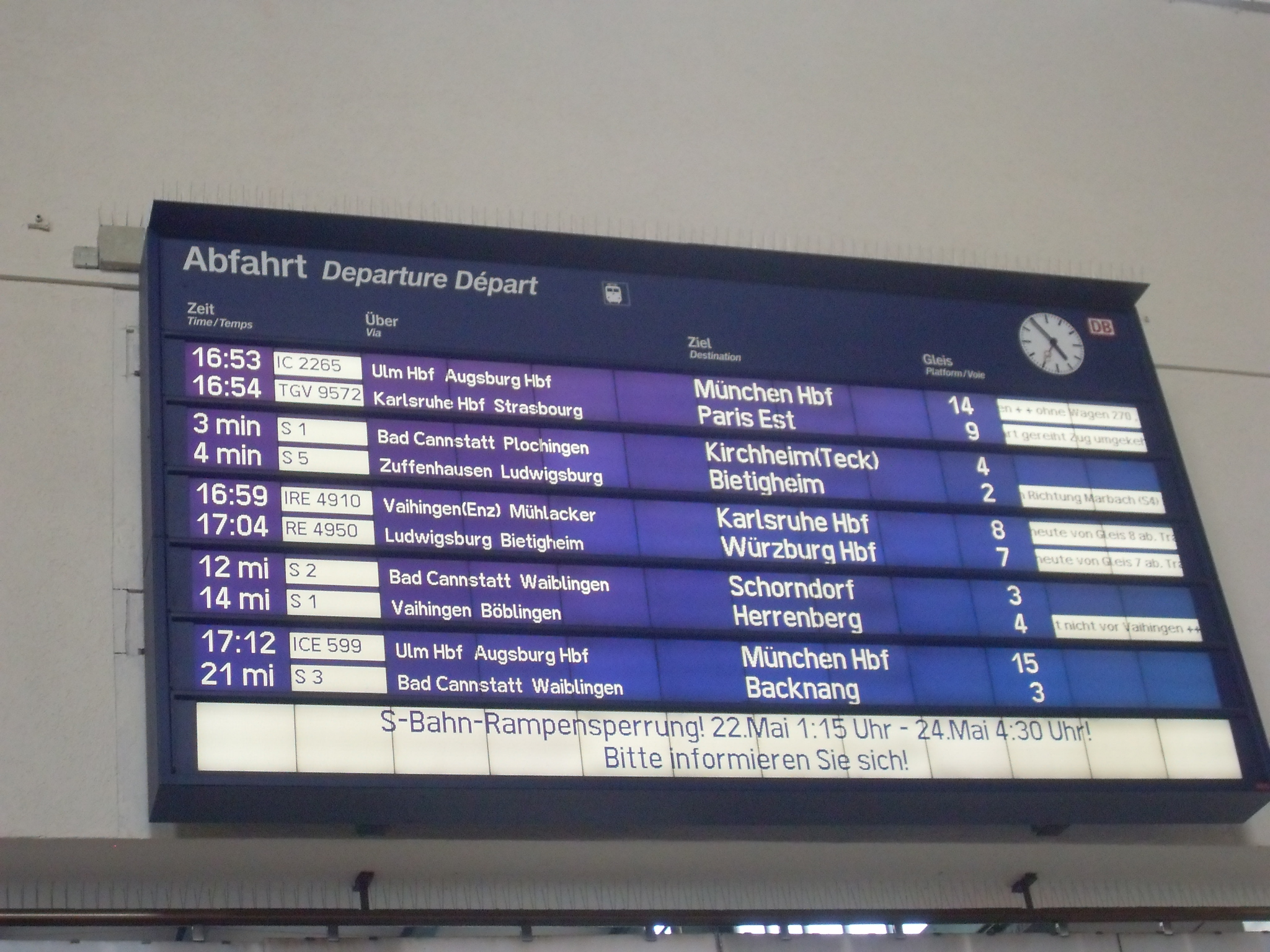
Anzeigetafel im Stuttgarter Hauptbahnhof am 22. Mai 2010 mit Hinweisen auf die Rampensperrung

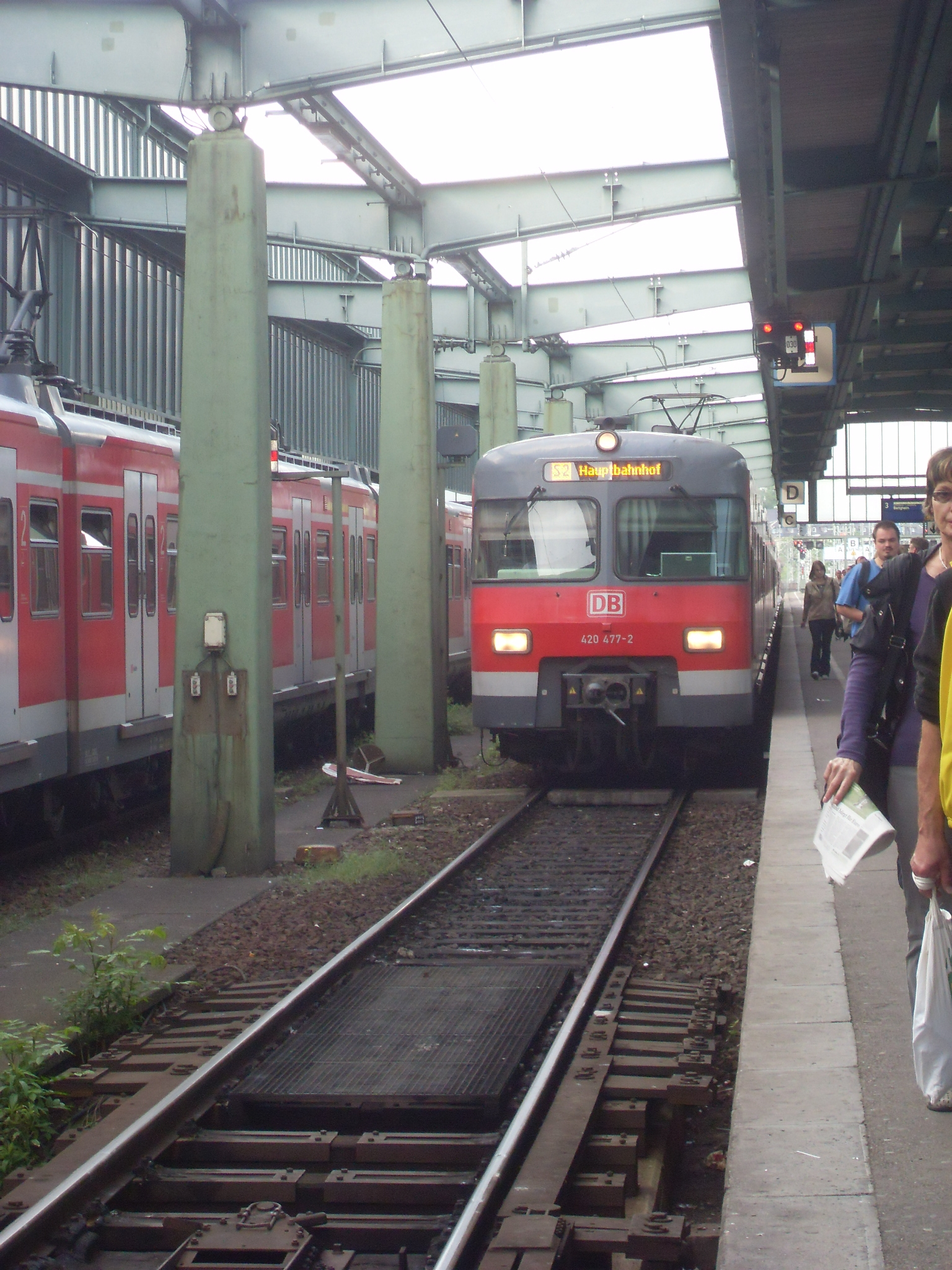
S-Bahn S2 fährt wegen Rampensperrung am Hauptbahnhof (oben) ein

Vom 1. Mai bis zum 19. Juli 2010 sowie Anfang August 2010 wurden Bauarbeiten im Bereich der S-Bahn-Tunnelrampe am Hauptbahnhof durchgeführt. Diese wurde dazu an mehreren Wochenenden vollständig gesperrt. Dabei wurde auch ein kurzer Tunnel zur geplanten S-Bahn-Station Mittnachtstraße gebaut.

Um zur Spitzenstunde eine Zugfolgezeit von 2,5 Minuten an der S-Bahn-Station des Hauptbahnhofs realisieren zu können, konnten Richtung Hauptbahnhof nachrückende S-Bahn-Züge mittels eines Vorsichtsignals (Zs 7) am Halt zeigenden Einfahrsignal vorbeifahren und sich dem Bahnsteigbereich nähern. Durch Veränderungen an den Signalanlagen infolge eines Planungsfehlers im Zuge von Stuttgart 21 erlosch die seit 1978 bestehende Ausnahmegenehmigung. Damit war die Leistungsfähigkeit des S-Bahn-Tunnels Stuttgart vom 23. Juni 2010 bis 10. Januar 2011 eingeschränkt. Die Linie S5 verkehrte ohne die Zwischentaktzüge; die Zwischentaktzüge der Linie S1 wurden während der Hauptverkehrszeiten in Richtung Herrenberg zwischen Hauptbahnhof und Vaihingen über die Gäubahn umgeleitet.
Nach signaltechnischen Veränderungen konnte wieder regulärer Betrieb aufgenommen werden. Zur Steigerung der Leistungsfähigkeit waren unter anderem zusätzliche Geschwindigkeitsprüfabschnitte eingebaut worden. Das Eisenbahn-Bundesamt hatte über diese Abweichung von anerkannten Regeln der Technik zu entscheiden.

#### Störungen durch Fernzug-Entgleisungen 2012
Von den Entgleisungen zweier Fernzüge im Hauptbahnhof war auch die S-Bahn betroffen. Fernzüge mussten über S-Bahn-Gleise umgeleitet werden. Vor allem die Bahnen der Linien S1 und S2 waren betroffen. S-Bahn-Fahrgäste mussten bis zu 50 Minuten Verzögerung in Kauf nehmen.

#### Krise ab 2013
Ab dem Sommer 2013 verschlechterte sich die Pünktlichkeit und die Betriebsbereitschaft der S-Bahn. Von Januar bis August 2013 fielen 110.000 Zugkilometer aus, davon waren 52.900 km aufgrund von Bauarbeiten geplant. Im gleichen Vorjahreszeitraum waren es 78.000 Zugkilometer, davon 35.700 geplant. Im Juni 2013 hatten 32 % der Züge im Berufsverkehr Verspätungen von mehr als 3 Minuten. Im September 2013 waren es immer noch 24 % der Züge.
Reklamationen von Fahrgästen häuften sich. Auf Antrag der Grünen und der SPD fand am 9. Oktober 2013 eine Sondersitzung des Verkehrsausschusses der Regionalversammlung statt. Eingeladen waren Vertreter von DB Regio, DB Netz und DB Station&Service sowie Vertreter des Triebzug-Herstellers Bombardier und des VVS. Eine Ursache der Störungen war, dass die neuen S-Bahn-Triebzüge der Baureihe 430 häufig Probleme mit dem Trittbrett- und Türschließsystem hatten. Sie blieben liegen und blockierten die Strecke. Als weitere Ursachen wurden in der Beschlussvorlage zur Sitzung „häufigere Störungen in der Infrastruktur, (…) Baumaßnahmen in größerem Umfang zur Instandhaltung der Infrastruktur sowie Beeinträchtigungen durch Dritte“ genannt – letztere vor allem durch Selbsttötungen. Im Stuttgarter S-Bahn-Netz passieren alle Linien den Innenstadttunnel. Seit Gründung der S-Bahn ist die Zahl der Züge stark gestiegen. Zu den Hauptverkehrszeiten folgen im Innenstadttunnel die Züge einander im Zweieinhalb-Minuten-Takt. Das Ein- und Aussteigen dauert im Berufsverkehr zu lange, sodass sich Verspätungen aufschaukeln. Die Verspätung eines Zuges pflanzt sich auf alle nachfolgenden Linien fort.
Weitere dieser so genannten „S-Bahn-Gipfel“ folgten am 25. Juni 2014, 15. April 2015, 14. April 2016 und 18. April 2018.
Insgesamt war 2013 die Pünktlichkeit so schlecht wie niemals zuvor. Während der Hauptverkehrszeit waren nur 74,2 % der Züge pünktlich, das heißt weniger als 3 Minuten verspätet. Die Kundenzufriedenheit lag mit 3,1 Punkten deutlich schlechther als der Zielwert von 2,5 Punkten. Mit einem Anteil von unter drei Minuten Verspätung verkehrender Züge von 85,8 Prozent (95,6 % bezogen auf sechs Minuten) war die S-Bahn Stuttgart im Jahr 2014 so unpünktlich wie seit Beginn der Aufzeichnungen. Im Jahr 2004. 2015 stabilisierte sich die Pünktlichkeit auf niedrigem Niveau. Zur Verbesserung der Pünktlichkeit auf der Stammstrecke sollten S-Bahnen in Herrenberg, Esslingen-Mettingen und Obertürkheim Richtung Stuttgart früher abfahren, stadtauswärts sollten die Linien S4 bis S6 eine Minute früher an der Schwabstraße abfahren.
2005 wurden 96,3 Mio. Fahrgäste gezählt, 2010 102,4 Mio. 2014 waren es 120.723.642. Das entspricht einer Steigerung gegenüber dem Vorjahr von drei Prozent. Über 55,7 Millionen Menschen passierten dabei die Stuttgarter Stadtgrenze. Mit fast 128 Mio. Fahrgästen wurde 2017 ein neuer Fahrgastrekord aufgestellt.
In den Jahren 2015 und 2016 wurde das S-Bahn-System mehreren Simulationen unterzogen, um Ansätze für die Verbesserung der Verspätungssituation zu erreichen. Als Engpässe wurden die S-Bahn-Stammstrecke, das Gleisvorfeld des Stuttgarter Hauptbahnhofs, Mischverkehr sowie kurze Wendezeiten an verschiedenen Endpunkten identifiziert. Durch zusätzliche Fahrzeuge sollen zukünftig überschlagene Wenden (und damit größere Wendezeitreserven) realisiert werden.
Am 22. Februar 2017 beschloss der VRS-Verkehrsausschuss, die DB aufgrund von fast 300.000 im Jahr 2016 ausgefallenen Zugkilometern und schlechter Pünktlichkeit zu verwarnen.

### Größere umgesetzte Projekte

#### S60: Ringschluss Renningen – Böblingen

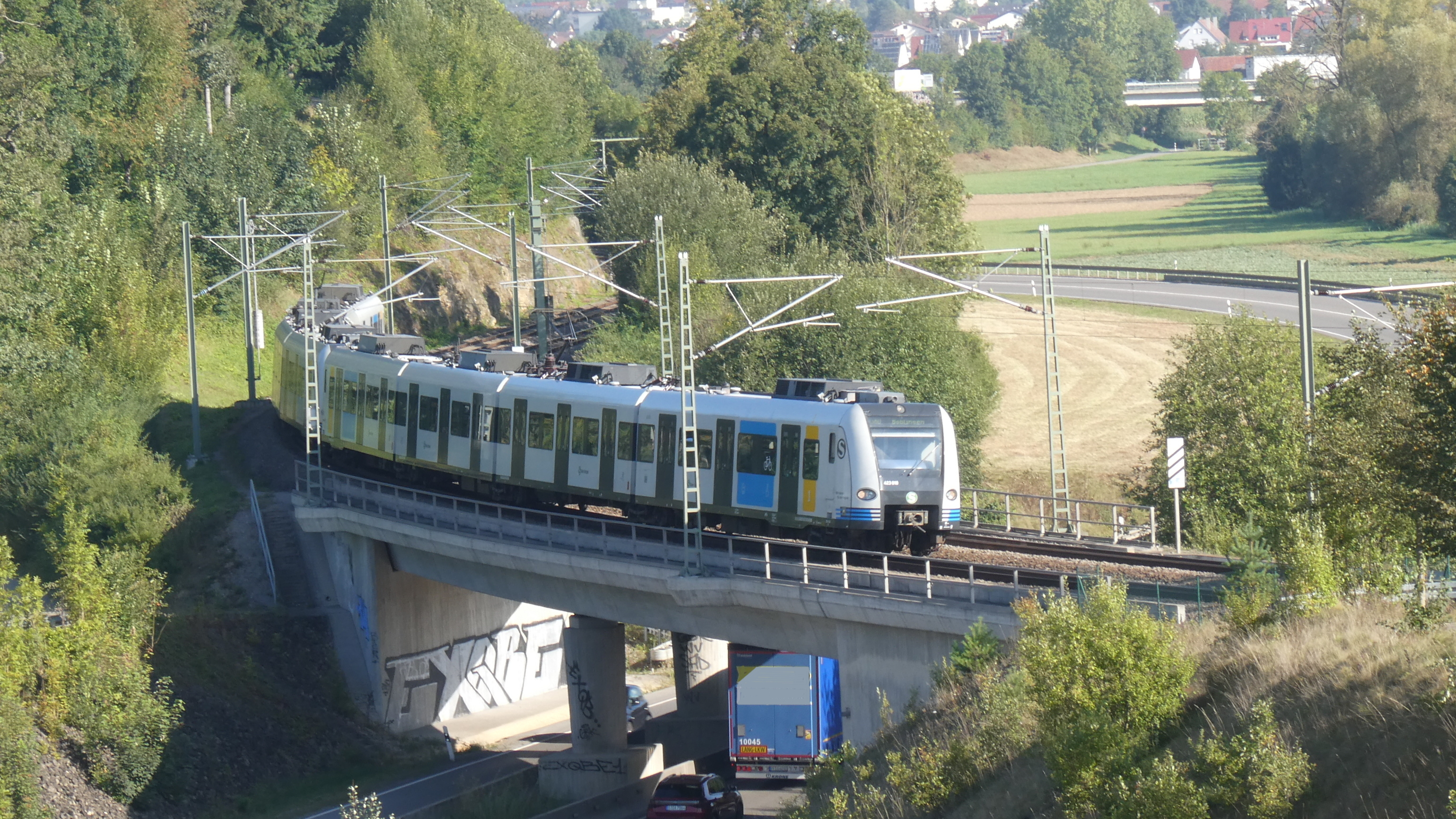
S60 bei Renningen

Die ursprünglich für 2006 geplante Reaktivierung der Rankbachbahn von Renningen über Sindelfingen nach Böblingen für den Personenverkehr als erste Tangentiallinie S60 im Stuttgarter S-Bahn-Netz verschob sich wegen Kostensteigerungen von 80 auf 150 Millionen Euro. Die Gründe waren langwierige Planungsverfahren für das Aufheben von Bahnübergängen und den Bau einer weiteren Eisenbahnunterführung der neuen Bundesstraße 464 um Magstadt. Am 14. Juni 2010 nahm die S60 auf dem Abschnitt zwischen Böblingen und Maichingen den Betrieb auf. Zunächst verkehrten die S-Bahnen montags bis freitags (außer an Feiertagen) in der Zeit von 5.04 Uhr bis 22.48 Uhr, seit dem 12. Juni 2011 täglich. Die Komplettinbetriebnahme der S60 erfolgte schließlich nach mehreren Verzögerungen im Dezember 2012.
Die Kosten der Maßnahme wurden mit 151 Millionen Euro (Stand: Dezember 2012) angegeben und werden wahrscheinlich nach der Endabrechnung noch höher liegen.

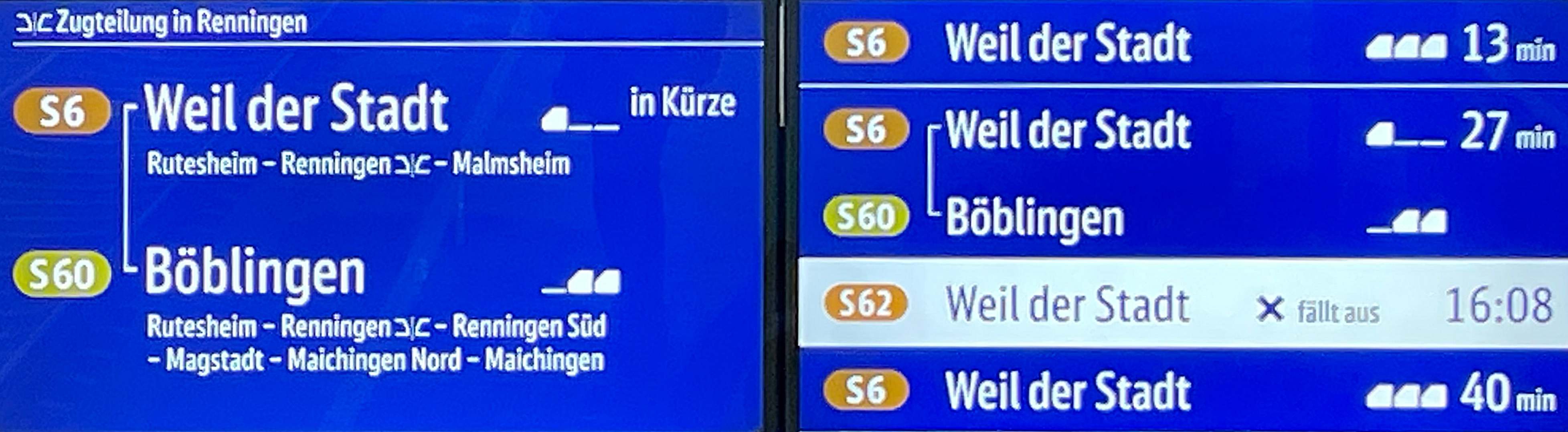
Visualisierung der Zugtrennung

In Renningen werden die Züge des 15-Minuten-Zwischentaktes geteilt: Der vordere Zugteil fährt als Kurzzug bis Weil der Stadt, der hintere Zugteil als Vollzug bis Böblingen. In Gegenrichtung werden die Züge gekuppelt. Dieses Betriebskonzept führt zu Aufenthaltszeiten in Renningen von 3 bis 6 Minuten. Für die Verbindung Weil der Stadt - Böblingen bestehen bahnsteiggleiche Umsteigemöglichkeiten von zwei Minuten. Zu Zeiten des 30-Minuten-Taktes (abends, sonntags) endet die S60 in Renningen, und es besteht keine direkte Fahrtmöglichkeit der Relation Böblingen – Renningen – Stuttgart.
In Böblingen hat die S60 Anschluss von und zur S1 in beiden Richtungen sowie zur Schönbuchbahn mit Umsteigezeiten von ca. 7 Minuten. Die S60 hält am Gleis 5, das an seinem östlichen Ende eine Aufhöhung des Bahnsteiges auf die bei der S-Bahn üblichen 96 cm hat.

#### S4: Ringschluss Marbach–Backnang
Die Kosten des Ringschlusses zwischen der S4 bei Marbach und der S3 bei Backnang über die sogenannte Kleine Murrbahn wurden auf 13 Millionen Euro geschätzt (Stand: Dezember 2012) und können erst nach der Abrechnung von Nachträgen beziffert werden. Das mit dem Arbeitstitel S40 bezeichnete Projekt befand sich seit April 2004 in der Entscheidungsphase. Nachdem die Stadt Marbach am Neckar die Finanzierung des jährlichen Betriebskostendefizites abgelehnt hatte, stockte das Projekt. Im Oktober 2005 lehnte das Land als Fördergeber nach dem GVFG eine Förderung trotz dem Kosten-Nutzen-Verhältnis von 1,01 ab. Am 7. November 2005 einigten sich Land, VRS und Kommunen doch noch über die Finanzierung.
Mit der Enthüllung des Bauschildes am 1. Dezember 2005 und der Baufeldfreimachung begann der zweigleisige Ausbau des vier Kilometer langen Abschnitts Freiberg–Benningen (Kosten circa 30,8 Millionen Euro), der bis Frühjahr 2010 abgeschlossen wurde. Dieser Streckenausbau bis Benningen war betriebliche Voraussetzung für die Verlängerung der S4 von Marbach nach Backnang. Von Benningen bis Backnang ist die Strecke weiterhin eingleisig.
Die Verlängerung der Linie S4 von Marbach nach Backnang wurde am 8. Dezember 2012 eröffnet, nachdem die Elektrifizierung dieses Abschnitts bereits 1996 erfolgte. Sie verkehrt auf diesem Abschnitt im Stundentakt mit halbstündlichen Verdichterzügen.
Der Abschnitt Marbach–Backnang wurde bis Ende Juni 2012 noch als Regionalbahn-Linie R31 bedient. Es fuhren weniger Züge als heute bei der S-Bahn. Wegen des Streckenausbaus fuhren von Juni bis Dezember 2012 Busse im Schienenersatzverkehr.
Die eigentliche Verlängerung der S4 nach Backnang kostete elf Millionen Euro.
Ein Bagger auf einem Tieflader rammte eine Brücke bei Backnang. Dadurch war die Strecke vom Herbst 2016 bis Frühjahr 2017 zwischen Burgstall und Backnang für alle Züge gesperrt.

#### Einführung des 24-Stunden-Betriebs
Im ersten Halbjahr 2013 fuhren rund 15.000 Fahrgäste pro Wochenende mit den Nacht-S-Bahnen. Ihr Einsatz kostet rund 1,6 Millionen Euro pro Jahr. Im Jahr 2014 nutzten rund 900.000 Fahrgäste die nächtlichen Züge. Zum Fahrplanwechsel 2016 wurden die Lücken im Nachtverkehr voll geschlossen; diese Maßnahme kostet weitere 0,725 Millionen Euro.
Nachtbusse der Stuttgarter Straßenbahnen AG fahren bereits von Donnerstag auf Freitag innerhalb der Stadt Stuttgart. Nach Mitteilung der Region Stuttgart soll in Anlehnung daran die Region als nächster Schritt zur Angebotserweiterung in diesen Nächten ebenfalls mit einer S-Bahn-Bedienung, diesmal im Zweistundentakt, ausgestattet werden. Diese Maßnahme soll eine halbe Million Euro kosten. Eine Nacht-S-Bahn bereits donnerstags, wie von den Grünen gefordert, erhielt in der Regionalversammlung am 25. September 2013 noch keine Mehrheit. Da nach Erhebungen nur 25 Prozent der Fahrgäste im Vergleich zum Nachtverkehr am Wochenende erwartet werden, wurde diese Empfehlung auch im Jahr 2014 zurückgestellt.

#### Ausweitung des 15-Minuten-Takts auf den kompletten Tag an allen Werktagen

##### Montag bis Freitag
Auf Vorschlag des Verkehrsausschusses des Verbands Region Stuttgart beschloss die Regionalversammlung am 25. September 2013, zum Fahrplanwechsel im Dezember 2014 den 15-Minuten-Takt auf allen Linien spätestens um 15:30 Uhr statt vormals 16:00 Uhr beginnen zu lassen und auf der Linie S1 vermehrt Langzüge einzusetzen. Die Kosten dafür betragen rund 3,6 Millionen Euro, von denen das Land etwa 750.000 Euro trägt.
Am 28. September 2016 beschloss die Regionalversammlung die Einführung eines ganztägigen Viertelstundentakts von Montag bis Freitag in folgenden Stufen:
1. Stufe 1: Viertelstundentakt in der HVZ von 15:00 Uhr bis 20:30 Uhr ab Dezember 2017 mit Kosten in Höhe von 3.450.000 Euro jährlich (Annahme zum Preisstand 2017). Die anteiligen Kosten für den Haushalt 2017 liegen bei 207.000 Euro.[91] Täglich wurden damit 30 zusätzliche Fahrten angeboten.
2. Stufe 2: Viertelstundentakt in der Früh-HVZ bis gegen 10:00 Uhr ab Dezember 2018 mit Kosten in Höhe von 4.950.000 Euro jährlich (Annahme zum Preisstand 2018).[91]
3. Stufe 3: Viertelstundentakt ab 12:00 Uhr bis zum Beginn der Hauptverkehrszeit ab Dezember 2019 mit Kosten in Höhe von 7.100.000 Euro jährlich (Annahme zum Preisstand 2019).[91]
4. Stufe 4: Viertelstundentakt zwischen 10:00 Uhr und 12:00 Uhr (Schließung der Taktlücke) ab Dezember 2020 mit Kosten in Höhe von 5.600.000 Euro jährlich (Annahme zum Preisstand 2020).[91]

Zum Beschluss und den hohen Kosten gab es Kritik von Landräten.
Von der Verdichtung zum durchgehenden Viertelstundentakt ausgenommen waren noch fünf Streckenabschnitte: zwischen Plochingen und Kirchheim (Teck) (S1), zwischen Böblingen und Herrenberg (S1), zwischen Flughafen und Filderstadt (S2), zwischen Marbach (Neckar) und Backnang (S4) sowie zwischen Renningen und Böblingen (S60). Am 29. Januar 2018 beschloss der VRS-Verkehrsausschuss eine Untersuchung über den Aufwand einer Ausdehnung des Viertelstundentaktes auf diesen Abschnitten. Neben der grundsätzlichen verkehrlichen Wirkung sollen auch Infrastrukturanpassungen und Fahrzeugmehrbedarf herausgearbeitet werden. Mit ersten Ergebnissen wird Anfang 2019 gerechnet. Ab dem Fahrplanwechsel im Dezember 2021 verkehrt auch die S2 montags bis freitags tagsüber im Viertelstundentakt bis Filderstadt. Die S3 fährt nur noch am Wochenende und in Tagesrandlage bis Flughafen/Messe und endet ansonsten in Vaihingen.

##### Samstag
12. Dezember 2021: Einführung des 15-Minuten-Takts samstags auf allen Linien (S2,3,4,5,6) zwischen 13 und 18 Uhr zusätzlich zu der bereits bestehenden Verdichtung auf der S60 und S1. Dezember 2022: Ausweitung des 15-Minuten-Taks samstags ganztags auf allen Linien zwischen 8:30 Uhr und 20:30 Uhr.

### Einführung des 24-Stunden-Betriebs am Wochenende und vor Feiertagen
Am 9. Dezember 2012 wurden die regionalen Nachtbuslinien (N10–N70), die in den Nächten auf Samstage, Sonn- und Feiertage verkehrten, durch einen nächtlichen S-Bahn-Betrieb im Stundentakt ersetzt. Die Zahl der jährlichen Fahrgäste der im Jahr 2000 eingeführten Nachtbusse war von 14.200 Passagiere im Jahr 2000 auf 220.000 im Jahr 2011 gestiegen. Der nächtliche S-Bahn-Betrieb kostet 1,6 Millionen Euro pro Jahr.
Kritik gab es zum teilweise bis zu 90 Minuten betragenden Abstand zwischen bisheriger letzter und künftig erster Nachtabfahrt. Die Region Stuttgart widersprach den Bedenken mit Hinweis auf die unterschiedlichen Zielgruppen der S-Bahn-Abfahrten und hat als Reaktion darauf mit einer vierten Abfahrt für die Linie S3 das Angebot weiterverbessert. 2016 wurde schließlich der durchgängige nächtliche Stundentakt eingeführt.

### ETCS, Verlängerung Verkehrsvertrag, Flotten- und Angebotsausbau
Die Leistungsfähigkeit der S-Bahn-Stammstrecke gilt als ausgeschöpft. In den 1990er Jahren wurden verschiedene Möglichkeiten zum weiteren Ausbau des S-Bahn-Netzes nach der Fertigstellung von Stuttgart 21 erwogen. Der Bau einer neuen Stammstrecke, zusätzlicher Stammstrecken-Gleise wie auch die Verkürzung der Stammstrecken-Zugfolge auf etwa 1,5 Minuten durch Linienzugbeeinflussung wurden aus Kostengründen verworfen. Eine Führung von S-Bahnen über den geplanten Hauptbahnhof von Stuttgart 21 hätte einen Ausbau um wenigstens zwei weitere Gleise erfordert. Diese Überlegungen wurden nicht umgesetzt.
Seit 2015 wurde erwogen, die Stammstrecke mit ETCS Level 2 auszurüsten. Eine Anfang 2015 vorgelegte Betriebssimulation der Universität Stuttgart sah die Möglichkeit, damit die Basisbelastung der Stammstrecke von 24 auf bis zu 32 Züge pro Stunde zu erhöhen oder – bei Beibehaltung von 24 Zügen pro Stunde und Richtung – die mittleren behinderungsbedingten Verspätungen pro Zug um bis zu 73 Prozent zu reduzieren. Eine Studie der Deutschen Bahn über Vorteile von ETCS wurde am 19. Oktober 2016 vorgestellt. Demnach ließe sich mit ETCS die Leistungsfähigkeit der Stammstrecke um sieben Prozent erhöhen, die Mindestzugfolgezeit um bis zu 12 Sekunden verkürzen und das durchschnittliche Verspätungsniveau von 46 auf 18 Sekunden reduzieren. Darüber hinaus böte ETCS ein großes Potential. Der Verkehrsausschuss beschloss einstimmig, die VRS-Geschäftsstelle zu beauftragen, mit der DB Gespräche zu führen und auf eine Einführung von ETCS Level 2 hinzuwirken.
Der VRS, das Land Baden-Württemberg und DB Netz beschlossen Anfang 2017, eine Machbarkeitsstudie für eine Million in Auftrag zu geben, in dem die Eignung der bislang auf den Fernverkehr fokussierten Systemtechnik sowie der mit Lieferanten vereinbarten Lastenhefte der DB Netz auf die Eignung für S-Bahn-Verkehre untersucht werden sollten. Auch sollten technische Anforderungen dargestellt und ein möglicher Kosten- und Zeitbedarf für die Realisierung aufgezeigt werden. Der VRS-Verkehrsausschuss stimmte Ende März 2017 der Beteiligung zu, schloss eine Beteiligung an den Kosten einer späteren ETCS-Realisierung jedoch ausdrücklich aus. Die Untersuchung wurde am 16. Juni 2017 europaweit ausgeschrieben. Sie sollte am 21. September 2017 beginnen und zum 5. Februar 2018 abgeschlossen werden. Der Vertrag wurde am 4. Oktober 2017 mit einem Zusammenschluss von fünf Unternehmen bzw. Arbeitsgemeinschaften geschlossen. Es waren vier Angebote eingegangen. Am 28. April 2018 wurde eine nicht näher bezeichnete, fünftägige Erweiterung des Betrachtungszeitraums bekannt. Das Land Baden-Württemberg beauftragte ferner eine ergänzende Untersuchung für Regionalfahrzeuge, die auf den Zulaufstrecken des ETCS-S-Bahn-Untersuchungsraums verkehren. Zwischenzeitlich wurde auch eine Entwurfsplanung für ETCS erstellt. Im Ergebnis erwies sich ETCS als technisch umsetzbar und betrieblich sinnvoll. Die Mindestzugfolgezeit sollte demnach auf der Stammstrecke um 17 % (in nördlicher Richtung) bzw. 23 % (in südlicher Richtung) reduziert werden können. Während mit konventioneller Leit- und Sicherungstechnik um durchschnittlich 10 s Verspätung aufgebaut werden, sollen mit ETCS je nach Szenario im Mittel bis zu 16 s abgebaut werden. Eine Reihe von Potentialen würde verbleiben. Die Studie empfiehlt einen Ausbau in drei Stufen: zunächst ETCS, darauf aufbauend ATO mit statischen Fahrplandaten und schließlich ATO mit Verkehrsleitsystem. Laut Angaben von Ende 2019 soll die Kapazität (Nennleistung) um 10 Prozent gesteigert und die Pünktlichkeit im Personenverkehr um 0,5 bis 0,8 Prozentpunkte gesteigert werden. Im Zuge der ETCS- und ATO-Ausrüstung ist inzwischen vorgesehen, die „Mindestzugfolgezeit auf das technisch mögliche Minimum“ zu reduzieren. Dazu sind u. a. bis zu 30 m kurze Blöcke, verkürzte Systemlaufzeiten und optimierte ETCS-Bremskurven vorgesehen. Laut Angaben von Mitte 2021 sollen damit auf der Stammstrecke Mindestzugfolgezeiten von rund 100 Sekunden erreicht werden. An weiter verkürzten Zugfolgen wird gearbeitet. Laut Angaben vom April 2022 seien auf der Stammstrecke rund 35 Prozent kürzere Zugfolgen mit weiter fallender Tendenz möglich. Die Frage sei nicht mehr, ob die langfristig gewünschte 100-Sekunden-Zugfolge in der Leit- und Sicherungstechnik umgesetzt werden könne, sondern „nur“ noch wie. Ein großes Potenzial sei dabei beispielsweise die Fahrdynamik zukünftiger Neufahrzeuge.
Die Universität Stuttgart, Thales und die DB Netz AG stellten am 27. Januar 2017 beim Bundesverkehrsministerium einen Förderantrag, um die Eignung von ETCS Level 2 zwischen Renningen und Weil der Stadt praktisch zu erproben. Von 2,6 Millionen Euro Projektkosten müssen wenigstens 50 Prozent von den Antragstellern aufgebracht werden. Dazu sollten ein S-Bahn-Zug und ein Dieseltriebwagen von Thales (NE 81) umgerüstet werden. Der Antrag wurde vom Bund ohne Angabe von Gründen abgelehnt.
Der Verband Region Stuttgart erwartet, mit ETCS den 15-Minuten-Takt auf einen 10-Minuten-Takt verdichten zu können. ETCS gilt ferner als Voraussetzung, um langfristig zusätzliche Züge durch den Hasenbergtunnel bis Vaihingen zu fahren. Vor Inbetriebnahme von Stuttgart 21 wurde die Einrichtung einer vom Regelverkehr unabhängigen ETCS-Teststrecke auf dem Abschnitt Bad Cannstatt–Mittnachtstraße–Hauptbahnhof erwogen.
Die Kosten einer ETCS-Ausrüstung wurden 2016 mit 50 Millionen Euro beziffert. Laut ihrem Koalitionsvertrag vom Mai 2016 will die grün-schwarze Landesregierung auf die Einführung von ETCS bei der S-Bahn drängen. Darauf aufbauend wird eine Ausrüstung weiterer Zuführungsstrecken mit ETCS Level 2 erwogen. ETCS auf der S-Bahn ist ebenfalls Teil eines im Oktober 2016 beschlossenen Vier-Stufen-Pakets des ÖPNV-Pakts. Die Einführung von ETCS auf der Stammstrecke ist als Maßnahme der höchsten Dringlichkeit ebenfalls Bestandteil des am 18. Juli 2018 beschlossenen Regionalverkehrsplans.
Stuttgart sollte als eines von drei Pilotprojekten Demonstrations-Knotenpunkt für die „Digitale Schiene“ werden (Digitale Stellwerke und ETCS). Eine im September 2018 vorgestellte Machbarkeitsstudie zur flächenhaften Einführung von ETCS empfiehlt, einen Teil des S-Bahn-Netzes bis 2025 mit ETCS auszurüsten. Aufbauend auf Stuttgart 21 soll diese im Rahmen des Digitalen Knotens Stuttgart erfolgen. Darüber hinaus soll bis 2030 das gesamte S-Bahn-Netz mit ETCS, ATO und einem Verkehrsleitsystem sowie dem GSM-R-Nachfolgesystem FRMCS ausgerüstet werden. Das Netz der S-Bahn Stuttgart ist Teil des „Starterpakets“ der Digitalen Schiene Deutschland, einer Reihe von Pilotprojekten, die zwischen 2025 und 2030 in Betrieb genommen werden sollen.
Am 30. Januar 2019 beschloss die Regionalversammlung – ohne Gegenstimme – ein umfassendes Maßnahmenpaket zur Einführung von ETCS, die Verlängerung des Verkehrsvertrags bis Mitte 2032 und die Beschaffung von 56 zusätzlichen S-Bahnen. Dem Beschluss war am 23. Januar 2019 ein einstimmiger Beschluss des VRS-Verkehrsausschusses vorausgegangen. Die Einführung von ETCS, Digitalen Stellwerken und der Teilautomatisierung des Betriebs war bis 2025 vorgesehen. Im März 2024 wurde die Inbetriebnahme der verlängerten S-Bahn-Stammstrecke aufgrund von Verzögerungen beim Stellwerk auf 2026 verschoben. Mit der neuen Technik wird auch die Verlängerung des Verkehrsvertrags um vier Jahre bis Juni 2032 begründet. 58 neue Triebzüge sollen für eine durchgehende Langzugbildung in der Hauptverkehrszeit und weitere Angebotsverbesserungen eingesetzt werden, die insgesamt bis zu eine Million Zugkilometer pro Jahr umfassen:
- Verlängerung von vier Zügen pro Stunde und Richtung von der Schwabstraße bis nach Vaihingen, davon zwei weitere Züge weiter bis Böblingen/Ehningen.[18]
- zusätzliches Angebot zwischen Stuttgart-Feuerbach und Weil der Stadt[18]
- Verdichtung zum Viertelstundentakt auf der S1 zwischen Plochingen und Kirchheim/Teck (oder alternierend nach Nürtingen), auf der S3 vom Flughafen weiter bis Neuhausen sowie auf der S60 zwischen Renningen und Böblingen.[18]

Einschließlich der Fahrzeugbeschaffung belaufen sich die Investitionen in den Bahnknoten auf bis zu eine Milliarde Euro. Rund 600 Millionen Euro sollen davon auf Digitale Stellwerke sowie die ETCS-Nachrüstung der Fahrzeuge entfallen. Die Ausrüstung der S-Bahn-Stammstrecke sowie die ETCS-Nachrüstung der Fahrzeuge sollen 300 Millionen Euro kosten. Am 22. Oktober 2018 sprach sich der Verkehrsausschuss des VRS für eine finanzielle Beteiligung an dem Vorhaben aus. Über eine mögliche Finanzierung laufen Gespräche zwischen Bund und Land. Am 8. November 2018 ebnete der Haushaltsausschuss des Bundestages den Weg für eine Vorfinanzierung von ETCS durch das Land. Das Landeskabinett bekräftigte am 22. Januar 2019 die Bereitschaft des Landes zur Beteiligung Baden-Württembergs an einem ETCS-Pilotprojekt in der Region Stuttgart. Das Land beabsichtigt, sich am ETCS/DSTW-Pilotprojekt sowie an der Angebots- und Qualitätsinitiative des VRS mit insgesamt circa 330 Millionen Euro bis zum Jahr 2031 zu beteiligen. Die vom Bund im März 2019 für die ETCS-Pilotprojekte bis 2023 bereitgestellten 567 Millionen Euro sind deutlich weniger als von Land und Region erwartet. Bis Ende April 2019 soll eine Finanzierungsvereinbarung zwischen Bund, Land, Region und Deutscher Bahn abgeschlossen werden. Das Land geht davon aus, dass der Bund die vollständigen Infrastrukturkosten sowie die Hälfte der Kosten der ETCS-Fahrzeugausrüstung finanzieren wird. Die restlichen Fahrzeugnachrüstungskosten sollen von DB Regio und Verband Region Stuttgart finanziert werden. Die DB soll 250 Millionen Euro beitragen für die Verbesserung älterer Fahrzeuge, für Wartung sowie für Abstellanlagen der zusätzlichen Fahrzeuge. Das Land fördert ferner die Angebotsausweitungen durch eine Erhöhung des S-Bahn-Anteils der Regionalisierungsmittel von 9,0 auf 9,9 Prozent ab 2021. Das entspricht zusätzlichen 160 Millionen Euro bis 2032.
Für die ersten beiden von drei Bausteinen sind nach einem im August 2020 bekanntgemachten Finanzierungsvertrag infrastrukturseitig 462 Mio. Euro Investitionen vorgesehen, wovon 216 Mio. Euro durch den Bund getragen werden sollen. Der Auftrag zur Ausrüstung der Triebzüge mit ETCS und ATO wurde im Juli 2020 ausgeschrieben. Die Züge sollen u. a. Level-3-fähig, mit einer Zugintegritätsüberwachung ausgerüstet und für FRMCS vorbereitet werden. Das Projekt soll im Januar 2021 beginnen und bis Dezember 2027 laufen. Die Ausrüstung eines ersten Triebzugs (First in Class) sollte im Oktober 2021 beginnen, der Versuchs- und Vorlaufbetrieb im April 2024 aufgenommen werden. Alle Fahrzeuge sollten bis Januar 2025 mit ETCS Level 2 (nach Baseline 3 Release 2) und ATO (mit statischen Fahrplandaten) ausgerüstet werden. In den Jahren 2026 und 2027 sollte die kontinuierliche Inbetriebnahme und Genehmigung nach TSI ZZS 2022 erfolgen.

### Betreibervertrag zum Betrieb der S-Bahn
Am 9. November 2005 beschloss der Verkehrsausschuss des Verbands Region Stuttgart, den S-Bahn-Betrieb für die Zeit ab Juli 2013 auszuschreiben. Das Vergabevolumen wurde auf etwa 9,2 Millionen Zugkilometer pro Jahr geschätzt. Ausgeschrieben wurden 9,8 Mio. Zugkilometer pro Jahr, aufgeteilt in zwei Lose von ca. 3,7 und 6,1 Mio. Zugkilometer, sowie eine Option auf bis zu 12,5 Mio. Zugkilometer pro Jahr.
Die Bewerbungsfrist lief Ende 2007 ab. Bis Mitte 2008 sollte die endgültige Entscheidung über den zukünftigen Betreiber des S-Bahn-Netzes fallen. Folgende Unternehmen bestätigten ihre Bewerbung: DB Regio AG Baden-Württemberg (S-Bahn Stuttgart), Veolia Verkehr GmbH, Keolis Deutschland GmbH und Arriva Deutschland GmbH. Arriva schied im November 2007 als Bewerber aus. Im Februar 2008 zogen sich die beiden Mitbewerber Veolia und Keolis zurück. Somit blieb DB Regio als einziger Bewerber um die S-Bahn Stuttgart übrig.
Am 3. April 2009 unterzeichneten der Verband Region Stuttgart und DB Regio einen neuen, von 1. Juli 2013 bis 30. Juni 2028 laufenden Verkehrsvertrag, der unter anderem auch die Beschaffung von 83 neuen Triebzügen der Baureihe 430 umfasste. Der Vertrag ist ein Nettovertrag, der alle Aufgaben rund um die S-Bahn beinhaltet: neben Fahren und Wartung beispielsweise auch Vertrieb, Sicherheit und Fahrscheinkontrollen. Der Vergabewert betrug 3,54 Milliarden Euro netto. Mit seinem Inkrafttreten sank der Zuschussbedarf je Zugkilometer von 6,37 auf 6,14 Euro. Der Vertrag läuft bis Mitte 2028. Die Betriebsleistung bei Vertragsschluss betrug 9,8 Mio. Zugkilometer mit einer Zu- und Abbestellmöglichkeit von 25 Prozent der vereinbarten Betriebsleistung bis maximal 13,5 Mio. Zugkilometer.
Von rund 323 Millionen Euro im Haushalt 2015 des Verbands Region Stuttgart entfielen 80,5 Millionen Euro auf den im Rahmen des Verkehrsvertrags geregelten Betrieb der S-Bahn, der Schusterbahn und der kleinen Teckbahn. Acht Prozent der Kosten des S-Bahn-Betriebs werden durch die Region ohne Bundes- und Landesmittel finanziert. Der Vertrag kann bei schlechter Pünktlichkeit oder häufigen Zugausfällen gekündigt werden.
Im Zuge von Angebotsverbesserungen, vom Ausbau der S-Bahn-Fahrzeugflotte sowie von der Einführung von ETCS soll der S-Bahn-Verkehrsvertrag 2019 um vier Jahre bis Juni 2032 verlängert werden. Die vorgesehene Vertragsänderung wurde am 13. Februar 2019 bekanntgemacht. Die Verlängerung sowie die damit verbundene Erhöhung des Auftragswert auf 5,3 Milliarden Euro werden mit einer unvorhersehbaren Nachfragesteigerung sowie der Einführung der neuen Techniken ETCS und ATO als einzig möglichem Weg für weitere Angebotsausweitungen gerechtfertigt. Binnen 30 Tagen ab Veröffentlichung kann eine Unwirksamkeit geltendgemacht werden. Die Vergabe des nächsten, ab 1. Juli 2032 laufenden Verkehrsvertrags ist für 2028 vorgesehen. Nach einer Markterkundung im 1. Halbjahr 2025 soll im Sommer 2025 eine Vorabbekanntmachung erfolgen, gefolgt von einem Teilnahmewettbewerb und Verhandlungen ab Sommer 2026. Der Zuschlag soll im 2. Halbjahr 2027 erteilt werden, der Verkehrsvertrag ab dem Fahrplanwechsel 2032 laufen. Während einer Übernahmephase stünden Fahrzeuge und Triebfahrzeugführer bis zu drei Jahre zur Betriebsübernahme zur Verfügung. 56 Triebzüge der Baureihe 430 sollen durch den VRS vom jetzigen Betreiber erworben werden. Offen ist, inwieweit Gebrauchtfahrzeuge zugelassen werden.
Ende März 2015 gab der Verband Region Stuttgart bekannt, mit DB Netz einen zehnjährigen Rahmenvertrag über Fahrplantrassen geschlossen zu haben.

### Von der Baureihe 420 zu 423 und 430
1978 zur Eröffnung waren 48 Triebwagen der Baureihe 420 vorhanden. 1985 war der Bestand auf 85 Triebwagen angewachsen, 2003 betrug er 116 Triebwagen. Seit 1999 kam die Baureihe 423 zusätzlich zum Einsatz.

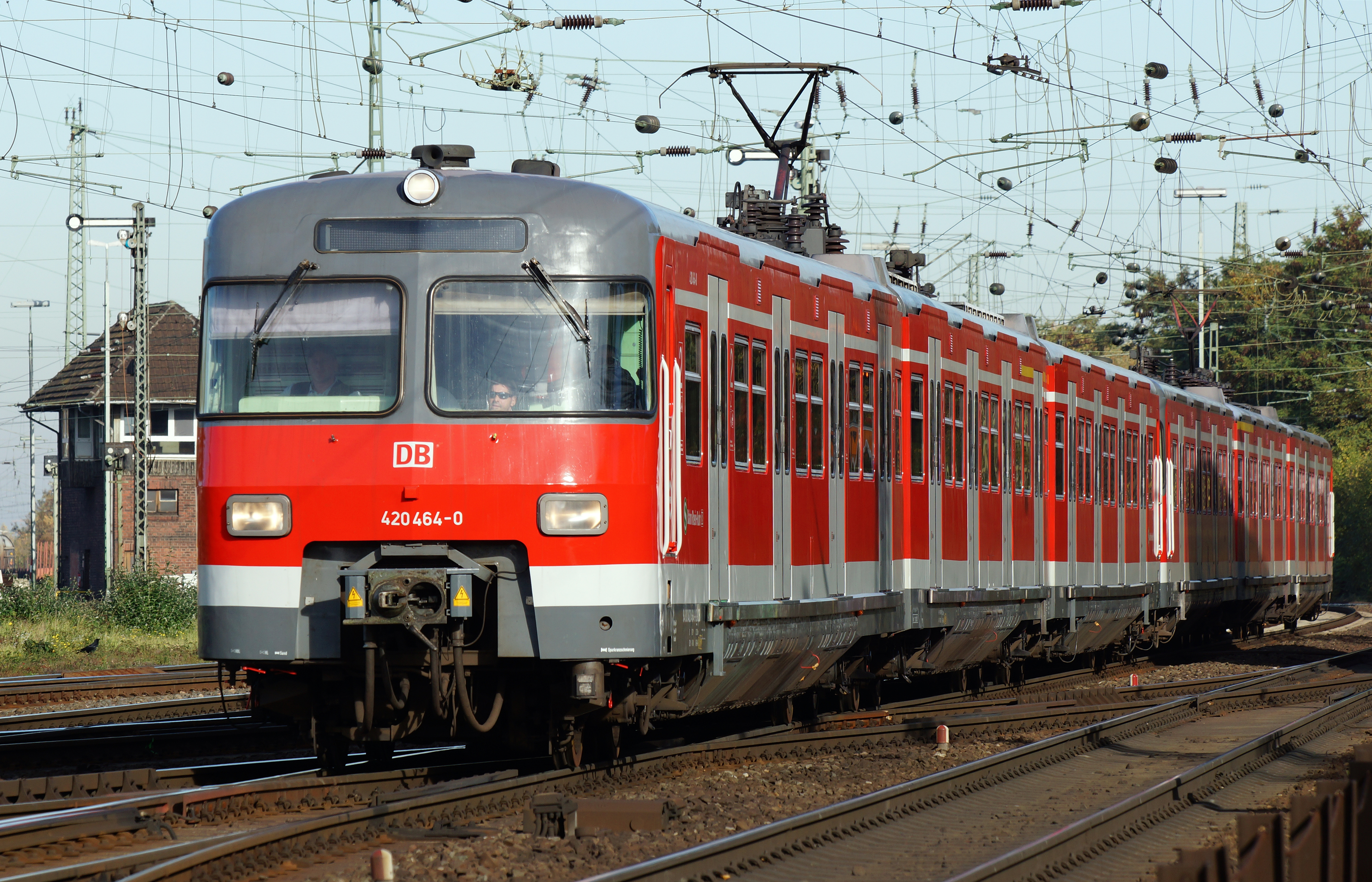
Die Baureihe 420 wurde ausgemustert

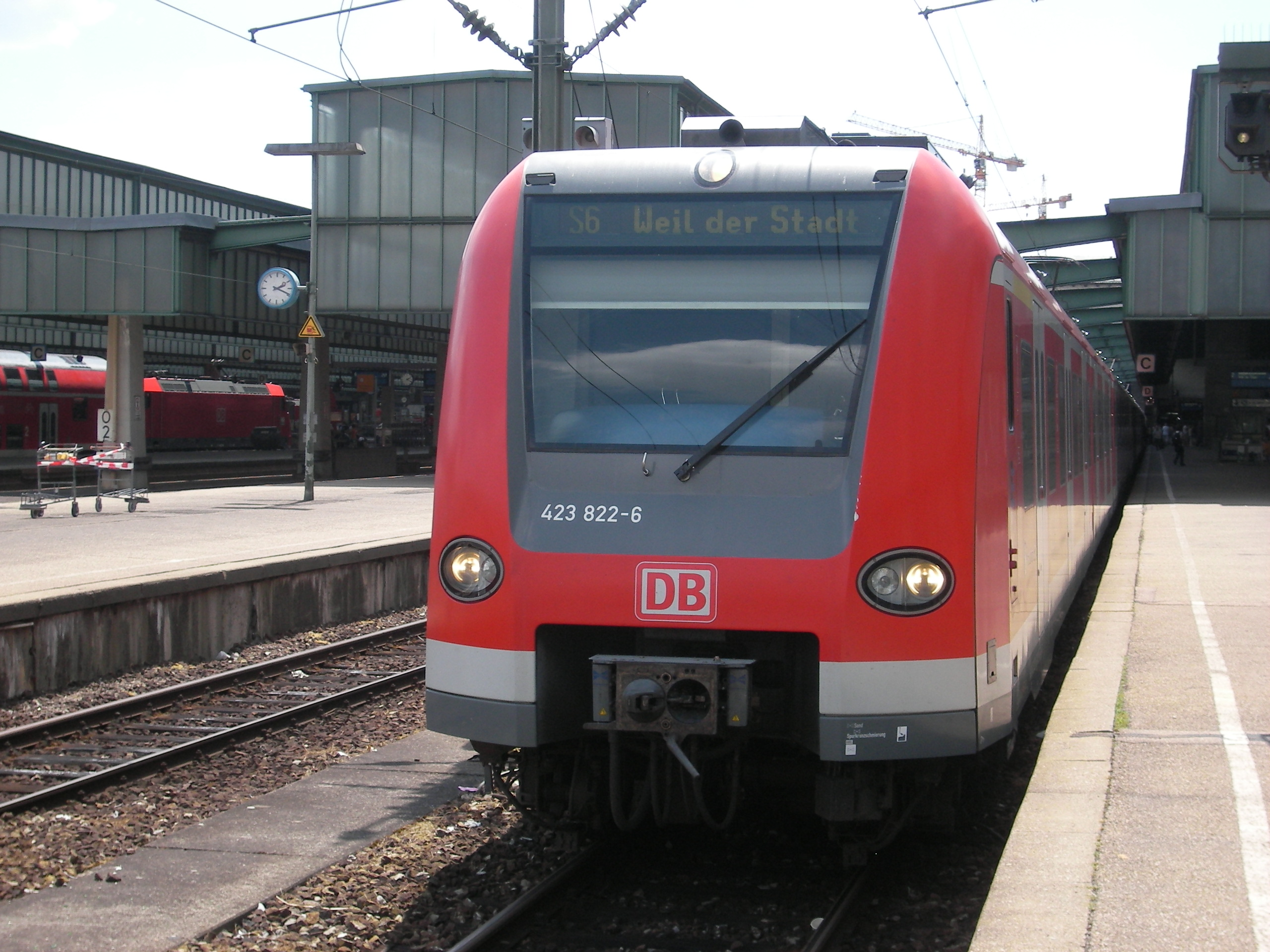
Die Baureihe 423 ist seit 1999 im Einsatz

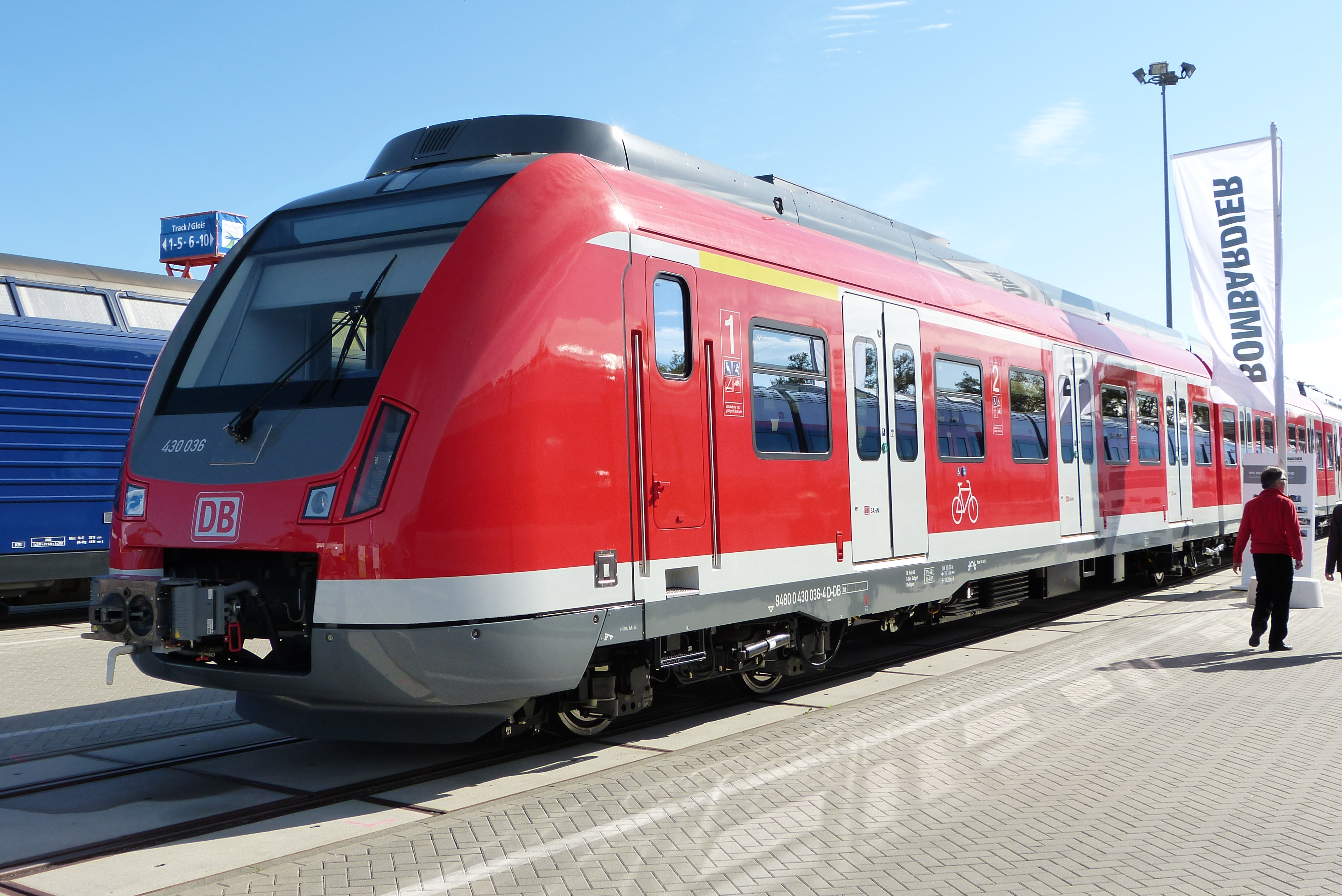
Die Baureihe 430 wurde 2013 eingeführt

In den Jahren 2013 und 2014 fand die größte Fahrzeugerneuerung in der Geschichte der S-Bahn Stuttgart statt. Die letzten 86 Züge der ab 1989 gebauten Triebwagen der 7. und 8. Bauserie der Baureihe 420 wurden dabei durch Züge der eigens für die S-Bahn Stuttgart konzipierten Baureihe 430 ersetzt. Insgesamt hatte die DB Regio Baden-Württemberg 83 neue S-Bahn-Züge mit einem Auftragsvolumen von rund 400 Millionen Euro für die S-Bahn Stuttgart bestellt. Nach mehreren Verzögerungen erteilte das Eisenbahn-Bundesamt im April 2013 die Zulassung für die neuen Triebwagen. Ab dem 25. April 2013 wurden die neuen Triebwagen im S-Bahn-Netz eingesetzt. Bis zum Beginn des neuen Betreibervertrags mit der Deutschen Bahn am 1. Juli 2013 sollten ursprünglich alle bestellten Züge geliefert sein.
Nach wiederholten technischen Problemen mit Türen und Spaltüberbrückungen wurden die Betriebseinführung am 2. Juli 2013 abgebrochen und die bislang ausgelieferten Züge an den Hersteller zurückgegeben. Die Wiederinbetriebnahme erfolgte nach dem Fahrplanwechsel im Dezember 2013 in kleinen Schritten, jedoch sorgte der neue Fahrzeugtyp trotz deaktiviertem Schiebetritt für Kritik.
Die Fahrzeuge der Baureihe 430 haben gegenüber der Baureihe 420 zwölf Sekunden längere Türöffnungs- und -schließzeiten (einschließlich des Aus- und Einfahrens der Türspaltüberbrückung). Das sorgt für erhebliche Probleme auf der eng getakteten Stammstrecke, weil die Abfertigung der Züge zu lange dauert.
Aufgrund von generatorischen Bremsen soll die jährliche Stromersparnis durch die neuen Züge der Baureihe 430 jedoch 61 Millionen Kilowattstunden betragen.
Zusätzlich wurden vom Verband Region Stuttgart später vier weitere neue Triebwagen bestellt, um in den Hauptverkehrszeiten verstärkt Langzüge auf der S1 einsetzen zu können. Sie wurden aus den rund 23 Millionen Euro Strafzahlungen finanziert, die die Bahn als Betreiber dem Regionalverband wegen der einjährigen Verspätung vertraglich zahlen musste. Die Deutsche Bahn wollte diese Forderungen vom Hersteller Bombardier zurückfordern. Weitere Entschädigungen waren vorgesehen, wenn die Auslieferung der Triebzüge über Juli 2014 hinaus dauern sollte. Insgesamt waren damit 87 Züge der Baureihe 430 im Bestand.
Ab dem 12. Mai 2014 fuhren auf den Linien S4, S5, S6 und S60 fast nur Züge der Baureihe 423, während die verbliebenen Fahrzeuge der Baureihe 420 vorübergehend auf die Linien S2 und S3 umgesetzt und dort sukzessive durch neu gelieferte 430 abgelöst wurden. Auf der Linie S1 verkehrt seit dem 4. April 2014 und auf der S3 seit dem 18. August 2014 die neue Baureihe 430. Zum Fahrplanwechsel am 14. Dezember 2014 wurde auch die S2 auf die neuen Fahrzeuge umgestellt, jedoch waren auf drei linienübergreifenden Kursen noch unregelmäßig Fahrzeuge der Baureihe 420 unterwegs, da durch die Verlängerung einzelner Züge der Fahrzeugbedarf leicht gestiegen war und den Einsatz dieser wieder notwendig machte.
Ende 2014 wurden auch deshalb zehn weitere Züge der Baureihe 430 für 81,5 Millionen Euro bestellt, die zwischen August 2016 und Januar 2017 ausgeliefert wurden. Sie ermöglichen eine überschlagene Wende zur Erhöhung der Fahrplanstabilität an den Endstationen der S2 und S3 in Vaihingen, Filderstadt und Schorndorf, dienen zur Verlängerung einiger Vollzüge zu Langzügen und decken den Mehrbedarf für die Erweiterung nach Neuhausen ab.
Die meisten der in Stuttgart ausgemusterten Züge der Baureihe 420 wurden an die S-Bahn-Netze München, Rhein-Main und Rhein-Ruhr abgegeben, einzelne wurden jedoch auch direkt verschrottet. Die letzten beiden Triebzüge wurden am 4. November 2016 verabschiedet.
Zum Fahrplanwechsel im Dezember 2022 wurde die bisherige Linienzuordnung geändert. Auf den Linien S4 und S5 fahren nunmehr Triebzüge der Baureihe 430, auf der Linie S3 hingegen solche der Baureihe 423. Auf den Linien S1 und S62 kommen Triebzüge beider Baureihen zum Einsatz. Aufgrund von Fahrzeugmangel gab die Deutsche Bahn am 3. Februar 2023 bekannt, bis 1. Mai auf der S3 nur noch halbstündlich zu fahren und die S62 einzustellen.

### Einführung eines Expressbussystems zur Verbindung von wichtigen S-Bahn-Stationen
Als Querverbindungen zwischen wichtigen S-Bahn-Stationen wurden unter der Bezeichnung RELEX ergänzende Expressbuslinien eingeführt. Zum Fahrplanwechsel am 11. Dezember 2016 nahmen die ersten drei Linien ihren Betrieb auf:
- X10 Flughafen FOB – Kirchheim unter Teck Bahnhof
- X20 Esslingen am Neckar Bahnhof – Waiblingen Bahnhof
- X60 Flughafen FOB – Universität – Leonberg Bahnhof

Zum Fahrplanwechsel am 9. Dezember 2018 wurde die private (Firma Stäbler) Schnellbuslinie
- X74 Vaihingen – Magstadt – Ihinger Hof (-Weil der Stadt) eingeführt

2021 wurde eine weitere Buslinie in das Schnellbusnetz eingegliedert:
- X93 Göppingen – Lorch

Neue Linien ab 1. Januar 2024:
- X16 Böblingen – Nürtingen
- X76 Böblingen – Waldenbuch

### Stammstreckensperrungen in den Sommerferien seit 2021
Die Stammstrecke wird seit 2021 bis voraussichtlich 2027 jedes Jahr während der Sommerferien für etwa sechs Wochen vollgesperrt. Neben der Renovierung der unterirdischen Stationen und weiterer Maßnahmen erfolgt auch eine Modernisierung der Leit- und Sicherungstechnik mit einem Digitalen Stellwerk, ETCS und weiterer Technik.
Ursprünglich waren nur drei Sperrungen 2021, 2022 und 2023 vorgesehen.

#### Sperrung 2021
Die erste Sperrung fand vom 31. Juli bis zum 12. September statt. In dieser Zeit wurde unter anderem die Station Stuttgart Hauptbahnhof (tief) renoviert. Die Vollsperrung hatte große Veränderungen in der Linienführung zur Folge. Alle Linien wurden auf einen Halbstundentakt ausgedünnt. Die S1 und die Linie S23 als Verknüpfung des S3-Nordastes und des S2-Südastes wurden zwischen dem Hauptbahnhof und Vaihingen ohne Halt über die Panoramabahn umgeleitet. Die Linien S2, S4 und S5 endeten im Hauptbahnhof, wo insgesamt fünf Gleise für die S-Bahn vorgesehen wurden. Auf den meisten Linienästen wurde der Takt durch die Linien S12, S15, S30 und S60 zumindest auf Teilabschnitten zu einem Viertelstundentakt verstärkt. Die S15 schuf erstmalig eine direkte Verbindung von Vaihingen nach Feuerbach, da sie ohne Halt über die Panoramabahn geführt wurde. Die Feinerschließung erfolgte durch Schienenersatzverkehr mit Bussen. Eine Linie verband den Hauptbahnhof mit der Universität im Fünfminutentakt, eine zweite die Universität mit Vaihingen im Zwanzigminutentakt.
Der Verband Region Stuttgart bestellte zusätzliche Verkehre. Während der Hauptverkehrszeit wurde die U34 von Stuttgart-Süd nach Vaihingen parallel zur bestehenden U1 verlängert. Zudem wurde das Angebot der Expressbuslinie X60 im Abschnitt Leonberg–Universität auf einen Halbstundentakt (Viertelstundentakt in der HVZ) verdoppelt.
Nachdem nach zwei Wochen hoher Verschleiß an den Radsätzen der S-Bahn-Züge festgestellt wurde, stellte die S-Bahn den Umleitungsverkehr über die Panoramabahn ein. Ein eingeschränkter Pendelverkehr mit doppelstöckigen Regionalzügen wurde als Ersatz eingerichtet.

#### Sperrung 2022
Im zweiten Jahr begann die DB mit den Kabelverlegungen für den Digitalen Knoten Stuttgart. Das Ersatzkonzept blieb weitgehend unverändert. Das Problem des hohen Verschleißes der Radsätze sollte durch Spurkranzschmierungen gelöst werden. An der Wendeschleife an der Schwabstraße, die wie die Panoramabahn enge Radien besitzt, werden Schmierungen genutzt. Trotz Schmierung wurde jedoch nach zwei Wochen erneut hoher Verschleiß festgestellt, sodass die Linien am 17. August gebrochen wurden, um die Panoramabahn nicht zu befahren. Eine Woche später wurde ein Pendelverkehr mit Doppelstockwagen eingerichtet, die einen größeren Verschleißvorrat besitzen.

#### Sperrung 2023
Während der Sperrzeit vom 29. Juli zum 8. September wurden Kabel und weitere Ausrüstung für den Digitalen Knoten Stuttgart verlegt und der Anschluss der neuen Strecke zur Mittnachtstraße am Hauptbahnhof vorbereitet. Das Ersatzkonzept wurde gegenüber den Vorjahren reduziert. Wegen des hohen Verschleißes der S-Bahn-Radsätze auf der Panoramabahn wurden die Linien in Vaihingen beziehungsweise am Hauptbahnhof gebrochen, zudem entfielen die werktäglichen Verstärkerlinien S12 und S15 vollständig. Stattdessen wurde ein halbstündiger Regionalzug-Pendelverkehr Böblingen–Vaihingen–Hauptbahnhof eingerichtet. Der Schienenersatzverkehr zur Anbindung der einzelnen Haltestellen wurde vom Hauptbahnhof zum Westbahnhof im Fünfminutentakt befahren, weiter nach Vaihingen im Zehnminutentakt. Der Verband Region Stuttgart finanzierte wieder die Verlängerung der U34 nach Vaihingen und zusätzliche Fahrten der Expressbuslinie X60.

#### Sperrung 2024
Die Sperrung im Jahr 2024 erfolgte vom 26. Juli bis 6. September 2024 zeitlich überlagernd mit Sperrungen um Vaihingen, wo ebenfalls die Leit- und Sicherungstechnik ausgebaut wird. Die Ersatzverkehre wurden ähnlich wie bereits 2023 durchgeführt. Der Regionalzug-Pendelverkehr zwischen Hauptbahnhof und Böblingen mit Halt in Vaihingen verkehrte jedoch nur stündlich statt halbstündlich. Der Schienenersatzverkehr fuhr alle zehn Minuten vom Hauptbahnhof nach Vaihingen und wurde in der Hauptverkehrszeit auf einen Fünfminutentakt verdichtet.

#### Sperrung 2025
Die Stammstreckensperrung im Jahr 2025 wird vom 26. Juli bis zum 6. September stattfinden. Sie beginnt damit – im Unterschied zu den vorherigen Sperrungen – bereits am Wochenende vor den Sommerferien. Gleichzeitig werden in Bad Cannstatt die Gleise 1 bis 4 gesperrt, sodass die Linien S1 und S2 über die Ferngleise zum Hauptbahnhof umgeleitet werden und die S3 aus Backnang bereits in Fellbach endet. Der einzige Viertelstundentakt auf den Außenästen wird bis Renningen gefahren: Die verstärkende S60 endet eine Station weiter in Feuerbach am kurz zuvor fertiggestellten Bahnsteig am Gleis 1a statt wie im Vorjahr in Zuffenhausen. Die Ersatzverkehre der DB (Bus-SEV und RE-Pendel) und die Zusatzleistungen des VRS (U1 und X60) sind identisch mit dem Vorjahr.

#### Sperrungen 2026 und 2027
Für 2026 und für 2027 wurden weitere Sperrungen der Stammstrecke angekündigt. Zum Verschwenken der S-Bahn-Gleise in Bad Cannstatt werden die Linien S1-S3 voraussichtlich Mitte 2027 drei Monate unterbrochen.

## Linien

### Bestehende Linien
| Linie  | Laufweg | Linienlänge   | befahrene Strecken(abschnitte) |
| ------ | --- | ------------- | --- |
| S 1    | Kirchheim (Teck) – Wendlingen – Plochingen – Esslingen – Bad Cannstatt – Hauptbahnhof – Schwabstraße – Vaihingen – Rohr – Böblingen – Herrenberg     | 73 km         | Bahnstrecke Wendlingen (Neckar)–Oberlenningen – Bahnstrecke Plochingen–Immendingen – Filstalbahn – Verbindungsbahn – Gäubahn                   |
| S 11 a | Stuttgart Neckarpark – Bad Cannstatt – Hauptbahnhof – Schwabstraße – Vaihingen – Rohr – Böblingen – Herrenberg                                       | 43 km         | Filstalbahn – Verbindungsbahn – Gäubahn |
| S 2    | Schorndorf – Waiblingen – Bad Cannstatt – Hauptbahnhof – Schwabstraße – Vaihingen – Rohr – Leinfelden – Echterdingen – Flughafen/Messe – Filderstadt | 53 km         | Bahnstrecke Stuttgart-Bad Cannstatt–Nördlingen – Filstalbahn – Verbindungsbahn – Gäubahn – Bahnstrecke Stuttgart-Rohr–Filderstadt              |
| S 3    | Backnang – Waiblingen – Bad Cannstatt – Hauptbahnhof – Schwabstraße – Vaihingen (– Rohr – Leinfelden – Echterdingen – Flughafen/Messe) b             | 42 km (51 km) | Bahnstrecke Waiblingen–Schwäbisch Hall-Hessental – Remsbahn – Filstalbahn – Verbindungsbahn – Gäubahn – Bahnstrecke Stuttgart-Rohr–Filderstadt |
| S 4    | Schwabstraße – Hauptbahnhof – Zuffenhausen – Ludwigsburg – Marbach (Neckar) – Kirchberg (Murr) – Backnang                                            | 42 km         | Verbindungsbahn – Frankenbahn – Bahnstrecke Backnang–Ludwigsburg                                                                               |
| S 5    | Schwabstraße – Hauptbahnhof – Zuffenhausen – Ludwigsburg – Bietigheim                                                                                | 26 km         | Verbindungsbahn – Frankenbahn |
| S 6    | Schwabstraße – Hauptbahnhof – Zuffenhausen – Leonberg – Renningen – Weil der Stadt                                                                   | 35 km         | Verbindungsbahn – Frankenbahn – Schwarzwaldbahn                                                                                                |
| S 60   | Schwabstraße – Hauptbahnhof – Zuffenhausen – Leonberg – Renningen – Sindelfingen – Böblingen                                                         | 44 km         | Verbindungsbahn – Frankenbahn – Schwarzwaldbahn – Rankbachbahn                                                                                 |
| S 62   | Feuerbach – Zuffenhausen – Leonberg – Weil der Stadt c                                                                                               | 25 km         | Schwarzwaldbahn |

### Linien während der Stammstreckensperrung in den Sommerferien 2021 und 2022
| Linie | Laufweg | Linienlänge | befahrene Strecken(abschnitte)                                                                                               |
| ----- | --- | ----------- | --- |
| S 1   | Kirchheim (Teck) – Wendlingen – Plochingen – Esslingen – Bad Cannstatt – Hauptbahnhof (oben) – Vaihingen – Rohr – Böblingen – Herrenberg   | 78 km       | Bahnstrecke Wendlingen (Neckar)–Oberlenningen – Bahnstrecke Plochingen–Immendingen – Filstalbahn – Gäubahn                   |
| S 12  | Esslingen – Bad Cannstatt – Waiblingen – Schorndorf                                                                                        | 37 km       | Filstalbahn – Bahnstrecke Stuttgart-Bad Cannstatt–Nördlingen                                                                 |
| S 15  | Bietigheim – Ludwigsburg – Zuffenhausen – Vaihingen – Rohr – Böblingen – Herrenberg                                                        | 59 km       | Frankenbahn – Gäubahn |
| S 2   | Hauptbahnhof (oben) – Bad Cannstatt – Waiblingen – Schorndorf                                                                              | 30 km       | Filstalbahn – Bahnstrecke Stuttgart-Bad Cannstatt–Nördlingen                                                                 |
| S 23  | Backnang – Waiblingen – Bad Cannstatt – Hauptbahnhof (oben) – Vaihingen – Rohr – Leinfelden – Echterdingen – Flughafen/Messe – Filderstadt | 54 km       | Bahnstrecke Waiblingen–Schwäbisch Hall-Hessental – Remsbahn – Filstalbahn – Gäubahn – Bahnstrecke Stuttgart-Rohr–Filderstadt |
| S 30  | Vaihingen – Rohr – Leinfelden – Echterdingen – Flughafen/Messe                                                                             | 9 km        | Gäubahn – Bahnstrecke Stuttgart-Rohr–Filderstadt                                                                             |
| S 4   | Hauptbahnhof (oben) – Zuffenhausen – Ludwigsburg – Marbach (Neckar) – Kirchberg (Murr) – Backnang                                          | 39 km       | Frankenbahn – Bahnstrecke Backnang–Ludwigsburg                                                                               |
| S 5   | Hauptbahnhof (oben) – Zuffenhausen – Ludwigsburg – Bietigheim                                                                              | 23 km       | Frankenbahn |
| S 6   | Hauptbahnhof (oben) – Zuffenhausen – Leonberg – Renningen – Weil der Stadt                                                                 | 32 km       | Frankenbahn – Schwarzwaldbahn                                                                                                |
| S 60  | Zuffenhausen – Leonberg – Renningen – Sindelfingen – Böblingen                                                                             | 34 km       | Schwarzwaldbahn – Rankbachbahn                                                                                               |

### Linien in den Landkreisen und in der Stadt Stuttgart
Die Stadt Stuttgart und die Landkreise werden von folgenden S-Bahn-Linien bedient:
| Kreis             | Linie                                  |
| ----------------- | -------------------------------------- |
| Stuttgart         | S 1 S 11 S 2 S 3 S 4 S 5 S 6 S 60 S 62 |
| Kreis Böblingen   | S 1 S 11 S 6 S 60 S 62                 |
| Kreis Esslingen   | S 1 S 2 S 3                            |
| Kreis Ludwigsburg | S 4 S 5 S 6 S 60 S 62                  |
| Rems-Murr-Kreis   | S 2 S 3 S 4                            |

## Liniennetz

### Entwicklungsstufen des Liniennetzes

Animierte Darstellung der Entwicklung des Stuttgarter Liniennetzes

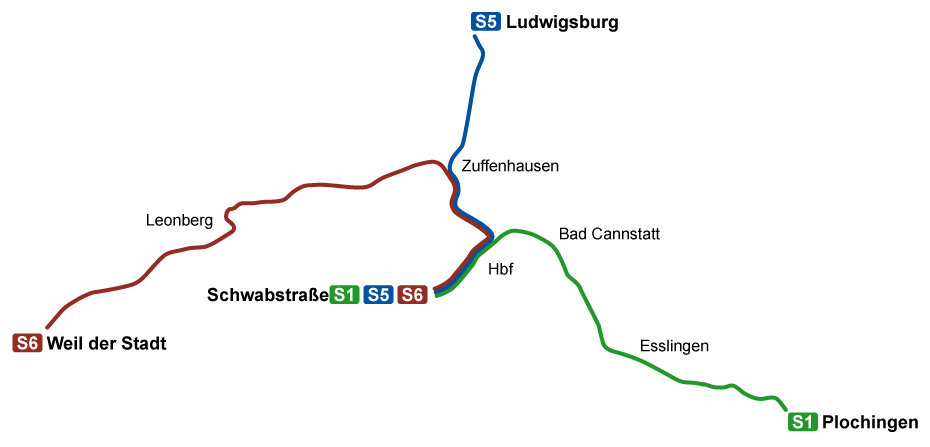
Liniennetz der S-Bahn Stuttgart, 1978

#### Stammstrecke mit 3 Zweigstrecken
Bis zur Eröffnung der S-Bahn entstand ein etwa 2,5 km langer Tunnel vom Hauptbahnhof Stuttgart unter der Innenstadt hindurch bis zum unterirdischen Endbahnhof Schwabstraße, einschließlich der Wendeschleife. Auf diesem Abschnitt liegen die Haltepunkte Stadtmitte und Feuersee. Mit Inkrafttreten des Verbundtarifs Verkehrsverbund Stuttgart (VVS) begann der S-Bahn-Betrieb am 1. Oktober 1978 mit Eröffnung der drei im Zentrum gebündelten Linien vom Bahnhof Schwabstraße nach Plochingen (S1), Ludwigsburg (S5) und Weil der Stadt (S6).

#### Erweiterungen im Norden – S4 und S5
Am 28. September 1980 ging die S4 in Betrieb, die parallel zur S5 nach Ludwigsburg und von dort aus weiter nach Marbach fuhr. Mit dem Abschnitt Ludwigsburg–Marbach wurde dabei erstmals eine bereits vorhandene Strecke nachträglich für die Stuttgarter S-Bahn elektrifiziert. Am 30. Mai 1981 wurde die S5 von Ludwigsburg nach Bietigheim verlängert.
Damit erreichte das S-Bahn-Netz eine Ausdehnung von 86 Kilometern.

#### Erweiterungen im Osten – S2 und S3
Die zweite Ausbaustufe der S-Bahn Stuttgart endete am 27. September 1981, als mit den Linien S2 Schwabstraße–Schorndorf und S3 Schwabstraße–Backnang die beiden letzten der sechs ursprünglich geplanten Linien in Betrieb gingen. Das Liniennetz wuchs damit um weitere 46 Kilometer.

#### Erweiterung nach Süden

Liniennetz seit 2022

Bis zum 29. September 1985 endeten alle sechs Linien im Bahnhof Schwabstraße. Erst mit Eröffnung der Neubaustrecke im Hasenbergtunnel als Teil der Verbindungsbahn konnte die schon zu einem neuen Südast des S-Bahn-Netzes geplante Weiterführung der Linie S1 bis nach Böblingen sowie der Linien S2 bis nach Rohr und der S3 bis nach Vaihingen in Betrieb gehen. In den Hauptverkehrszeiten verkehrte die S3 ebenfalls nach Rohr.
Am 28. Mai 1989 wurde die S2 von Rohr bis Oberaichen verlängert, und in den Hauptverkehrszeiten verkehrten auch einzelne Züge der S3 dorthin. Hierzu wurde die Strecke zweigleisig ausgebaut und elektrifiziert.
Am 6. Dezember 1992 erreichte die über Böblingen hinaus verlängerte S1 ihren heutigen Endbahnhof Herrenberg.
Am 18. April 1993 wurde durch die Verlängerung der Linien S2 und S3 von Oberaichen über Leinfelden und Echterdingen zum Stuttgarter Flughafen dieser an das S-Bahn-Netz angeschlossen. Hierzu wurde die Bestandsstrecke zwischen Oberaichen und Echterdingen zweigleisig ausgebaut und elektrifiziert, während der Schlussabschnitt Echterdingen–Flughafen eine Neubaustrecke war. Die S2 wurde schließlich zum 29. September 2001 auf einer weiteren Neubaustrecke, die unterirdisch den Flughafen unterquert, aber nur eingleisig ausgeführt ist, nach Filderstadt-Bernhausen verlängert.

#### Verlängerung im Osten – S1 nach Kirchheim/Teck
Am 23. Juli 2008 begannen die Bauarbeiten zur Verlängerung der S1, wozu der Abschnitt Wendlingen–Kirchheim elektrifiziert werden musste. Nach eineinhalbjähriger Bauzeit wurde am 12. Dezember 2009 die S1 von Plochingen über Wernau, Wendlingen und Ötlingen bis zum neuen Endbahnhof Kirchheim (Teck) verlängert. Der fahrplanmäßige Betrieb wurde am 13. Dezember 2009 aufgenommen. Die veranschlagten Kosten betrugen 32,5 Millionen Euro.

#### Pendellinie S60
Ab 14. Juni 2010 nahm die S60 auf der Rankbachbahn mit den drei Stationen Böblingen, Sindelfingen und Maichingen den Betrieb auf. Diese Rumpflinie war eine politisch umgesetzte Forderung, auf dem bereits fertiggestellten Teilstück zwischen Böblingen und der Station Maichingen-Nord Verkehr laufen zu lassen, weil sich die Fertigstellung der Weiterführung bis Renningen verzögerte.

#### Ringschlüsse S4 und S60
Am 8. Dezember 2012 wurde mit den Ringschlüssen eine neue Ära eingeläutet: Fortan sind mit der Verlängerung der Linie S4 von Marbach bis Backnang zur Endstation der dortigen S3 der Nordast (S4/S5/S6) und der Ostast (S1/S2/S3) des Netzes miteinander verbunden. Mit der Verlängerung der Linie S60 von Maichingen bis Renningen zur dortigen S6 wurde der Nordast (S4/S5/S6) mit dem Südast (S1/S2/S3) verbunden.

#### Stadionverstärker S11
Seit der Saison 2016/17 verkehren zu Heimspielen des VfB Stuttgart in der MHPArena die bisherigen Verstärkerzüge der Linie S1 zwischen Herrenberg und Neckarpark abweichend als Linie S11 (bisher wurden diese als Linie S1 geführt).

#### Expresslinie S62 Weil der Stadt – Feuerbach
Ergänzend zur S6 wurde zur Hauptverkehrszeit mit der S62 ein zusätzliches halbstündiges S-Bahn-Angebot eingeführt. Diese Sprinter verkehren zwischen Weil der Stadt und Feuerbach und lassen schwächer frequentierte Stationen aus. Die Linie führt zunächst bis Stuttgart-Zuffenhausen, bis ein Wendegleis in Feuerbach zur Verfügung steht. Die Linie wurde vom Land Baden-Württemberg gefördert, und am 12. September 2022 eröffnet.

#### Temporäre Linien S12, S15, S23, S24, S30, S36 bei Baumaßnahmen
Im Falle von Baumaßnahmen mit einhergehender Sperrung der Verbindungsbahn verkehren Tangentiallinien, welche entweder den Hauptbahnhof umfahren (S12 und S15), im Hauptbahnhof oben halten (S23) oder aber ausschließlich außerhalb der Innenstadt verkehren (S30). Bei anderen Baumaßnahmen wurden eine S24 (Filderstadt - Marbach(N)) und eine S36 (Flughafen/Messe - Weil der Stadt) eingerichtet.
Für die innerhalb der Verbindungsbahn liegenden Stationen wird ein Schienenersatzverkehr angeboten.

### Ausbauten an den Trassen
Zur Steigerung des Zugdurchsatzes, der Verbesserung der betrieblichen Abläufe, der besseren Erschließung und besseren Erreichbarkeit gab es auf den Streckenabschnitten folgende Ausbauten:
- 29. September 1984: Haltepunkt Neckarstadion (heute Neckarpark)
- Die S6 erhielt am 3. Dezember 1988 den zusätzlichen Haltepunkt Weilimdorf, der zur besseren Erschließung des neuen Gewerbegebiets eingerichtet wurde.
- 8. Dezember 1990: Haltepunkt Hulb
- Am 18. April 1993 wurde unmittelbar am südwestlichen Ende der unterirdischen Verbindungsbahn der Haltepunkt Österfeld eröffnet.
- Im Jahr 2000 wurden an der Remsbahn zwischen Fellbach und Waiblingen durch ein fünftes Streckengleis Konflikte der Fahrplantrassen von S-Bahnen der Linien S2 und S3 mit Regionalexpress-Zügen entschärft.
- Im Oktober 2003 erhielt der vorher eingleisige Abschnitt Renningen–Malmsheim der württembergischen Schwarzwaldbahn ein zweites Gleis, um Zugkreuzungen auf diesem Abschnitt zu ermöglichen und dadurch die Züge der Linie S6 nach einem gestreckteren, aber stabileren Fahrplan zu fahren. Dabei wurde durch Verlängerung der Fahrzeiten der S6 im Abschnitt Weil der Stadt–Korntal um 4 Minuten (heute 5) und in der Gegenrichtung um 3 Minuten (heute 5) der Anschluss der schon im Bau befindlichen S60 in Renningen berücksichtigt. Die Station Malmsheim wurde komplett erneuert und barrierefrei gestaltet sowie mit einem zweiten Bahnsteig am neuen Gleis ausgestattet.
- Am 25. Juli 2005 wurde ein dritter Bahnsteig am Haltepunkt Gottlieb-Daimler-Stadion (heute: Neckarpark) eröffnet.[205] Damit kann die Linie S1 (Verstärker heute als S11 bezeichnet) auf nun drei Bahnsteiggleisen bei Großveranstaltungen in kürzerem Takt verkehren und somit mehr Fahrgäste befördern. Es wurden dafür auch Aufstellgleise für Zusatzzüge in der Nähe eingerichtet. Zuvor gab es wegen zu großen Fahrgastandrangs nach dem Ende von Fußballspielen gefährliche Situationen. Deshalb war die seit 1984 bestehende Station aus Sicherheitsgründen mehrere Jahre geschlossen. Stadionbesucher mussten auf den etwas weiter entfernten Bahnhof Bad Cannstatt ausweichen.
- Seit November 2008: Verbesserte Signaltechnik zwischen Rohr und Flughafen/Messe. Diese kapazitätssteigernde Maßnahme wurde notwendig, damit die S3 bei größeren Veranstaltungen auf der Messe Stuttgart auf der kompletten Strecke zwischen Backnang und Flughafen/Messe im 15-Minuten-Takt verkehren kann.
- Bis 8. Dezember 2012 wurde der Bahnhof Böblingen teilweise umgebaut, die bisher eingleisige Rankbachbahn für die Betriebsaufnahme der S60 zweigleisig ausgebaut. Es wurden neue Bahnsteige mit 140 Metern Länge für Vollzüge errichtet: im Bahnhof Sindelfingen und an der Station Maichingen jeweils ein Bahnsteig, in Maichingen Nord, Magstadt und Renningen Süd jeweils zwei Bahnsteige sowie im Bahnhof Renningen ein dritter Bahnsteig. Der Bahnhof Renningen wurde erweitert und komplett barrierefrei erneuert mit neuen Hochbahnsteigen, einer zusätzlichen Unterführung mit Rampen und einem Aufzug zum Mittelbahnsteig.

## Erweiterungen des S-Bahn-Netzes

### Erweiterungen in Umsetzung
Folgende Erweiterungen des Stuttgarter S-Bahn-Netzes sind bereits im Bau oder stehen kurz davor:

#### Verlängerung der Stammstrecke mit neuem Halt Mittnachtstraße

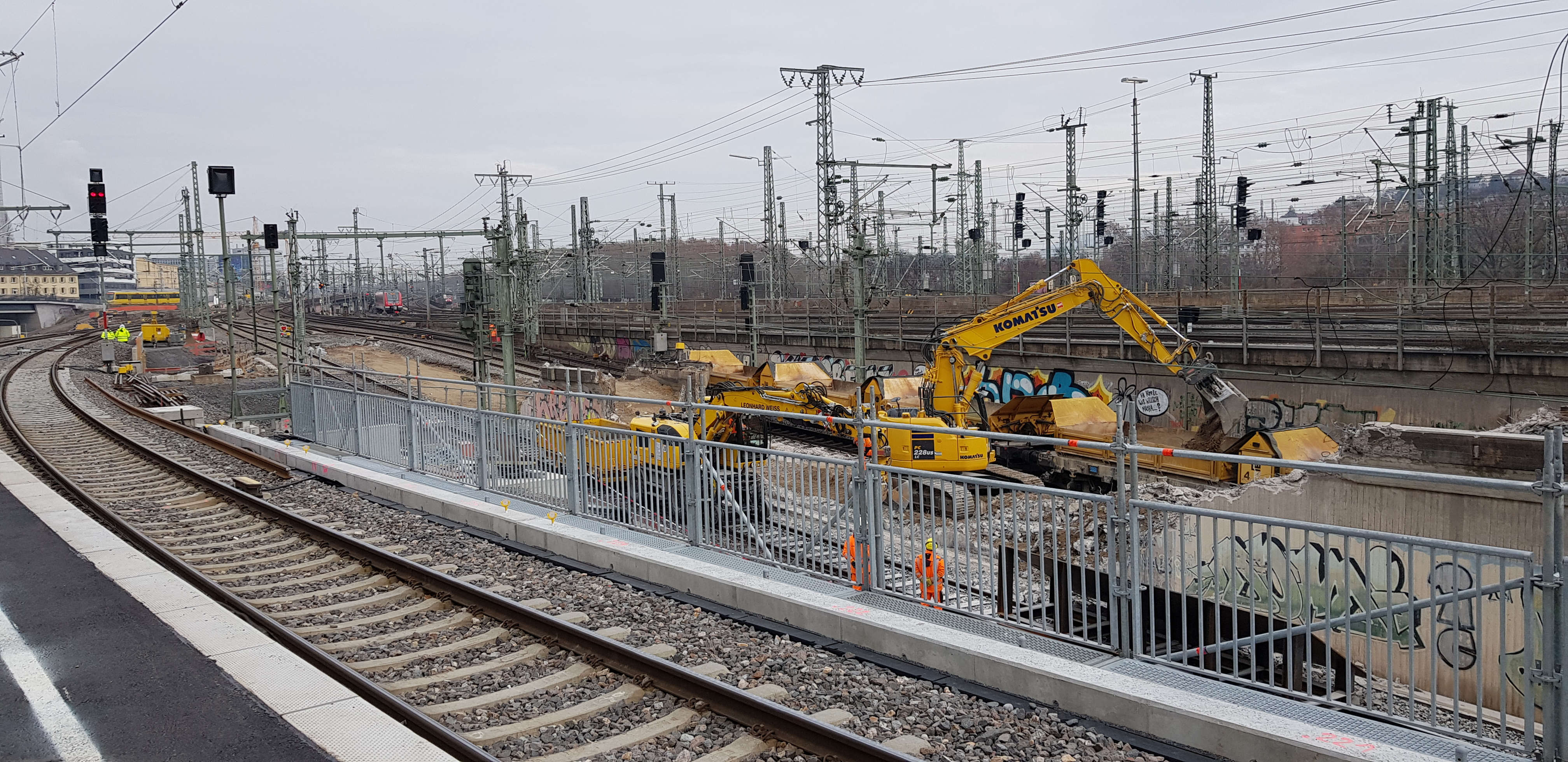
Rückbau des „Pilzgleises“ vor dem Hauptbahnhof im Januar 2019. Anschließend ist der Rückbau des in der Abbildung links des Pilzgleises liegenden Gleises vorgesehen, auf dem Züge von Bad Cannstatt in die Stammstrecke einfahren. Der Stadteinwärtsverkehr aus Feuerbach und Bad Cannstatt soll dann über ein Gleis laufen.

Als Teil von Stuttgart 21 ist im Dreieck zwischen Nordbahnhof, Bad Cannstatt und Hauptbahnhof (tief) der Bahnhof Stuttgart Mittnachtstraße im Bau. Als Umsteigebahnhof zwischen dem nördlichen und dem östlichen Ast des Netzes entlastet er den Hauptbahnhof und erschließt das in Planung befindliche Rosensteinviertel und das Nordbahnhofsviertel.
Die Trasse vom Hauptbahnhof bis Mittnachtstraße liegt in einem Tunnel. Der Bahnhof ist als Trogbauwerk konzipiert. In Richtung Nordbahnhof wird der Tunnel bis zur bestehenden Gleisrampe weitergeführt. Die Trasse nach Bad Cannstatt rückt mit dem neuen Rosensteintunnel näher an die bestehenden Gleise zum Nordbahnhof heran. Dadurch kann die Station Mittnachtstraße von allen Linien der Stammstrecke bedient werden.
Die zusätzliche Haltezeit an der Mittnachtstraße und längere Wege verlängern die Fahrzeit auf den Nord- bzw. Ost-Ästen aller Linien um etwa zwei Minuten. Dies erfordert eine Umplanung des Stuttgarter S-Bahn-Systems. In einem im Verband Region Stuttgart diskutierten Entwurf wird aufgezeigt, wie mit dem zusätzlichen Zeitbedarf durch den zusätzlichen Halt auf einzelnen Linien umgegangen werden soll. Aufgrund unterschiedlicher Zwangspunkte entlang der verschiedenen Linien könne der Zeitbedarf nicht einfach aufgeschlagen werden. Das Fahrplankonzept wird an zahlreichen Stellen im Minutenbereich verändert, womit zum Teil auch negative Auswirkungen auf Anschlüsse zwischen den Linien verbunden sind. Auf den Linien S2 (Schorndorf) und S3 (Backnang) entstehen aufgrund weiterer Wechselwirkungen Fahrzeitverlängerungen von bis zu fünf Minuten; auf der S6 verlängern sich die Fahrzeiten zwischen Renningen und Weil der Stadt um ca. zwei Minuten wegen der dort bestehenden Eingleisigkeit.
Die Anbindung der Station Mittnachtstraße an die bisherigen Gleise in Richtung Nordbahnhof löst auch die Kappung der Gäubahn (Panoramabahn) aus, weil deren Bahndamm angeschnitten werden muss und entsprechende Abfanglösungen nicht vorgesehen sind. Im Juni 2023 reichte die Deutsche Umwelthilfe vor dem Verwaltungsgerichtshof Baden-Württemberg eine Klage gegen die Außerbetriebnahme ein, die am 13. Februar 2025 jedoch abgewiesen wurde.
Die Inbetriebnahme der Gleise durch die Station Mittnachtstraße ist während einer dreimonatigen Stammstreckensperrung 2027 geplant. Danach soll Anfang Juli 2027 die Station in Betrieb genommen werden.

#### Verlängerung der S5 bis Stuttgart-Vaihingen und Böblingen
Mit Einführung von ETCS ist vorgesehen, die S5 über die Schwabstraße hinaus nach Süden zu verlängern. Im 15-Minuten-Takt fahren die Züge der S5 dann bis Stuttgart-Vaihingen, jeder zweite davon weiter bis Böblingen.

#### Auswirkungen von Stuttgart 21 auf das S-Bahn-System
In der in der Stuttgart-21-Schlichtung vereinbarten Betriebssimulation („Stresstest“) waren die Linienverläufe verändert: Bei den Linien S1, S2 und S3 sollten die Abschnitte südlich der Schwabstraße entfallen, bei den Linien S4, S5 und S6/60 sollten entsprechende Abschnitte hinzukommen. Laut späteren Angaben der Deutschen Bahn sei dieser umstrittene Linientausch nicht zwingend notwendig. 2022 wurde ein Konzept veröffentlicht, das lediglich einen Tausch der S2 und S3 zwischen Stuttgart-Vaihingen und Filderstadt enthält.
Im Rahmenplan Stuttgart 21 besteht die Option für den Bau einer zusätzlichen Station Wolframstraße (Budapester Platz) zwischen den Bahnhöfen Mittnachtstraße und Hauptbahnhof (tief), vorgesehen mit Umsteigemöglichkeit zur Linie U12 der Stadtbahn, die seit 2017 an der Stadtbahnstation Budapester Platz im Europaviertel hält. Während der Bauarbeiten zu Stuttgart 21 ist an dieser Stelle eine Zufahrt zu den Tunnelbaustellen, die Option besteht erst nach Abschluss der übrigen Bauarbeiten.
Mit der Inbetriebnahme von Stuttgart 21 sowie der Ausweitung des Regionalverkehrsnetzes erwartet der Verband Region Stuttgart einen Rückgang der Fahrgastzahlen der S-Bahn von rund 20 Prozent. In einer Verkehrsstudie der Region wird eine Entlastung der Stammstrecke durch den Fildertunnel erwartet.

#### S1-Ost: Verlängerung Plochingen/Wendlingen – Nürtingen
Der in Plochingen endende halbstündliche Zwischentakt der S1 soll bis Nürtingen verlängert werden. Zusammen mit der S1 nach Kirchheim/Teck ergibt sich dann für Wendlingen eine Verdichtung zum 15-min-Takt. In Wendlingen und Oberboihingen werden an bestehenden Bahnsteigen Teilaufhöhungen auf 96 cm errichtet, die an den ersten beiden Türen ein stufenloses Einsteigen ermöglichen. In Nürtingen wird an Gleis 6 ein neuer Bahnsteig mit 96 cm Höhe erstellt.
Die Inbetriebnahme ist für 2027 angekündigt.

#### S3-Süd: Verlängerung Filderstadt – Neuhausen

Verlängerung Filderstadt–Neuhausen hervorgehoben im Liniennetz (Stand 2022)

Ab frühestens 2027 soll die 4 km lange Verlängerung der Strecke vom Bahnhof Filderstadt über Sielmingen nach Neuhausen auf den Fildern fertiggestellt werden. Die Planfeststellung erfolgte im Juli 2021, der erste Spatenstich im September 2023.
Die S2 soll in diesem Zusammenhang die Abschnitte mit der S3 tauschen.
Langfristig ist ein Ringschluss ab Neuhausen bis Plochingen angedacht (siehe Abschnitt Ringschluss (Böblingen)–Flughafen/Messe–Plochingen/Nürtingen/Kirchheim (Teck) über die Schnellfahrstrecke).

### Geplante Projekte
Folgende Erweiterungen des Stuttgarter S-Bahn-Netzes sind geplant. Detaillierte Planungen sind noch durchzuführen und Finanzierungsvereinbarungen abzuschließen.

#### S10 (S1-Ost): Schwabstraße - Plochingen – Göppingen – Geislingen (Steige)
Eine Verlängerung der S-Bahn auf der Filsbahn ins Gebiet des Landkreises Göppingen bis Göppingen oder bis Geislingen (Steige) wird seit Jahren häufig diskutiert. Das Thema ist kontrovers; unter anderem wird befürchtet, dass eine S-Bahn zu Einschränkungen von Regionalverkehren führen könnte. In der Vergangenheit wurde als Voraussetzung der Bau der Schnellfahrstrecke Wendlingen–Ulm genannt, weil diese die Filstalbahn vom Personenfernverkehr entlasten würde. Zusammen mit der Diskussion einer kombinierten viergleisigen Neu- und Ausbaustrecke nach Ulm wurde eine Verlängerung der S-Bahn bis circa 1990 prioritär angestrebt.
Der Landkreis Göppingen und der Verband Region Stuttgart gaben Anfang 2009 eine Machbarkeitsstudie zu den technischen und betrieblichen Potenzialen einer S-Bahn-Verlängerung von Plochingen bis Geislingen an der Steige in Auftrag. Danach ist die Verlängerung der S1 bis Göppingen im 60-Minuten-Takt auf den bestehenden zwei Gleisen realisierbar. Mit der Schnellfahrstrecke Wendlingen–Ulm und nach Fertigstellung von Stuttgart 21 ist ein 30-Minuten-Takt bis Göppingen, Süßen oder sogar Geislingen (Steige) auf der bestehenden Trasse möglich. Der 30-Minuten-Grundtakt der S1 wird in den Szenarien ins Filstal verlängert, der Verstärker-Zwischentakt soll Kirchheim (Teck) ebenfalls im 30-Minuten-Takt anbinden. Die S1 bekäme so bis Plochingen einen durchgängigen 15-Minuten-Takt.
Zum 1. Januar 2014 wurde der Landkreis Göppingen in den VVS integriert.
Ende 2023 wurde nach den Gutachterempfehlungen beschlossen, eine weitere S-Bahn-Linie von Schwabstraße bis Geislingen (Steige) fest zu projektieren und in die Planungen zur Korridorsanierung im Filstal nach Fertigstellung von Stuttgart 21 einzubinden.
Im Januar 2025 wurden im Verkehrsausschuss des VRS die aktuellen Planungen vorgestellt. Es soll einen angenäherten 15-Minuten-Takt durch zwei MEX- und zwei S-Bahn-Züge je Stunde geben. Angenommen wird nun eine zusätzliche Linie, nicht etwa die Verlängerung oder Flügelung der S1. Die Planungs- und Baukosten werden auf etwa 100 Millionen € geschätzt. Bedeutende Einzelmaßnahmen werden der Umbau der Bahnhöfe Plochingen und Göppingen sein, außerdem Neubau, Verlängerung und Teilaufhöhung von Bahnsteigen in 12 Bahnhöfen und Haltepunkten. Es wird somit keine vollständige Barriere-Freiheit erreicht werden. Der Ausbau wird teilweise im Zusammenhang mit der Hochleistungs-Korridor-Sanierung der Filstalbahn erfolgen, die für die zweite Jahreshälfte 2029 geplant ist. In einer ersten Ausbaustufe soll es einen Vorlaufbetrieb auf einem „Rumpfkorridor“ Bad Cannstatt – Göppingen – Süßen geben (erwartet für Ende 2029), im zweiten Ausbauschritt dann die Verlängerung bis zur Schwabstraße (nach Schaffung notwendiger Kapazitäten auf der Stammstrecke mittels ETCS), und in der dritten Ausbaustufe wird dann der Zielzustand Schwabstraße - Geislingen erreicht. Im Bahnhof Göppingen würde der RE in beiden Richtungen die S-Bahn überholen, was somit günstige Umsteigemöglichkeiten ergibt. Zu lösen ist jedoch noch ein Trassenkonflikt mit zusätzlich geplanten Verstärker-RE in der HVZ; außerdem muss eine Untersuchung zur erwarteten Betriebsqualität (EBWU) erstellt werden.

#### S5-Nord: Verlängerung Bietigheim – Vaihingen an der Enz
Die Region Stuttgart projektiert eine Verlängerung der S5 von Bietigheim bis Vaihingen an der Enz. Priorisiert wird ab Sersheim die Reaktivierung der Vaihinger Stadtbahn mit eigenen S-Bahn-Gleisen über den ehemaligen Haltepunkt Vaihingen Enz Nord (Kleinglattbach). Im Zuge dieser Erweiterung könnte bei Vaihingen/Enz an der nach der Fertigstellung der Schnellfahrstrecke Mannheim–Stuttgart aufgegebenen DB-Altstrecke ein neues Betriebswerk entstehen, da die S-Bahn-Flotte wächst und das bisherige Betriebswerk in Plochingen seine Kapazitätsgrenzen erreicht hat.
In der Sitzung des Verkehrsausschusses des VRS im Januar 2025 wurden hierzu die aktuellen Planungen und Untersuchungen vorgestellt. Unklar ist insbesondere, bis wohin genau die S5 geführt werden kann. Die Wende in Vaihingen ist problematisch wegen der Gleisbelegung; diskutiert werden deshalb auch Alternativen mittels einer Wende in Mühlacker oder in Illingen (beide im Enzkreis und damit außerhalb der Finanzierungsmöglichkeiten des VRS). Gegen eine Reaktivierung von Gleisanlagen bei Sersheim regt sich Widerstand der Anliegergemeinden.

#### S15 (Walheim) – Ludwigsburg – Esslingen
Über die Schusterbahn (Zazenhausen–Münster–Untertürkheim) ist laut dem Gutachten von 2023 eine Linie S15 Bietigheim–Esslingen geplant, die zunächst im Stundentakt und langfristig halbstündlich verkehren soll. Projektiert ist eine Verlängerung im Norden nach Walheim, da die Verlängerung der S5 ausscheidet. Ebenso projektiert sind die neuen Stationen Bietigheim Nord nördlich der Großingersheimer Straße und Zazenhausen West auf Höhe der Sportanlagen. Das wäre die erste Tangentiallinie im S-Bahn-Netz.
Im Verkehrsausschuss des VRS wurde im Januar 2025 ein Untersuchungsergebnis für einen gewünschten Vorlaufbetrieb in Form der Verlängerung der heutigen Schusterbahn bis Ludwigsburg und ganztägigem 60-Minuten-Takt vorgestellt. Eine durchgeführte Betriebsprogrammstudie zeigte Trassenkonflikte sowie Probleme mit der Wende in Ludwigsburg aufgrund der Bahnsteighöhen auf; außerdem würde ein zusätzliches Fahrzeug notwendig werden.

### Mögliche Projekte
Im Herbst 2022 sollten im Rahmen einer einjährigen Machbarkeitsstudie Verlängerungen des S-Bahn-Liniennetzes unter zwischenzeitlich veränderten Rahmenbedingungen untersucht werden. Die am 20. Dezember 2023 in der Regionalversammlung beschlossenen Ergebnisse der Machbarkeitsstudie sollen für den weiteren Ausbau der S-Bahn zugrunde gelegt werden.

#### S1-Süd: Verlängerung Herrenberg – Bondorf
Verlängerung der S1 auf der Gäubahn-Strecke halbstündlich von Herrenberg über Gäufelden bis nach Bondorf.
Aufgrund der Machbarkeitsstudie von Dezember 2023 wird die Geschäftsstelle beauftragt, die Maßnahmen voranzutreiben und über die Entwicklungen zu berichten. Darunter ist auch die Verlängerung des S1-Verstärkertakts während des 15-Minuten-Takt-Betriebs tagsüber nach Süden.

#### S1-Ost: Verlängerung Kirchheim (Teck) – Weilheim (Teck) (– Bad Boll – Göppingen)
Nach dem Gutachten liegt die Verlängerung der S1 auf der Reaktivierungsstrecke von Kirchheim nach Weilheim bei einem Nutzen-Kosten-Verhältnis von 1,25.
Nach dem Ergebnis einer im Juni 2024 vorgestellten Machbarkeitsstudie wird eine Erweiterung des S-Bahn-Netzes nach Weilheim (Teck) und Oberlenningen erwogen. Das Vorhaben steht insbesondere unter dem Vorbehalt einer besseren Betriebsqualität, wie sie im Rahmen des Digitalen Knotens Stuttgart erwartet wird.
Die Weiterführung von Weilheim per Neubaustrecke nach Bad Boll (und weiter bis Göppingen) wird aufgrund zu geringer Wirtschaftlichkeits-Erwartung nicht weiterverfolgt.

#### S2-Süd: Verlängerung Neuhausen – Plochingen – Geislingen/Kirchheim(Teck)
Mit der Verlängerung der S2 im Halbstundentakt können zum südlichen Ringschluss über eine S-Bahn-Neubaustrecke die Verlängerung unter Neuhausen auf den Fildern und die Unterquerung der A 8 und der Stuttgart-21-Neubaustrecke Denkendorf angebunden und von dort weiter über eine Körschtaltrasse ein Anschluss in Altbach an die Neckartalbahn erreicht werden, von wo aus die S2 parallel zur S1 bis Kirchheim (Teck) und Geislingen Steige verkehren kann.

#### Verbindung Böblingen – Flughafen/Messe – Plochingen – Göppingen
Parallel zur genannten Verlängerung der S2 soll mit einer Linie im Halbstundentakt eine Tangentiallinie im südöstlichen Bereich des S-Bahn-Netzes eingeführt werden. Die Linie sollte von Böblingen Bahnhof über die Rohrer Kurve und Flughafen/Messe bis Plochingen und weiter ins Filstal bis Göppingen verkehren. Die dazu notwendige Rohrer Kurve wird mit dem inzwischen geplanten Pfaffensteigtunnel voraussichtlich nicht realisiert.

#### S4/S5/S6/S60-Süd: Verlängerung Schwabstraße – Vaihingen – Böblingen
Der Verband Region Stuttgart plant, vier Züge pro Stunde aus dem Nordast in den Südast von Schwabstraße bis Vaihingen und zwei davon weiter bis Böblingen/Ehningen zu verlängern. Nach einer Studie sind dies wahrscheinlich die S60 bis Vaihingen und die S5 bis Böblingen/Ehningen, jeweils halbstündlich. Da die S4 verlängert werden soll (siehe unten) und eine Wende in Ehningen mittlerweile mit höheren Investitionen als erwartet einhergeht, ist die Verlängerung der S5 nicht mehr aktuell.

#### S4-Süd Express: Verlängerung Schwabstraße – Vaihingen – Böblingen – Herrenberg – Horb – Rottweil
Ebenfalls wird aktuell überlegt, die S1 über Ergenzingen (Landkreis Tübingen) und Eutingen im Gäu bis nach Horb am Neckar (beide letztgenannten Orte im Landkreis Freudenstadt) zu verlängern, da die Gleise der Gäubahn ab 2026 im Zusammenhang mit dem Projekt Stuttgart 21 vom Hauptbahnhof gekappt werden und somit keine Direktverbindung mehr aus dem Süden bestünde. Als mögliche Lösung für Pendler aus der Region wird deshalb die S-Bahn-Verlängerung untersucht.
Als besser wurde die Verlängerung der S4 statt der S1 bis Horb und statt der oben genannten S5 halbstündlich bis Böblingen, dann ab Böblingen als Express-S-Bahn stündlich ohne Halt bis Herrenberg nach Horb und zweistündlich weiter bis Rottweil befunden.

#### S5-Nord: Verlängerung Bietigheim–Walheim
Ende 2023 wurde berichtet, dass eine Verlängerung der S5 von Bietigheim nach Kirchheim am Neckar wegen der beengten Verhältnisse am Bahnhof von Kirchheim scheitert. Stattdessen wird nun eine Verlängerung bis Walheim erwogen.
Aufgrund des höheren NKF soll eine Verlängerung der S5 bis Vaihingen Enz erfolgen; als Ersatz wird die Verlängerung des R11 (Schusterbahn) als S-Bahn-Linie oder RB-Linie favorisiert (siehe Abschnitt „S15“).

#### S6-West oder S62-West: Verlängerung Weil der Stadt – Calw

Verlängerung Weil der Stadt–Calw hervorgehoben im Liniennetz (Stand 2022)

Der Schwarzwaldbahn-Abschnitt zwischen den Bahnhöfen Weil der Stadt und Calw war seit 1983 für den Personenverkehr stillgelegt. Seit 2020 wird die Strecke reaktiviert; unter anderem wird ein Tunnel bei Ostelsheim gebaut, der die Strecke um drei Kilometer verkürzt. Als Hermann-Hesse-Bahn wird sie voraussichtlich 2025 in Betrieb gehen und bis Renningen fahren, um einen direkteren Umstieg Richtung Sindelfingen und Böblingen zu ermöglichen.
Im Januar 2020 beschloss der VRS-Verkehrsausschuss zusätzlich die Verlängerung der S6 bis Calw, wenn der Streckenabschnitt zwischen Weil der Stadt und Calw elektrifiziert ist. Es wäre damit die erste Linie der S-Bahn, die über die Region Stuttgart hinausreicht. Diese Fortsetzung bis Calw erreicht laut einer 2019 vorgelegten Untersuchung einen Nutzen-Kosten-Faktor von 1,66. Dabei sind die Kosten für die Elektrifizierung von bis zu 28 Millionen einbezogen, und auch bei weiteren Mehrkosten bleibt das Projekt demnach volkswirtschaftlich sinnvoll.
In der im Juli 2024 im Verkehrsausschuss des VRS beschlossenen Sitzungsvorlage ist die Verlängerung der S-Bahn bis Calw lediglich als zu anderen Konzepten kompatible Erweiterungsmöglichkeit erwähnt.

#### S60/S66: 15-Minuten-Takt Renningen – Böblingen
Für die S60 ist ein 15-Minuten-Takt geplant. Dafür sind Ausbauten an der Trasse nötig.
Inzwischen wird davon ausgegangen, dass die zusätzliche, im Zwischentakt fahrende S-Bahn von Sindelfingen / Böblingen in Renningen ohne Kuppeln/Flügeln nach Feuerbach fahren soll. Als Linienname wurde der Arbeitstitel „S66“ vergeben. Als notwendige Ausbaumaßnahmen sind eine Kreuzungsmöglichkeit in Sindelfingen und Bahnsteigmaßnahmen in Maichingen genannt. Die S66 würde dann die heutige S62 ersetzen und im Gegensatz zu dieser an allen Unterwegshaltestellen halten.

#### Gäubahn, Nordkreuz
Die Gäubahn soll mit Inbetriebnahme von Stuttgart 21 in Stuttgart-Vaihingen enden, die restliche Strecke bis Stuttgart Hauptbahnhof abgebaut werden. Es gibt verschiedene Überlegungen für deren Erhalt.
Der Verband Region Stuttgart erwägt darüber hinaus zur Optimierung der Verkehrsströme langfristig unter dem Namen „Nordkreuz“ die Einrichtung eines neuen Umsteigeknotens am Nordbahnhof. Die Idee entwickelte sich aus den Planungen zu Stuttgart 21. Das Nordkreuz beinhaltet zwei neue Verbindungsstücke mit unterschiedlichen Funktionen, welche teilweise unabhängig voneinander realisierbar sind:
Beispiele des Verkehrsclubs Deutschland für neue Linien im Rahmen des Vorschlags:
- S12: Waiblingen – Bad Cannstatt – Nordkreuz – Gäubahn – Vaihingen – Böblingen (nur mit T-Spange + Verbindungsstück zur Gäubahntrasse möglich)
- S14: Ludwigsburg – Feuerbach – Nordkreuz – Bad Cannstatt – Esslingen am Neckar (nur durch T-Spange, Gäubahntrasse nicht erforderlich)
- S53: Ludwigsburg – Feuerbach – Gäubahn – Vaihingen – Flughafen/Messe (ohne T-Spange möglich)

##### T-Spange
Die T-Spange als Erweiterungsmöglichkeit nach der Fertigstellung von Stuttgart 21 bezeichnet eine direkte Gleistrasse vom Nordbahnhof unter dem Rosensteinpark hindurch über den im Rohbau fertiggestellten neuen S-Bahn-Rosensteintunnel nach Bad Cannstatt unter Umgehung des Hauptbahnhofes. Dadurch wären die beiden Netzäste Ost (S1/S2/S3) und Nord (S4/S5/S6/S60) direkt miteinander verbunden. Damit würden der Umweg und Umstieg über die Stationen Hauptbahnhof (tief) beziehungsweise künftig die neue Station Mittnachtstraße auf der Stammstrecke entfallen und schnellere Verbindungen mittels neuer Tangentiallinien geschaffen. Die genannten Stationen würden als Umsteigebahnhof ebenso wie die hochfrequentierten S-Bahnen in diesem Netzbereich entlastet.
Im Zuge von Stuttgart 21 wird das Projekt so weit mit baulichen Vorleistungen (insbesondere mit der Herstellung von Tunnelanschlussstücken) eingebunden, dass eine spätere Umsetzung leicht möglich ist. Für eine Mitbenutzung der Gäubahnstrecke (siehe unten) muss zusätzlich ein kurzes Verbindungsstück zu dieser im Bereich Nordbahnhof gebaut werden.
Die T-Spange, die zunächst als Variante T bezeichnet wurde, ging aus dem Integrierten Verkehrskonzept der Region Stuttgart (IVK) hervor, das im Auftrag des Landes Baden-Württemberg von wissenschaftlichen Instituten entwickelt worden war. Neben dieser Variante T wurde auch eine Variante Z erwogen. Sie sah einen neuen, rund 10 km langen Innenstadttunnel zwischen dem Bahnhof Nürnberger Straße und Feuerbach über das Neckarstadion, die Station Stadtmitte und den Nordbahnhof vor. Diese Variante wurde gegenüber der nur 4 km langen Variante T zurückgestellt.

#### Südumfahrung Wendlingen
Aufgrund der für den S-Bahn-Betrieb ungünstigen Gleistrasse der S1 durch ein eng bebautes Wohngebiet mit häufigen Bahnübergängen wird langfristig eine Südumfahrung Wendlingen erwogen. Geplant sind die Mitbenutzung der geplanten Güterzuganbindung zur Schnellfahrstrecke Wendlingen–Ulm, darauffolgend die Ausschleifung der S1-Trasse nach Norden mit einem 1,6 Kilometer langen Tunnel und daran anschließend eine mögliche neue Station „Wendlingen-Speckweg“ mit Einschleifung in die Bestandstrasse. In einer weiteren Baustufe sind ein 1,5 Kilometer langer eingleisiger Tunnel zur niveaufreien Anbindung an die Neckartalbahn aus Richtung Norden und damit die Zweigleisigkeit vorgesehen. Die Trasse ist Voraussetzung für einen 15-min-Takt der S1 und weitere S-Bahn- und Regionalverkehrslinien nach Kirchheim (Teck).

#### Ringschluss (Böblingen) – Flughafen/Messe – Plochingen/Nürtingen/Kirchheim(Teck) über die Schnellfahrstrecke
Der S-Bahn-Träger Verband Region Stuttgart (VRS) beauftragte eine Studie des Verkehrswissenschaftlichen Instituts (VWI) der Universität Stuttgart. Darin wird eine wirtschaftlich günstige Verlängerung der künftig in Neuhausen auf den Fildern endenden S-Bahn-Trasse empfohlen. Durch einen Tunnel unter dem Stadtgebiet von Neuhausen hindurch käme es zum Anschluss zur östlich der Stadt liegenden Schnellfahrstrecke Wendlingen–Ulm. Durch die Mitbenutzung der Neubaustrecke durch die S-Bahn werden mittlerweile drei Möglichkeiten zur Weiterführung erwogen:
- Ein Ringschluss der S2 über Wendlingen nach Plochingen.[229] Dazu wäre eine Kurve von der Neubaustrecke aus Richtung Westen zur Neckartalbahn Richtung Norden nötig.

- Eine Verlängerung des S-Bahn-Netzes über Oberboihingen bis Nürtingen, möglicherweise mit einer direkten S-Bahn-Tangentiallinie vom Bahnhof Böblingen über Flughafen/Messe.[229] Dazu wäre die niveaufreie Anbindung der Neckartalbahn Richtung Süden an die Neubaustrecke in Richtung Westen in Form der als Option von Stuttgart 21 geplanten Großen Wendlinger Kurve nötig.[230][231]

- Im Zuge der Planungen zu einer Südumfahrung Wendlingen wurde eine direkte Weiterführung bis Kirchheim (Teck) (S1-Endbahnhof) erwogen. Dazu wäre eine kurze Gleisverbindung von der parallel verlaufenden großen Wendlinger Kurve zur nördlich verlaufenden neuen Güterzugkurve nötig, von der dann die Südumfahrung abzweigt.[232][231]

Wegen der vom VRS als „bautechnisch sehr anspruchsvoll und aufwendig“ eingeschätzten Untertunnelung von Neuhausen und Anbindung einer S-Bahn-Trasse an die Neubaustrecke auf Höhe Denkendorf wurde ein Ringschluss über die direkte Anbindung über den neuen Fern- und Regional-Bahnhof Flughafen/Messe („Filderbahnhof Plus“) favorisiert. Die Stationen Filderstadt (Bernhausen), Sielmingen und Neuhausen würden damit vom Ringschluss ausgelassen. Nachdem keine Einigung über die Finanzierung erreicht werden konnte, ist die Filderbahnhof-Plus-Variante im April 2013 gescheitert und wurde nicht mehr weiterverfolgt.
Am 25. Januar 2017 beschloss der VRS-Verkehrsausschuss einstimmig, eine Untersuchung über verschiedene Varianten möglicher S-Bahn-Verlängerungen von Böblingen über den Flughafen und Neuhausen nach Plochingen, Nürtingen und Kirchheim/Teck zu beauftragen. Eine Untersuchung des Landkreises Esslingen über Verbindungen von den Fildern ins Neckartal soll miteinbezogen werden. Aus zunächst neun Varianten wurden vier Varianten herausgearbeitet, die noch vertieft untersucht werden sollen. Kosten von 200 bis 900 Millionen Euro stehen 5.100 bis 18.000 erwartete Fahrgäste pro Tag gegenüber.
Im November 2018 beschloss die VRS-Regionalversammlung, im Rahmen einer 150.000 Euro teuren Untersuchung die Wirtschaftlichkeit verschiedener Varianten bewerten zu lassen.

#### Umstellung auf 10-Minuten-Takt
Langfristig bis etwa 2035 soll ein 10-Minuten-Takt umgesetzt werden.

### Ehemals erwogene Erweiterungen
Folgende Linienverlängerungen werden vorerst nicht mehr weiterverfolgt.

#### S1-Süd: Verlängerung Herrenberg – Nagold
Da eine Direktverbindung mit einer Neubaustrecke von Herrenberg über Jettingen direkt nach Nagold mit einer oder maximal zwei Stationen als zu teuer gilt, hat nun eine weitere Studie im Auftrag des Landkreises Calw die Verlängerung der S1 von Herrenberg auf bestehenden Eisenbahnstrecken (Gäubahn und Nagoldtalbahn) nach Nagold untersucht. Von einem positiven Kosten-Nutzen-Faktor mit besonders hohen verkehrlichen Nutzen für die Gemeinden Gäufelden und Bondorf wird ausgegangen.

#### S3-Ost: Verlängerung Backnang – Murrhardt
Anhand verkehrlicher Untersuchungen zeigte sich ein Potenzial für eine Verlängerung der S-Bahn auf der Bahnstrecke Waiblingen–Schwäbisch Hall-Hessental nach Murrhardt. Da die Verkehrsströme sich überwiegend in Richtung Backnang, Waiblingen und Stuttgart ausrichten, wird eine Verlängerung der S3 statt der S4 erwogen. Gegenwärtig finden Verhandlungen auch bezüglich der Finanzierung statt. Die Reisezeit der S-Bahn zwischen Backnang und Murrhardt würde rund zwölf Minuten betragen und damit gegenüber der heutigen Situation deutlich verbessert. Es bestehen jedoch Planungen, das derzeitige Angebot aus RE- und RB-Zügen insbesondere hinsichtlich der Fahrzeiten durch Optimierung der Zugkreuzungen deutlich zu verbessern, sodass die S-Bahn gegenüber dem optimierten Angebot dann keine Fahrzeitvorteile mehr bringt, sondern allenfalls noch einen dichteren Takt und eine umsteigefreie Verbindung zu den Unterwegsbahnhöfen bieten kann. Ende 2023 nahm die Region vorerst Abstand von den Plänen einer S3-Verlängerung. Erschwert wird das Projekt weiterhin durch die eingleisige Streckenführung ab Backnang. Allerdings plant das Land einen zweigleisigen Ausbau der Murrbahn. Sollte der Ausbau realisiert werden, könnte eine Verlängerung der S3 bis Murrhardt wieder diskutiert werden.

#### S5-Nord: Verlängerung Bietigheim–Kirchheim am Neckar
Eine Prüfung der Verlängerung der S5 von Bietigheim bis Kirchheim am Neckar wurde im Verkehrsausschuss des Regionalparlaments am 26. Oktober 2011 veranlasst. Unter Beachtung der geplanten Verlängerung nach Vaihingen (Enz) ist eine Flügelung in Bietigheim denkbar. Diese Verlängerung wurde aufgrund der ausreichenden Bedienung mit Regionalzügen zurückgestellt. Ende 2023 wurde bekannt, dass eine Verlängerung der S5 an den beengten Verhältnissen am Bahnhof von Kirchheim am Neckar scheitert.

#### S5-Nord: Verlängerung Bietigheim – Vaihingen an der Enz Fernbahnhof (oben) – (Mühlacker)
Im Rahmen einer Untersuchung des Verkehrswissenschaftlichen Instituts der Universität Stuttgart (VWI) zu Erweiterungsmöglichkeiten des S-Bahn-Netzes im regionalen Raum wurde eine Verlängerung der S5 bis nach Vaihingen (Enz) empfohlen. 2009 sprach sich der Regionalpräsident Thomas Bopp ebenfalls für dieses Projekt aus.
Das VWI hat anhand einer zweiten Studie speziell zur S5-Verlängerung eine erste Verkehrsuntersuchung geliefert. Untersucht wurden dabei die Varianten zum Bahnhof Vaihingen (Enz) Fernbahnhof und zum Bahnhof Vaihingen (Enz) Stadt bzw. Enzweihingen über die Vaihinger Stadtbahn. Das Ergebnis der Untersuchung, die im Verkehrsausschuss des Verbands Region Stuttgart am 13. November 2013 vorgestellt wurde, ergab eine vergleichsweise hohe Wirtschaftlichkeit mit entsprechendem Nutzen-Kosten-Faktor von 4,3 für eine Verlängerung der S5 bis Vaihingen an der Enz Fernbahnhof. Die Baukosten sollen lediglich 10 Mio. Euro betragen, die jährlichen Betriebskosten 2,5 bis 2,8 Mio. Euro. Zwei bis drei neue S-Bahn-Züge müssten angeschafft werden. Zusätzlich wurde eine künftige nochmalige Verlängerung bis Mühlacker Bahnhof empfohlen.
Die Verlängerung der S 5 nach Vaihingen (Enz) galt aufgrund mangelnder Wirtschaftlichkeit Anfang 2015 als verworfen.
Im 2018 beschlossenen Regionalverkehrsplan der Region Stuttgart wird einem halbstündlichen Metropolexpress von Vaihingen Vorrang vor einer S-Bahn-Verlängerung eingeräumt, die Verlängerung gleichwohl als Vorhaben „hoher Dringlichkeit“ geführt. Laut Prognose des VRS würde eine S-Bahn-Verlängerung zu 9200 zusätzlichen Fahrten pro Tag führen.
Die zunächst für 2035 ins Auge gefasste Verlängerung soll auf Wunsch des VRS-Verkehrsausschusses vorgezogen werden. Grundlage für eine etwaige Verlängerung ist der neue, mit Stuttgart 21 geplante Fahrplan, in den diese eingetaktet werden müsse. Dieser Fahrplan liege jedoch noch nicht vor. Offen ist bislang noch, ob die Verlängerung bis Vaihingen oder Mühlacker erfolgen soll. Während Vaihingen noch zum Verbandsgebiet des VRS gehört, wäre der Bahnhof Mühlacker baulich besser als S-Bahn-Endpunkt geeignet.